# Les Aventures de Roderick Random
Vous lisez un « article de qualité » labellisé en 2016.
Les Aventures de Roderick Random ou Roderick Random, en anglais, The Adventures of Roderick Random, publié en 1748, est le premier roman de Tobias Smollett (1721-1771). Le roman n'a d'abord pas été signé, mais lorsque son succès s'est confirmé, l'auteur en a reconnu la paternité. Si Paul-Gabriel Boucé défend âprement la thèse que l'assimilation entre Smollett et ses personae de fiction, en particulier son héros, a été fort dommageable à sa réputation littéraire, il ne semble pas y avoir de doute que Roderick Random s'appuie, au moins en partie, sur l'expérience personnelle de l'auteur embarqué dans la Royal Navy comme assistant-chirurgien, en particulier lors du siège de Carthagène.
Le roman, en effet, est l'œuvre d'un jeune homme en colère de vingt-sept ans qui, ayant quitté son Écosse natale en 1739 pour monter à la capitale avec l'espoir, partagé par tous les Écossais en quête de fortune ou de gloire, de trouver le bonheur et la renommée, n'avait rencontré que la dislocation et l'exil, rendant justice au mot de Samuel Johnson qui, assez méchamment, avait écrit que « […] la plus noble voie qui s'offre à un Écossais est la grand' route qui le mène en Angleterre »,.
Le roman se situe dans les années 1730 et 1740 et raconte à la première personne la vie de Roderick (Rory) Random, né d'un gentleman écossais et d'une femme de basse extraction, qui se trouve rejeté après la mort de sa mère et la disparition inexpliquée de son père. Après de rudes années en pensionnat et un apprentissage de la chirurgie à Glasgow, Roderick part à Londres et commence pour lui une vie d'aventures et de mésaventures, d'abord sur la route, puis lors de divers embarquements ou embrigadements forcés, en compagnie — surtout dans la dernière partie — de son fidèle ami Hugh Strap. Cette vie tumultueuse se double d'une vie sentimentale car Roderick trouve souvent l'occasion d'exercer son charme auprès de la gent féminine, si bien qu'à l'aventure se mêlent le sexe et les affaires du cœur.
Dans sa préface, Smollett reconnaît sa dette envers les deux romans picaresques qu'il a traduits, Don Quichotte (1605–1615) de Cervantes et Gil Blas de Santillane de Lesage (1715–1747). Il déclare avoir désiré offrir un document à la fois réaliste et satirique que rehaussent un humour permanent, un style enlevé et le panache du héros, si bien que dominent même aux heures les plus sombres, une bonne humeur et une vitalité étincelantes qui, selon l'auteur, satisfont la curiosité du lecteur, le conduisent à épouser la cause du héros, à souffrir et se réjouir avec lui et, sans mettre son attention à l'épreuve par un « simple catalogue de personnages », le divertissent agréablement malgré les vicissitudes de la vie par le « vaste libre-cours accordé à l'esprit et l'humour »,.
Il en appelle aussi au « lecteur intelligent » pour qu'il témoigne de la fidélité de l'auteur envers la « nature », c'est-à-dire de la véracité des faits, même si les circonstances ont été modifiées pour éviter « la satire personnelle ». Sa dernière recommandation s'adresse au lecteur « délicat », susceptible de s'offenser du grand nombre de jurons utilisés, procédé qu'il juge à la fois nécessaire à la vraisemblance et démontrant par l'exemple « l'absurdité de tels explétifs ».
En sa dernière partie, le roman fait l'apologie de la traite négrière, trait qu'il convient de juger à l'aune des théories et mœurs du XVIIIe siècle, l'abandon de la traite ayant été obtenu en Grande-Bretagne en 1807, celui de l'esclavage lui-même en 1833, soit près d'un siècle après les faits racontés.

## Genèse et accueil
Contrairement à Richardson et Fielding dont la réputation littéraire est au zénith en 1747-1748, Smollett n'a encore rien publié sinon une chanson (A New Song (1745), et trois poèmes, en particulier Tears of Scotland, écrit après la défaite jacobite du 16 avril 1746, ayant eu peu d'écho dans la presse critique hormis ce qu'en dit l'auteur.

### Composition

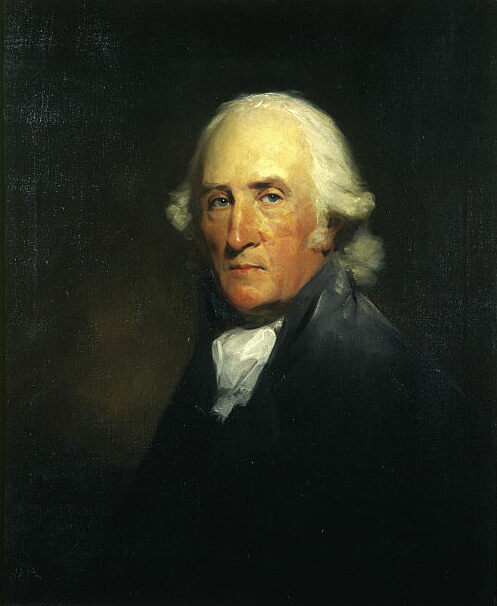
Le révérend Alexander Carlyle, ami écossais de Tobias Smollett.

La seule source disponible sur la composition de Roderick Random est la correspondance entre Smollett et l'un de ses amis écossais, le révérend Alexander Carlyle, en particulier une lettre probablement datée de décembre 1747 : « Depuis ma dernière correspondance, j'ai terminé un récit romanesque en deux courts volumes, intitulé Les Aventures de Roderick Random, qui sera publié dans une quinzaine. C'est une satire de l'humanité, et à en juger par l'accueil reçu en privé de la part des meilleurs juges d'ici, j'ai des raisons de croire qu'il connaîtra un beau succès. Il y a déjà longtemps que j'en ai un exemplaire et j'ignore comment les libraires s'y prennent pour être à jour des ventes. Je pense que plusieurs centaines vont être envoyées en Écosse. Si par hasard vous le trouvez, lisez-le sans façon et faites justice de ma cause et de ma personne »,,.
Quoi qu'il en soit, à l'âge de vingt-six ans et en l'espace de six mois, Smollett a écrit un roman promis au succès d'environ 220 000 mots. C'est donc avec fracas et non sur la pointe des pieds que ce jeune Écossais sans le sou fait son entrée sur la scène littéraire de son temps. Il réussira plus tard un exploit comparable avec les 2 600 pages in-quarto de son Histoire complète de l'Angleterre, publiée en 1757-1758.
Le roman a été annoncé dans plusieurs journaux londoniens, le General Evening Post par exemple du 15 au 17 décembre 1747, au prix de 6 shillings, devant sortir dans un mois ; dans le même journal paraît un rappel du 7 au 9 janvier 1748 pour une publication fixée dans quinze jours. De fait, dans son livre de comptes, l'imprimeur William Straham fait état de 2 000 exemplaires parus sous anonymat, lot considérable pour le premier roman d'un auteur inconnu. Lewis M. Knapp a découvert en 1932 que 6 500 exemplaires sont sortis des presses de Stratham de janvier 1748 à novembre 1749. Suivent une deuxième édition en avril 1748, confiée cette fois à Hayman & Grignion, puis une troisième en janvier 1750, enfin une quatrième, la dernière que Smollett ait revue personnellement et à laquelle il a ajouté un « Apologue » ; prête en 1754 mais postdatée 1755, car la parution avait été retardée pour des raisons commerciales à l'automne de 1754. En 1770, huit éditions avaient paru, ce qui montre que le succès du roman fut immédiat, massif et durable.

### Accueil
Peu de traces restent de la critique imprimée, quelques allusions éparpillées au gré de correspondances, plus intéressantes étant les réactions personnelles du jeune romancier. Dans une autre missive à son ami écossais, Smollett se laisse aller au plaisir de sa jeune renommée, qui cesse bientôt d'être clandestine, du moins à Londres, car à en juger par une lettre de 1752, écrite de l'étranger par Lady Mary Wortley Montagu à sa fille la comtesse de Bute, Roderick Random reste attribué à Henry Fielding. Smollett excuse lui-même ce qu'il appelle « quelques inexactitudes de style » (several inaccuracies in the Stile) par la hâte ayant présidé à la composition de son roman, huit mois, avec des coupures de plusieurs semaines, « ce qui fait que les légères incorrections peuvent se pardonner » (so that a little incorrection may be excused). Il y exprime également son souci de voir son livre considéré comme plus ou moins autobiographique, au point que bien des gens non seulement l'assimilent à son héros mais croient aussi reconnaître en certains personnages des portraits au vitriol de personnes existantes, son ancien maître d'école John Love par exemple.
L'adjonction de l'apologue se justifie, selon Paul-Gabriel Boucé, par une autre interprétation du roman par la critique qui y a vu un ouvrage réaliste, ce que Smollett a cru ne point pouvoir accepter, car il savait qu'il ne s'était point contenté de tenir un miroir face au monde et de consigner par écrit les reflets qu'il y voyait. Ses pages ne s'étaient pas imprimées toutes seules comme sur une plaque sensible. La réalité est chose mouvante, en soi et selon la perception de l'auteur, et Smollett cherchait à découvrir le monde plus qu'à le reproduire, conscient que la fiction n'était que mensonge habile. À ce titre, Roderick Random devient, selon le mot de Cedric Watts, « janiforme », œuvre d'un narrateur à la fois révulsé et fasciné par la corruption et la violence rampantes, qu'elles se logent dans le microcosme des soutes du Thunder ou le macrocosme de nations guerroyant jusqu'à l'absurde. D'autant que le récit à la première personne autorise le lecteur à l'identification facile avec le héros dont il partage par procuration l'énergie, l'invulnérabilité quasi surnaturelles, l'enthousiasme dévorant, les coups et les bleus, sans compter les délices du luxe et de la chair, un héros modelé sur l'archétype d'Ulysse.

## Personnages
Le nombre des personnages est considérable, mais beaucoup d'entre eux, de par la structure linéaire du roman, sont de rencontre et ne jouent qu'un rôle passager dans l'intrigue, le temps d'une aventure, d'une bagarre ou d'une discussion, parfois du récit enchâssé de leur propre histoire. Tous ne s'y trouvent pas reliés et, de ce fait, font quasiment œuvre de figurants. Si bien que le roman paraît peuplé mais n'est en réalité habité que par un nombre restreint d'acteurs, et encore certains d'entre eux, une fois leur rôle terminé, se perdent de vue et finissent par n'exister que dans le souvenir du narrateur et, par conséquent, du lecteur.

### Caractérisation
Les personnages centraux ne sont guère caractérisés, tant il est possible de les résumer par un trait saillant de leur tempérament. Roderick le héros ne montre pas plus de complexité que son ami Strap, l'un tout fougue et bienveillance, l'autre pondéré et dévoué. Le lieutenant Tom Bowling, oncle de Roderick, se définit par son indéfectible loyauté et Narcissa, qui deviendra l'épouse chérie au dénouement, reste à peine esquissée, toute de diaphane innocence. D'ailleurs, les femmes, bonnes ou méchantes, se réduisent souvent à une caractéristique, leur bienveillance, leur esprit ou alors leur luxure. En nombre bien plus restreint que les hommes, ce qui s'explique en partie par les aventures maritimes ou soldatesques du héros, elles restent à l'arrière-plan de l'action, même si quelques-unes se distinguent lors de scènes comiques dans les diligences ou encore, comme Miss Snapper, aux bains à Bath.
La primauté d'une caractérisation plus appuyée est donnée aux personnages franchement comiques ou caractériels, comme les vieux militaires sclérosés, les officiers de marine obstinés, ignorants et cruels, les vantards forts en gueule déguisant leur couardise, autant de types traditionnels des romans de la route, illustrés par Henry Fielding, ou de la mer comme La Vie et les Aventures de Peter Wilkins de Robert Paltock.

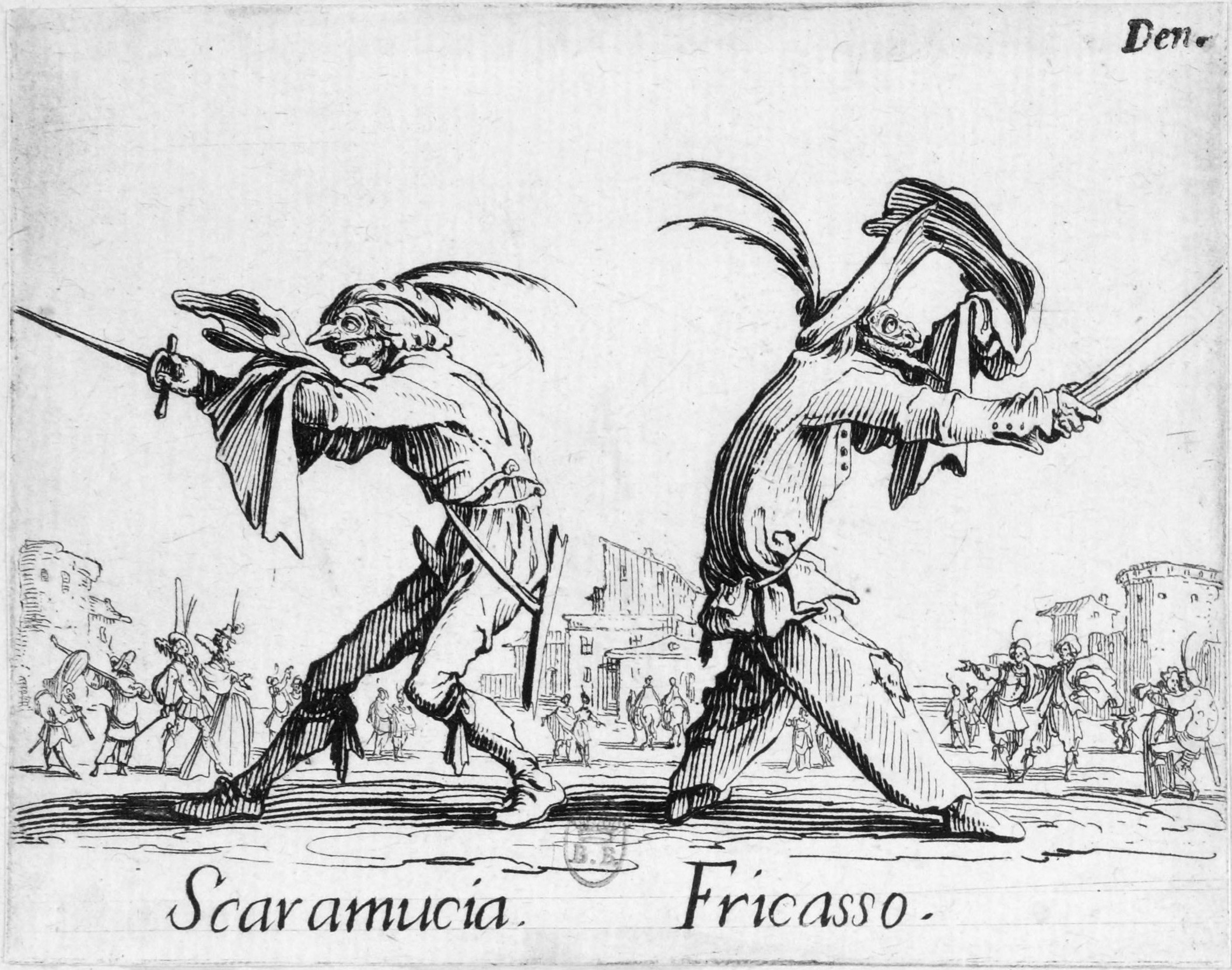
Scaramouche et Fricasso le Capitant.

Smollett se plaît à mettre en scène des Français tel M. Lavement, apothicaire peu scrupuleux établi à Londres, qu'il caractérise de diverses façons, surtout par ses défauts langagiers, déformation phonologique et panachage linguistique, qu'accentuent encore l'émotion ou l'indignation, les jurons vernaculaires se taillant alors la part belle. L'affectation dans le comportement est également l'apanage, quoique non exclusif, des voisins d'outre-Manche : ainsi le portrait du valet de chambre Vergette, efféminé et maniéré, sorti tout droit du fonds ancestral des clichés xénophobes.
Parfois, ces personnages de farce sont détournés de leur fin, comme le doucereux capucin catholique digne des frères paillards peuplant les fabliaux du Moyen Âge, amateur de bonne chère et de bon vin, coureur de jupons faciles, que Roderick suit en toute confiance à Paris et dont, en définitive, il assume tout le poids du ridicule puisqu'il se fait berner de magistrale façon.
Parmi les soldats que Roderick rencontre en France, seule se dégage la figure du Gascon, fidèle héritier de la tradition guerrière de sa province, digne du miles antique, mais souvent comparable au Miles Gloriosus de Plaute, ou de l'Alazon grec et du Capitant du XVIIe siècle.

### Recensement
La liste des personnages est redevable de celles qu'ont établies Paul-Gabriel Boucé dans l'édition Oxford de 2008, Clifford R. Johnson dans sa publication de 1977 et enfin Denise Bulckaen sur les personnages secondaires de Smollett dans l'édition de 2000, tous ouvrages référencés dans la section « Biographie » de la bibliographie.

#### Le noyau central
- Roderick « Rory » Random, héros et narrateur, fils d'un gentleman écossais et d'une servante. Garçon sans peur et avide d'aventures, il perd sa mère à sa naissance, alors que son père, déshérité par sa famille pour avoir épousé une domestique, quitte l'Angleterre sans laisser de traces. Libertin, pas toujours scrupuleux, Roderick franchit toutes les étapes traditionnelles du héros picaresque : maltraité après la disparition de ses parents, éduqué à la dure dans un établissement scolaire où il reçoit cependant une solide culture classique, il est apprécié de son oncle maternel Tom Bowling, lieutenant de vaisseau dans la marine et commandant du HMS Thunder, qui lui fait apprendre le métier de chirurgien à Glasgow. Sa vie se déroule sous diverses identités, en un tourbillon de rencontres galantes, de tentatives de riche mariage avortées. Escroqué en France par un frère de l'église aussi charmeur que véreux, il s'enrôle dans les armées de Louis XV et chaque fois que le hasard ou le destin, favorable ou non, semble sur le point de changer sa vie, apparaît soit un antagoniste ou un protagoniste pour modifier le cours des choses. Il passe de l'extrême pauvreté à l'extrême richesse, mais une fois ses biens dilapidés, il se retrouve incarcéré pour dettes à la prison de Marshalsea. Cet emprisonnement et ses aventures maritimes, ses pérégrinations et escapades dans de nombreux pays étrangers finissent par changer son caractère et sa vie, surtout à partir des escales à Buenos Aires, où il est mis en relation avec un riche planteur qui s'avère être son propre père. Après toute la séquence des événements ponctuant son errance nomadique, il s'en revient en son Écosse natale, mari et père de famille, désormais jouissant des privilèges de la noblesse rurale. Bien que héros essentiellement caractérisé par son impulsivité et son manque de scrupule, Smollett a voulu en faire un personnage engageant et suscitant la sympathie du lecteur.
- Lieutenant Tom Bowling[N 3], oncle maternel de Roderick. Il apparaît très tôt dans le récit et assume dès le départ le rôle de généreux bienfaiteur de son neveu, le séparant des membres de sa famille acharnée à lui nuire, lui trouvant une école et veillant à son bien-être, du moins lors de ses escales en Angleterre. C'est lui qui lui vient à son secours contre le juge écossais, le maître d'école tyrannique, contre le commandant Oakum, à la prison pour dettes, à Paris. Doté du même tempérament que Roderick, il est prompt à tirer l'épée en duel, à se faire dépouiller, à perdre puis retrouver le commandement de son navire, à souffrir des coups portés par les ingrats auxquels il s'est lié. Il n'interfère guère avec les démêlés personnels des autres personnages et passe la plus grande partie de son temps à bourlinguer sur les océans au service de la couronne britannique. Il est caractéristique que sa déformation professionnelle le conduise à émailler sa truculente conversation d'une multitude de termes et d'expressions nautiques.
- Hugh Strap, ancien camarade d'école de Roderick et apprenti barbier qui unit sa destinée à celle de son ami au cours de ses pérégrinations et adopte le nom de  « Monsieur d'Estrapes » lors de son séjour en France. Il a l'art de surgir au moment opportun pour sauver son ami du désastre, voire de la mort. Ses propres actions conduisent son protégé à de nouvelles aventures. Figure imaginative et romantique, il finit par se faire adopter par un aristocrate français qui lui procure un emploi lucratif et en fait son héritier. C'est donc en tant que Monsieur d'Estrapes qu'il apprend à Roderick à devenir un vrai gentleman.
- Narcissa, jeune et belle aristocrate dont Roderick tombe amoureux et à qui il fait des avances dans la deuxième partie. Le prénom « Narcissa » se rencontre souvent dans les romances du XVIIIe siècle, mais selon Sophie Vasset, il pourrait également être interprété comme un signe du désir narcissique de Roderick pour une conclusion favorable[22]. Nièce d'une châtelaine excentrique mais cultivée, la jeune fille a reçu de sa tante le commerce des lettres, de la philosophie et des arts, dont la musique. Après la déclaration d'amour de Roderick et sa disparition, les deux amants se retrouvent enfin à Bath et leur mariage est célébré au dénouement. Narcissa apparaît relativement peu dans l'intrigue ; c'est pourquoi elle est souvent rangée parmi les personnages secondaires. Dans la mesure, cependant, où elle demeure de bout en bout la fiancée de cœur du héros, qu'elle devient son épouse au dénouement, elle est, ne serait-ce que par procuration, l'un des piliers du roman.

#### Personnages secondaires et de passage
Ces personnages sont présentés dans l'ordre de leur apparition au fil de l'intrigue et selon une découpe temporelle de l'action. La rubrique, quoique longue, se justifie pour une meilleure compréhension du roman et aussi par l'abondance des noms cocasses qui méritent une explication, chaque fois apportée dès l'entrée.

##### Enfance du héros
- Charlotte Bowling, mère de Roderick, qui décède peu après sa naissance, usée par la dureté de son beau-père.
- Mr Syntax, répétiteur au service du professeur tyrannique qui enseigne les humanités à Roderick. Il est lié à son pupitre tandis que son maître est fouetté par les élèves.
- Jeremy Gawky, le « dégingandé » et « maladroit », jeune héritier arrogant qui aide Roderick lorsque le professeur est flagellé par ses élèves ; plus tard, il conspire contre lui à la boutique de l'apothicaire Lavement.

##### Avant le séjour à Londres
- Roger et Mrs Potion, apothicaire et sa femme, chez qui Roderick séjourne à Glasgow. Ces deux avares le jettent à la rue quand il suspecte que Tom Bowling ne pourra plus payer sa pension.
- Commandant Oakum, commodore[N 4] tyrannique et brutal du HMS Thunder. Le lieutenant Bowling le provoque en duel et le blesse. À bord, il torture les malades, met Roderick et Morgan au cachot.
- Launcelot Crab, chirurgien et apothicaire obèse à Glasgow, homme irritable (of a crabbed disposition) et avare, premier maître en chirurgie de Roderick qui gagne peu à peu son respect. C'est un personnage grotesque à la Commedia dell'arte qui abuse de son pouvoir et traite ses apprentis en tyran. Cependant, il encourage Roderick à se rendre à Londres pour parfaire son art, mais il s'avère qu'il désire également lui faire endosser la paternité de l'enfant qu'il a eu avec sa servante.
- Smack, cocher informateur du bandit de grand chemin Rifle. Son nom signifie « coup » et celui du bandit « fusil » ou « piller ».
- Betty, portant le nom traditionnel des domestiques et des serveuses de taverne ; patronne de la première auberge où Roderick est porté après son agression, elle complote avec le bandit Rifle.
- Rifle, qui arrive à l'auberge de Betty et complote avec elle ; plus tard, il prend Roderick et Strap en chasse après s'être rendu compte qu'ils ont surpris une conversation compromettante, tire sur Strap, mais se fait arrêter avant d'avoir eu le temps de viser Roderick.
- Sawny Waddle, au prénom si typiquement écossais qu'il en est devenu un surnom générique, alors que le patronyme signifie « marcher comme un canard » ; colporteur que les paroles de Rifle terrifient et qui quitte l'auberge en hâte sans avoir payé son dû.
- Shuffle, ce qui signifie battre les cartes, remuer les choses, fouiller ; vicaire hypocrite qui gage les surplis de son maître mais s'en tire à bon compte car dépositaire de renseignements compromettants ; entre autres particularités, c'est un fieffé tricheur aux cartes.
- Lord Trifle, au nom évoquant une bagatelle sans substance ou une riche crème gélatineuse, ancien maître de Shuffle pour lequel il obtient un poste de vicaire avoir appris qu'il avait été dévalisé ; Shuffle le fait chanter, histoire racontée par le chargé de l'octroi lors du passage dans la première auberge.
- Boniface, nom stéréotypé pour un aubergiste ; travaille à la taverne où Strap et Roderick rencontre le pasteur ; c'est lui qui leur révèle la vraie nature de Shuffle.
- Biddy, fille acariâtre de l'aubergiste s'exprimant en latin ; elle présente à ses clients une addition exorbitante.
- Joey, cocher de la diligence faisant la navette entre l'Écosse et Londres ; il révèle à Roderick le secret des origines du capitaine Weazel et apporte son concours lors de la plaisanterie qui est montée contre lui.
- Capitaine Weazel, au nom signifiant, à une consonne près (z au lieu de s), « belette » , « fouine » ; vantard à la voix si tonitruante que Roderick l'imagine dans l'obscurité de la diligence comme un imposant géant, alors qu'en réalité c'est un petit maigrichon bizarrement proportionné, qui s'avère être un ancien domestique. La plaisanterie qui lui est infligée, un simulacre d'attaque par un bandit de grand chemin, révèle sa couardise.
- Mrs Weazel, elle aussi ancienne domestique qui met son point d'honneur à se comporter comme une dame, se vante de son entregent dans la plus haute société, mais se montre vulgaire envers son mari qu'elle traite de façon ordurière.
- Jenny Ramper, jeune prostituée voyageant dans la diligence au nom évoquant une conduite pour le moins folâtre.
- Isaac Rapine, an nom évocateur de pillage ; juif dans la lignée des stéréotypes antisémites issus de préjugés ancestraux tels les personnages de Marlowe, Shakespeare ou Dickens, Barabas, Shylock et Fagin ; courtier en prêts (intermédiaire entre prêteurs et emprunteurs), surpris au lit avec Jenny Ramper. Elle l'accuse aussitôt de l'avoir violentée et tente de le faire chanter.
- Lord Diddle, dont le nom renvoie à la comptine Hey Diddle Diddle[24], au aussi[pas clair] à « escroc », qui appartient au prétendu souvenir des Weazel comme l'une de leurs plus prestigieuses connaissances.
- Squire Gobble (qui avale tout), marchand de fromage provoqué en duel par le capitaine Weazel pour avoir commis une lettre d'amour à sa femme.
- Lord Frizzle (la perruque bouclée), ancien maître de Weazel et plutôt généreux envers lui, puisqu'il lui procure un poste d'enseigne de vaisseau et fait de son domestique un capitaine de régiment.
- Jack Rattle, au nom évocateur de bavardage impénitent et aussi du grinçant cliquetis de chaînes, vieil ami de Jenny qui le rencontre dans une auberge et envisage de dîner en sa compagnie pour augmenter sa ration.
- John Trotter, ami de Joey, qui joue au bandit de grand chemin pour effrayer le capitaine Weazel et étaler sa couardise au grand jour.

##### Premier séjour à Londres
- Mr Cringer, obséquieux comme son nom laisse à voir (cringe), parlementaire écossais, ancien valet de pied du grand-père de Roderick. Il méprise ses compatriotes et lorsque Strap et Roderick se présentent un matin pour lui montrer la lettre de recommandation de Crab, il leur envoie un pot de chambre à la figure.
- Mr Vulture (Vautour), huissier qui arrête Miss Williams par erreur, la confondant avec Elizabeth Carey. Il la libère en lui octroyant une guinée à titre de dédommagement.
- Mr Concordance, maître d'école écossais, ami et lointain cousin de Hugh Strap. Il enseigne la belle prononciation aux Écossais mais lui-même parle avec un fort accent. De semblable façon, alors qu'il porte une perruque datant de la restauration, il se pique de donner des leçons de mode.
- Lord Terrier, pair du royaume au lever duquel Cringer se doit d'assister chaque matin de huit à neuf heures. Peut-être le nom français du personnage a-t-il été choisi par Smollett pour ridiculiser cette institution de la cour des rois de France qui s'est peu à peu répandue dans la haute société anglaise.
- Gregory Macgregor, nom typiquement écossais en guise d'appât, du supposé domestique de l'escroc que Roderick rencontre à Londres.
- Mr Staytape, au nom orné de ruban, recommandé par Cringer pour aider Roderick à obtenir le poste qu'il convoite. Son métier de tailleur ne sera révélé que tard dans le roman.
- Beau Jackson, dandy que Roderick rencontre à Surgeon Hall, dépensier et extravagant mais de bonne composition, encore qu'il emprunte de l'argent au jeune héros sans jamais le lui rendre.
- William Thomson, jeune chirurgien-adjoint que Roderick connaît d'abord à Surgeon Hall, puis retrouve à bord du HMS Thunder. C'est lui qui, poussé au désespoir par le commandant Oakum se jette par-dessus le bastingage et est sauvé de la mort par un ancien camarade de classe. Roderick le voit à nouveau en Jamaïque.
- Clarinda, jeune actrice que sa profession incite alors à considérer comme une fille de joie. Illettrée, elle écrit son nom phonétiquement, Clayrender, dans une lettre adressée à Beau Jackson qui espère l'épouser moyennant 500 £.
- Mr Snarler, au nom évocateur d'un grognement de chien (snarl) et aussi de piège (snare, examinateur pour l'obtention du diplôme de chirurgien, qui se plaint de l'accent écossais de Roderick et, partant, de sa mauvaise éducation.
- Mrs Harridan (vieille mégère décrépite ou prostituée sur le retour), reconvertie en Madame d'un bordel où Roderick et Beau Jackson sont par erreur arrêtés.
- Patrick Gagahgan, bandit irlandais que Mrs Harridan, qui ne fait pas la différence entre les Irlandais et les Écossais, confond avec Roderick.
- Periwinkle (pervenche, sorte de perruque ou de bigorneau), rétameur itinérant et ivrogne que Strap se rappelle avoir vu faire des farces avec Roderick pendant leur enfance.
- Lavement, apothicaire français particulièrement près de ses sous, deuxième patron de Roderick à Londres. Il a épousé une Anglaise qui se fait un malin plaisir de le berner. D'ailleurs lui-même trompe ses clients sur la composition de ses drogues pour en économiser les ingrédients. Il met Roderick à la porte après que sa fille lui a laissé entendre à tort que son apprenti l'avait volé.
- Miss Lavement, fille du précédent, très courtisée pour sa beauté et sa dot, elle est en compétition avec sa mère pour l'obtention des faveurs du capitaine Odonnell. Elle est finalement séduite par Squire Gawky et conspire avec lui contre Roderick qui, pourtant, lui viendra plus tard en aide alors qu'elle se trouve en difficulté d'argent.
- Capitaine Odonnell, capitaine irlandais résidant chez les Lavement. Il a une liaison avec la dame, puis avec la fille. Il monte une embuscade contre Roderick et le poignarde trois fois. Il est plus tard retrouvé par Roderick et Lavement qui le mettent à nu et frottent son corps avec des orties.

##### Le récit de Miss Williams
- Miss Nancy Williams, en quête de bonne fortune, elle devient la première maîtresse de Roderick. Les deux amants se débarrassent de leur maladie vénérienne dans un grenier. L'histoire de sa déchéance est la première à être enchâssée dans le récit. Miss Williams devient ensuite la bonne de Narcissa et épouse Strap à la fin du roman.
- Lothario, au nom conventionnel pour un séducteur patenté, apparaît dans l'histoire de Leonora du Joseph Andrews de Henry Fielding. Il séduit Miss Williams avant de  « passer » sa conquête à un comparse.
- Horatio, au nom conventionnel pour un « beau », amis du précédent, qui feint de se quereller avec lui pour venger Miss Williams, mais en fait cherche à mieux se l'attacher.
- Miss Coupler, faiseuse de couples comme l'indique son nom, Madame de bordel à Londres où elle emploie les services de Miss Williams, se prend de jalousie à son succès et sème la rumeur qu'elle est atteinte de la vérole.

##### Marine royale et guerres
- Jack Rattlin, une ratline est une échelle de corde. Jack, vieil ami de Tom Bowling, prend Roderick sous sa protection à bord du Thunder, lui obtient son poste de chirurgien et se bat contre Mackshane qui veut l'amputer comme il le fait avec tous ses malades.
- Ben Block, marin au nom signifiant « poulie », mort au moment de l'action du roman, mais qui a enseigné à Tom Bowling l'art de la navigation.
- Dr Atkins, premier chirurgien du bord avant Macshane. Le personnage a vraiment existé et est l'auteur d'un traité sur la chirurgie marine, publié en 1732, vite devenu une référence au XVIIIe siècle.
- Crampley, aspirant (midshipman), particulièrement cruel envers l'équipage, qui devient ensuite commandant du Lizard où son comportement le fait haïr de tous. C'est lui qui crache sur la blessure de Roderick, le fait mettre aux fers et finit par lui tirer une balle dans la tête.
- Morgan, assistant-chirurgien aussi turbulent que généreux, à l'accent gallois. Il s'oppose avec courage aux agissements d'Oakum, ce qui lui vaut d'être à tort arrêté avec Roderick et de passer en jugement pour crime de mutinerie.
- Mr Macshane, chirurgien du Thunder, particulièrement ignorant et brutal, qui pratique l'amputation avec volupté chaque fois qu'un membre de l'équipage souffre d'une blessure. De toute façon, il punit systématiquement les malades pour simulation, qu'ils soient à l'article de la mort ou non. Il finit sa carrière en prison pour vol et ne subsiste que grâce à la générosité de Thomson.
- Captain Whiffle, au nom connotant l'insignifiance ou une crème gélatineuse (trifle), commandant-en-second du Thunder qui refuse la saignée. Efféminé, parfumé et hyper sensible, c'est une caricature de l'homosexuel.
- Mr Simper, (M. Minaud), compagnon du précédent, qui refuse de saigner le commandant et lui prescrit du laudanum.
- Vergette, (M. Petit Pénis), valet de chambre français au service de Whiffle, qui regarde Roderick non sans concupiscence tout en négociant avec lui pour déterminer la quantité de sang à prélever lors de la saignée de son patron.
- Mr Tomlins, chirurgien à bord du Lizard, qui prend la défense de Roderick alors qu'il se trouve sous le coup de la calomnie répandue par Crampley.
- Mr Brayl (une corde), bienveillant et généreux, il se lie à Roderick sur le Lizard en tant que commensal (messmate), c'est-à-dire compagnon de table.
- Squire Bumper (qui boit beaucoup), ami de Sir Timothy Thicket qui boit du soir au matin dans le logement de Narcissa.
- Robertson, camarade d'école écossais de Thomson, il commande le navire qui sauve ce dernier après qu'il s'est jeté par-dessus bord par désespoir.
- Dick et son père, deux campagnards à l'accent du terroir très prononcé qui s'imaginent voir le diable lorsque Roderick, couvert de sang, paraît devant eux après avoir été rejeté par les vagues sur le rivage. Ils le mettent dans une brouette et le promènent de porte en porte à travers tout le village.
- Hodge, nom typique d'un ouvrier agricole ; il propose à Dick et son père de déposer Roderick blessé à la porte du presbytère.
- Mrs Sagely, au nom associant sagesse et sauge ; un Bon Samaritain au féminin, elle accueille et soigne Roderick malade et sans ressources. Ses voisins la considèrent comme une sorcière, mais elle n'en a cure : veuve de soldat, elle vit seule et présente son pensionnaire sous une fausse identité pour qu'il ente au service de la tante de Narcissa.
- Narcissa, déjà mentionnée plus haut parmi les personnages principaux. Son nom peut laisser à penser qu'elle est une sorte de double narcissique de Roderick.
- Orson Topehall, au patronyme en hall à boire ; on l'appelle aussi Squire Savafe ou Bruin (un ours), frère de Narcissa, son opposé qui aime tout ce qu'elle déteste, la chasse, les beuveries, le jeu et les soirées bruyantes. Il séquestre sa sœur lorsqu'il a vent de ses sentiments pour Roderick ; il la déshéritera et s'opposera à son mariage, sans succès d'ailleurs.
- Sir Timothy Thicket (M. Timothy Fourré), compagnon de chasse du précédent et magistrat local ; il raccompagne Narcissa après qu'elle a rendu visite à sa sœur Miss Thicket et essaie de la violer sur le chemin du retour, mais il est opportunément interrompu par Roderick qui sauve sa bien-aimée des griffes de ce prédateur.
- Monsieur d'Antin, commandant de la flottille française dans les Caraïbes pendant la guerre de Succession d'Autriche, que rejoignent Roderick et Bowling après le meurtre d'Oakum.
- Daniel Whipcord (fouette les cordages), ami de Tom Bowling, accastilleur à Wapping.
- Frère Balthazar, capucin enjôleur, aussi libertin qu'hypocrite, qui dévalise Roderick lors de son voyage vers Paris.
- Nanette, fille d'un fermier français près d'Abbeville avec qui Roderick passe une nuit plutôt agréable. Il apprend le lendemain que le capucin qui voyage avec lui est un fréquent visiteur de la demoiselle.
- Mareschal Duc de Noailles, commandant-en-chef de l'armée française à la bataille de Dettingen (juin 1743).
- Louis the Great, Louis XV, que Roderick verra à Versailles se goinfrer d'olives. La mention de son nom est l'occasion d'une dispute avec un soldat français.
- The Gascon, personnage cliché des comédies à la française ; vétéran de l'armée se vantant de ses nombreuses victoires et de ses non moins innombrables aventures sentimentales. Il se prend de querelle avec Roderick, réussit à le désarmer lors de leur première escarmouche, mais Roderick finira par s'en venger « à la loyale » et lui jettera son épée dans un tas d'excréments.
- Duc de Gramont, commandant du régiment dans lequel Roderick s'engage comme soldat de l'armée française. Le duc est en partie responsable de la défaite de son pays à la bataille de Dettingen pour avoir pris la décision trop hâtive d'engager ses troupes contre les alliés alors qu'il n'était censé que leur faire barrage en cas de retraite.
- Earl of Stair, lord écossais commandant les alliés, dont le nom est évoqué par la capitaine vantard au cours du voyage en diligence de Londres à Bath.

##### Deuxième séjour à Londres
- Dr Wagtail (Docteur Remue-Queue), praticien bavard féru d'étymologie, des sciences et des lettres. Il est très souvent l'objet de canulars montés par les petits dandys de Londres.
- Lady Flareit, au nom de fusée éclairante (flare) ; Dr Wagtail est très fier de compter parmi ses relations et exhibe volontiers les invitations à dîner qu'il a reçues d'elle.
- Mrs Dainty (Mlle Délicate), un simple nom figurant sur les listes d'invités de Lady Flareit que brandit le docteur.
- Lady Larum (Lady Pétaradante), simple nom comme le précédent.
- Lady Stately (Lady Toute-Majesté), simple nom comme le précédent.
- Biddy Gigler, la bavarde au rire nerveux, idem.
- Sir John Shrug, l'aristocrate désabusé qui hausse les épaules, idem.
- Mr Medlar (M. Nèfl, irritable à souhait ; il habite Londres, est porté sur le gin et devient très amer lorsque Banter le met sur le gril pour révéler à la compagnie qu'il a été vu ivre-mort la veille au soir dans la halle au gin.
- Master Billy Chatter (Billy Bavard), jeune gentleman particulièrement grégaire, méchamment facétieuw et beaucoup trop bavard, qui fait partie de la bande de Banter et adore jouer des tours au Dr Wagtail.
- Mr Bragwell (M. Expert-Vantar, jeune ami de Banter et de Wagtail, que Roderick rencontre d'abord dans une taverne. Il se plaît à provoquer une dispute, mais sait faire marche arrière lorsque les choses s'enveniment.
- Mr Ranter (M. Cuistre-Pompeux), acteur qui sait imiter les maniérismes de Roderick et de Wagtail. C'est lui qui lance la plaisanterie dite de l'eau d'amadou.
- Melinda Goosetrap (Melinda Piège-à-Gogos) ; riche beauté qui attire les amants, Roderick y compris. Ce dernier lui propose le mariage, mais est repoussé après l'enquête menée sur son compte par la mère de la belle et qui a révélé sa pauvreté. Roderick se vengera de Melinda en l'humiliant lors d'une réunion privée.
- Tom Trippet, jeune homme avec lequel Bragwell s'est querellé lors du dernier bal à Hampstead.
- Mr Slyboot (M. Malin-Fuyant), l'un des bambocheurs de Londres qui conspire avec une prostituée pour ridiculiser Wagtail.
- Mr Banter (M. Marivaudage), jeune roué méprenant Roderick pour un valet de chambre, lui emprunte de l'argent et se tient à l'écart de la belle société. Il ridiculise l'impuissance de Wagtail au chapitre XLVI.
- Lord Hobble (M. Le Vacillant), qui accompagne Roderick à un bal tenu à Hampstead.
- Tom Tossle(M. Le Flambeur), rend compte à tous de la perte de dix-huit guinées subie par Roderick lorsqu'il laisse Melinda tricher au jeu.
- Captain Rourke O'Regan (ou Oregan), autre capitaine irlandais dont la fureur égale celle d'O'Donnell, qui veut défier Roderick en duel parce qu'il se considère comme le prétendant légitime à la belle Melinda qu'il n'a pourtant jamais rencontrée. Roderick finit par lui faire entendre raison.
- Mr Caghagan, ami irlandais de Rourke O'Regan, qui lui conseille, vu son irrésistible charme auprès de la gent féminine, de se faire un chemin dans la vie en épousant une riche héritière.
- Counsellor Fitz-Clabber, pauvre ami irlandais de Rourke O'Regan, homme de lettres passant sa vie à travailler sur l'histoire des rois de Munster, province située au sud de l'Irlande.
- Biddy Gripewell, jeune héritière dont l'enfance exploitée par un riche avare sert de prétexte après sa mort à sa suffisante hauteur. Roderick se fait passer auprès d'elle pour un jeune marquis français et ouvre le bal à son bras pour susciter la jalousie de Melinda.
- Sir John Sparkle, gentleman jaloux qui séquestre sa fille et la prive de tout commerce avec ses semblables.
- Miss Sparkle (Mlle Pétillante), la jeune fille séquestrée que Roderick aperçoit à travers la fenêtre ; s'imaginant qu'elle lui a écrit, il se voit déjà comblé par sa beauté et sa fortune.
- Miss Withers (Mlle Ratatinée), duègne septuagénaire de la précédente, auteur de la lettre anonyme qu'a reçue Roderick. Elle finit par le rencontrer, mais il est révolté qu'un visage aussi ridé puisse lancer des œillades d'une gourmandise aussi lascive.
- Lord Straddle (Lord Entre-Deux-Chaises), qui sert de proxénète pour Lord Strutwell ; il accepte une bague en diamant que lui offre Roderick, mais il refusera de la lui rendre lorsque Roderick se rendra compte qu'il l'a floué.
- Lord Strutwell (Lord Beau Paradeur), qui est connu pour sa passion pour le sexe masculin ; il cherche à savoir quelle est l'orientation sexuelle de Roderick en lui demandant s'il connaît Petronius Arbiter, l'auteur du Satyricon. Roderick se méprend d'abord sur ses intentions et accepte ses embrassades comme autant de marques généreuses de son affection.

##### Bath
- Miss Snapper (Mlle Je Claque), riche héritière d'un marchand turc que Roderick demande en mariage à Bath. Elle se livre à une bataille d'esprit avec lui, dont elle sort triomphalement, comme elle le fait de tous les hommes qu'elle finit par dominer, malgré la difformité de son corps bossu.
- Lord Swillpot, au nom évoquant les eaux de vaisselle dont on nourrit les porcs, ce jeune gentleman est reçu par Roderick afin qu'il le mette en contact avec le monsieur qui s'avérera en définitive être son père, mais ans résultat.
- Beau Nash, personnage ayant réellement existé, autodidacte doué, d'abord en vue à Tunbridge Wells, puis maître de cérémonie à Bath. Dans le roman, il apparaît en bel esprit insolent qui se fait ridiculiser par Miss Snapper dont l'esprit de répartie lui cloue le bec.
- Mr Freeman, généreux, bienveillant, c'est un ami de Banter ; il se rend compte que Roderick a un faible pour Narcissa et il met tout en œuvre pour favoriser leur rencontre. En plusieurs autres occasions, il sait se montrer attentif à son bien-être et soucieux de sa santé.
- Lord Quiverwit (Lord Esprit Frémisant) ami du frère de Narcissa que le Squire a choisi comme futur gendre ; par jalousie, il se battra en duel avec Roderick à Bath, mais Roderick finira par lui casser trois incisives avec la garde de son épée.

##### Prison et récit de Melopoyn
- Mr Melopoyn, dont le nom comporte à la fois le drame et le chant (mῆλος) et la création poétique (ποιέω) ; poète désabusé par le manque de succès qui donne des conférences sur le bon et le mauvais goût dans la prison pour dettes où il est incarcéré. Son histoire enchâssée raconte sa vie ponctuée d'échecs, en particulier, le refus de sa tragédie par les théâtres londoniens. En cela, il n'est pas sans ressemblance avec son créateur, Smollett qui, malgré ses efforts, a vu sa pièce The Regicide repoussée par les éditeurs en 1739-1740.
- Father O'Varnish, au nom pseudo-irlandais comprenant le mot « vernis », prêtre catholique qui présente Melopoyn à Mr Supple et l'aide à franchir certains obstacles barrant la route de la scène à sa pièce de théâtre.
- Mr Supple (M. Souple), cet étourdi sans grand scrupule oublie le seul manuscrit existant de la pièce de Melopoyn qui se voit jetée à la corbeille à papiers par la bonne. Il semblerait que cet épisode fût une attaque personnelle contre Charles Fleetwood, directeur du théâtre de Drury Lane.
- Lord Rattle, le bavard impénitent, connaissance du précédent, qui organise une lecture privée de la pièce de Melopoyn chez lui, mais avec un acteur de piètre talent.
- Mr Brayer, le brailleur, directeur de théâtre très occupé, qui n'a pas le temps de lire la pièce de Melopoyn, bien qu'il eût promis de le faire. C'est sans doute une caricature de James Lacy, acteur ayant acheté la licence d'exploitation du théâtre de Drury Lane à Charles Fleetwood (Mr Supple).
- Mr Bellower, le hurleur, acteur imbu de sa personne, qui prend la pièce du poète, oublie de la lire et lui rend le mauvais manuscrit. Peut-être une caricature de l'acteur James Quinn dont les vociférations ne se limitaient point à la scène.
- Mr Vandal, autre directeur de théâtre qui a promis de lire la pièce sans le faire. Vraisemblablement unr attaque contre John Rich, directeur du théâtre de Covent Garden.
- Earl Sheerwit (Comte Esprit Sec), auquel Melopoyn a confié sa pièce sans succès, peut-être une satire du comte Chesterfield, homme d'État et protecteur des arts et des lettres.
- Mr Marmozet, petit singe amusant, jeune acteur en renom qui promet à Melopoyn de l'aider tout en le critiquant derrière son dos. Il s'agit d'un portrait vengeur de l'acteur David Garrick, qui ne fut jamais pardonné à son auteur.

##### Épilogue
- Don Antonio de Ribera, Don espagnol de Buenos Aires qui présente à Roderick un homme qui s'avérera être son propre père.
- Don Rodrigo, en fait Roderick Random Senior ; il a pris un nom espagnol après s'être installé aux colonies, alors que déshérité par son père, veuf de la mère de Roderick, il avait quitté l'Écosse sans éclat. Les retrouvailles avec son fils scellent le destin du héros du roman de façon heureuse, mais souvent jugée artificielle.
- Jack Marlinspike, au nom évoquant un poisson à pique ou alors l'outil en métal qu'utilisent les marins pour séparer les éléments d'un cordage ; son histoire extravagante divertit Don Rodrigo et le lieutenant Bowling : tombé par-dessus bord de son précédent bateau, il avait envisagé de nager jusqu'au Cap de Bonne Espérance.

## Intrigue

### Structure
Le bref synopsis qui suit permet de jalonner le roman des grandes phases de son déroulement, découpées selon les aléas de la fortune du héros et les pérégrinations qu'ils entraînent. Il révèle aussi la symétrie quasi parfaite entre ces différentes sections, à chacune desquelles est dévolu un nombre de chapitres à peu près semblable et correspond un lieu géographique défini : si l'Écosse représente les points de départ et d'arrivée, Londres sert de moyeu central autour duquel pivote la majeure partie de l'intrigue. Les diverses phases maritimes ou guerrières apparaissent comme des extensions du récit en terres étrangères, la France et les colonies, et les histoires intercalées de Miss Williams et de Melopoyn, la première dans la première grande partie et la seconde juste avant les dernières équipées navales et le dénouement, procurent au récit un répit au cours duquel se taisent les aventures directes pour laisser place aux démêlés statiques de deux vies personnelles, qui participent par l'exemple au schéma général. La posture autobiographique est poursuivie de bout en bout et les récits enchâssés, eux aussi à la première personne, sont comme des miroirs en miniature de la faillite générale sévissant à l'extérieur. Le récit, appartenant au passé, est raconté - et de ce fait reconstruit – alors que le héros a atteint sa pleine maturité.
Les chapitres 1 à 6 sont consacrés à l'Écosse, l'enfance de Roderick servant de prologue au récit. Le voyage mouvementé à Londres occupe les chapitres 7 à 12, la découverte de la capitale les deux suivants. Les chapitres 16 et 18 sont dévolus au bureau de la flotte (Navy Office). L'apprentissage chez Lavement couvre les chapitres 19 à 21. Puis vient l'histoire de Miss Williams, racontée dans les chapitres 22, 23 et 24.
Alors commence l'épopée navale, les premières expériences étant consignées dans les chapitres 22 à 27, l'expédition de Carthagène racontée de 28 à 30, la désastreuse bataille de 31 à 33, l'affaire impliquant le commandant Whiffle et Crampley occupant les chapitres 31 à 33, et l'arrivée catastrophique sur le rivage les chapitres 37 et 38.
L'épisode de Portsmouth et de la maison de Narcissa couvre la section 39-41 et, à partir du chapitre 42, commence la partie du roman se déroulant en France, Paris au chapitre 42 et l'armée du roi dans les deux suivants.
Le retour à Londres, les événements impliquant Wagtail, Banter et sa cour concernent les chapitres 45 à 47 ; les deux suivants rendent compte des heurs et malheurs de Roderick avec Melinda, les affaires concernant Strutwell et Straddle se déroulant au long des chapitres 51 à 53.
Le voyage à Bath et la rencontre avec Miss Snapper sont racontés des chapitres 54 à 55 ; 56-60 sont consacrés aux amours de Roderick et de Narcissa, la rivalité avec Lors Quiverwit de 58 à 60. Puis viennent les épisodes impliquant Beau Jackson aux chapitres 61 à 64, auxquels s'ajoute l'histoire de Melopoyn et la prison.
Le dernier voyage aux Caraïbes est narré de 65 à 67, et dans cette section figure aussi la rencontre avec Don Rodriguez ; enfin les chapitres de conclusion, 68 et 69, rendent compte de la nouvelle fortune du héros, de son mariage et du retour heureux en Écosse.

### Résumé
Roderick Random est le fils d'un riche gentleman écossais propriétaire d'un vaste domaine qui s'est marié à une femme de basse extraction, domestique du domaine, ce qui a conduit ses parents à le déshériter. Sans ressources, après le décès en couches de sa femme, il se voit acculé au désespoir et disparaît dans de mystérieuses circonstances.

#### Le pensionnat et le début de l'errance
Roderick est confié à la garde de son grand-père qui, pour sauvegarder la réputation de la famille, se laisse persuader par son entourage de mettre l'enfant en pension. L'école est cruelle et il y subit pendant plusieurs années de mauvais traitements, en particulier en tant que whipping boy, c'est-à-dire d'otage systématiquement fouetté si le coupable ne se dénonce pas. Bien que fort savant en latin et grec, français et italien, il est pris en grippe par son maître, accumule les bulletins désastreux, et ses grands-parents suspendent le paiement des frais de scolarisation, ce qui l'oblige à quitter l'établissement. Entretemps, il a eu la chance de se lier d'amitié avec un autre camarade d'infortune, le jeune Hugh Strap.
Grâce à l'entremise de son oncle Tom Bowling, lieutenant de vaisseau, Roderick est finalement embauché comme apprenti-chirurgien à Glasgow auprès de Mr Crab. Il s'y montre excellent étudiant et excelle dans l'art qu'il pratique au point que son patron décide de l'envoyer à Londres avec une lettre de recommandation auprès d'un membre du parlement susceptible de lui obtenir un poste d'assistant-chirurgien à bord d'un vaisseau de la Royal Navy. En chemin, alors qu'il passe par Newcastle upon Tyne, il tombe sur Hugh Strap, lui aussi en quête de fortune dans la capitale du royaume, et les deux compagnons se jurent loyauté et fidélité, unissant désormais leur destin. La route est longue et parsemée d'embûches, ponctuée d'arrêts dans des auberges-relais, marquées par des rencontres violentes ou sentimentales. Arrivés à Londres, les deux compères se présentent à la porte du noble pair et sont reçus avec un pot de chambre en pleine figure. Roderick trouve alors à travailler chez un Français, apothicaire-droguiste établi à Londres, et c'est dans son officine qu'il rencontre une jeune fille si belle qu'il en tombe dès le premier regard éperdument amoureux. La dure réalité lui est bientôt révélée : Miss Williams est une prostituée en goguette. Cependant, Roderick se voit peu après accusé de vol par son maître et renvoyé ; le voici de nouveau à la merci de la rue en attente de son agrément pour la marine, mais le hasard fait qu'il apprend que Miss Williams loge dans la même pension que lui, qu'elle est malade et a besoin de soins ; oubliant toute rancœur, le valeureux héros se dévoue à son chevet, la ramène à la vie et gagne son éternelle gratitude.

#### Engagé de force sur un vaisseau de guerre

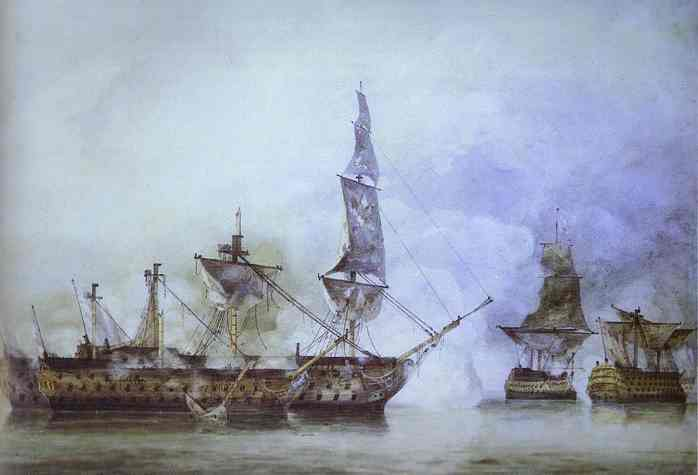
à Trafalgar, entouré de deux Man’o’War français. Aquarelle de 1806 par John Constable, Victoria and Albert Museum, Londres.

Un jour, alors qu'il se promène sans le sou sur les rives de la Tamise, il est saisi par une bande de racoleurs (press-gang) qui l'entraînent (shanghaied)  sur le vaisseau de guerre (Man'o'war) Thunder (Tonnerre), en partance pour la Jamaïque. Blessé lors de sa capture, il y fait rapidement la connaissance d'un marin (« tar ») nommé Jack Rattlin ; ce dernier a bien connu son oncle Tom Bowling, et le prend sous sa protection. À bord, il se fait vite d'autres amis et se voit, grâce à l'intervention de Rattlin, affecté à un poste d'assistant-chirurgien. Cependant, la traversée s'avère terrifiante : le commandant du navire, le capitaine de vaisseau Oakum, tyrannise l'équipage et se prépare à faire pendre Roderick et Jack pour avoir, selon un officier, médit du chirurgien-en-chef et de lui-même. De plus, cet ignare absolu se persuade que le carnet de grec ancien de Roderick est un code militaire, ce qui fait de lui un espion et double la menace de pendaison. En attendant le verdict, Roderick est mis au cachot et Jack ne trouve d'autre issue que de se jeter par-dessus bord, mais il sera sauvé par l'intervention d'un membre de l'équipage compatissant.
Le navire rejoint la Jamaïque où le prisonnier se voit enfin lavé de tout soupçon avant d'être transféré sur le patrouilleur Lizard (« Lézard »), alors en quête d'un assistant-chirurgien. Pour Roderick, c'est une chute de Charybde en Scylla, car le même scénario se reproduit en pire après que le commandant a trouvé la mort lors du désastreux siège de Carthagène des Indes et que le second Crampley, haineux et acharné contre la jeune recrue qu'il a prise en grippe, a assuré la relève. Le Lizard met le cap sur l'Europe et Crampley, qui ne brille pas à la manœuvre, échoue son navire sur les côtes du Sussex ; l'équipage gagne la terre, abandonnant le jeune assistant-chirurgien sur la coque désemparée.

#### Retour mouvementé sur la terre ferme
Non sans peine, Roderick finit par rejoindre le rivage et, après avoir défié le commandant en duel, se fait assommer et dépouiller par l'équipage, puis est recueilli par une vieille dame qui le prend en amitié, le soigne jusqu'à sa guérison et lui procure une place de valet chez une vieille-fille aristocrate du voisinage, excentrique à souhait. En quelques mois, il conquiert sa sympathie par le sérieux de son travail et aussi ses connaissances littéraires, les deux échangeant des idées, par exemple, d'ailleurs non sans que son interlocutrice n'en éprouve quelque secrète jalousie, sur La Jérusalem délivrée du Tasse dont Roderick explique un passage, ou en comparant quelque poème de leur composition. Entretemps, Roderick s'est pris de passion pour la douce et talentueuse Narcissa, nièce de sa maîtresse, experte au clavecin et à la voix si suave qu'elle apaise les plus violents tourments. Cet amour n'est pas du goût de Sir Timothy qui convoite la jeune fille et lui fait des avances brutales. Roderick vole au secours de sa bien-aimée, déclare sa passion et, forcé de fuir, se retire au bord de la mer où, soudain entouré de contrebandiers, est emmené de force à Boulogne.

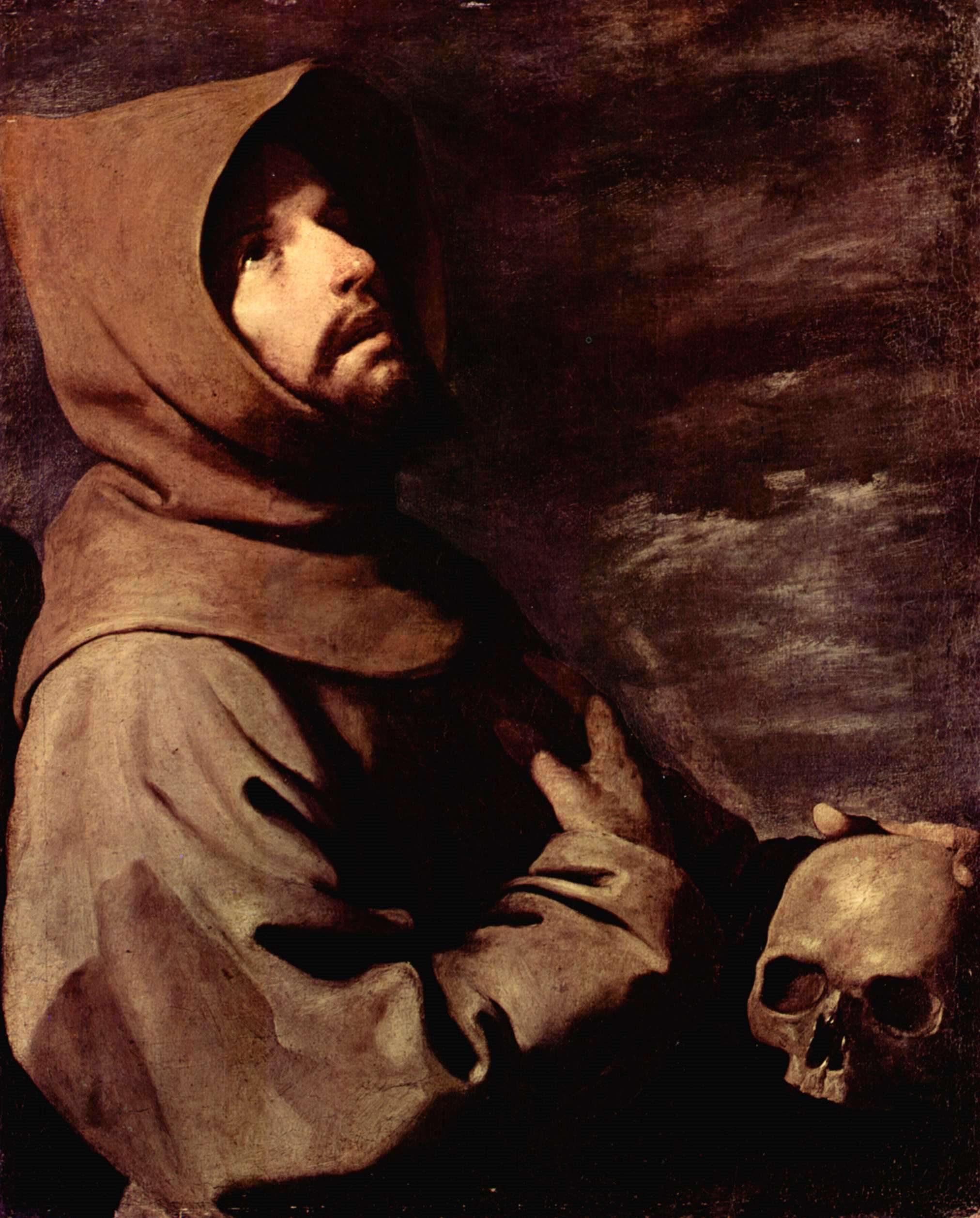
Saint François en extase (portant le capuchon), par Francisco de Zurbarán, Alte Pinakothek de Munich (1658).

Laissé seul, il se rend à Calais dans l'espoir de regagner l'Angleterre et, dans une taverne, y retrouve son oncle, le lieutenant Tom Bowling, totalement désemparé. Il s'emploie à le réconforter et chacun raconte à l'autre sa propre histoire. À la fin du repas, ils se rendent au port et achètent leur passage jusqu'à Deal à bord d'une vedette (cutter). En attendant l'appareillage prévu pour le soir même, ils se promènent paisiblement en évoquant leurs perspectives à venir lorsqu'ils se voient accostés par un prêtre qui s'avère être écossais et qui les abreuve de démonstrations affectueuses, semble au fait de leur identité et même avoir connu le grand-père du héros auquel il offre de rester en France pour qu'il l'aide à se faire un nom et une fortune dignes de lui. Après moult discussions et beaucoup de tergiversation, Roderick finit par céder aux instances de cet ecclésiastique qui traite ses hôtes avec prodigalité en son couvent : aussi, quelques jours après cette étrange rencontre, Roderick et l'homme d'église accompagnent-ils Tom Bowling jusqu'au ponton d'embarquement et le laissent partir pour sa terre natale. Roderick s'en retourne seul dans sa chambre et se livre à une sombre méditation sur son avenir proche. Le lendemain, le prêtre lui prêche les joies de la vie monastique, mais Roderick se préoccupant plus de sa réussite sociale que du repos de son âme, il le présente à un capucin de sa connaissance qui se rend à Paris au petit matin et qui lui permettra de voyager sans bourse délier.

#### Dans l'armée française

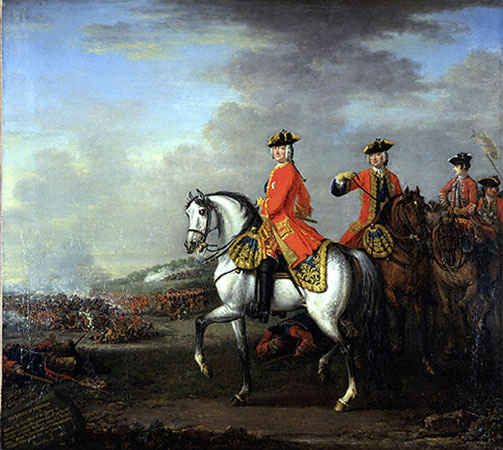
George II à la bataille de Dettingen.

Hélas, la capucin n'est qu'un traitre : dès le premier arrêt à Amiens, il dépouille Roderick et le laisse sans ressources. Nulle trace de l'escroc à Noyon, si bien que Roderick erre sur les routes de Picardie lorsqu'il tombe sur une troupe de soldats qui le persuadent de s'engager dans leur régiment. Très vite, l'ordre est donné de rejoindre l'Allemagne à marche forcée, épreuve redoutable pour la nouvelle recrue, mais qui ne l'empêche pas de se disputer avec un camarade gascon haut en gueule sur un sujet politique, de le provoquer en duel, de se faire blesser et désarmer. Le vainqueur se montrant arrogant et peu enclin à la magnanimité, Roderick décide d'apprendre l'art de tirer l'épée pour se venger. Entretemps, la troupe a rejoint l'armée du maréchal de Noailles bientôt aux prises avec l'ennemi britannico-hanovrien et autrichien à la bataille de Dettingen. D'après Roderick, les soldats français se conduisent sans gloire ; mais, malgré la défaite, il n'a pas abandonné son plan de revanche envers le vieux Gascon qu'il finit par retrouver et défaire, tandis que le régiment replié prend ses quartiers d'hiver à Reims. En cette ville, alors qu'il est affecté à un poste de garde, le jeune soldat rencontre son fidèle ami Hugh Strap, désormais écuyer à succès en quête d'une riche épouse, qui lui procure de l'argent et le libère de sa charge.

#### Retour à Londres avec Hugh Strap et la grande vie de Roderick

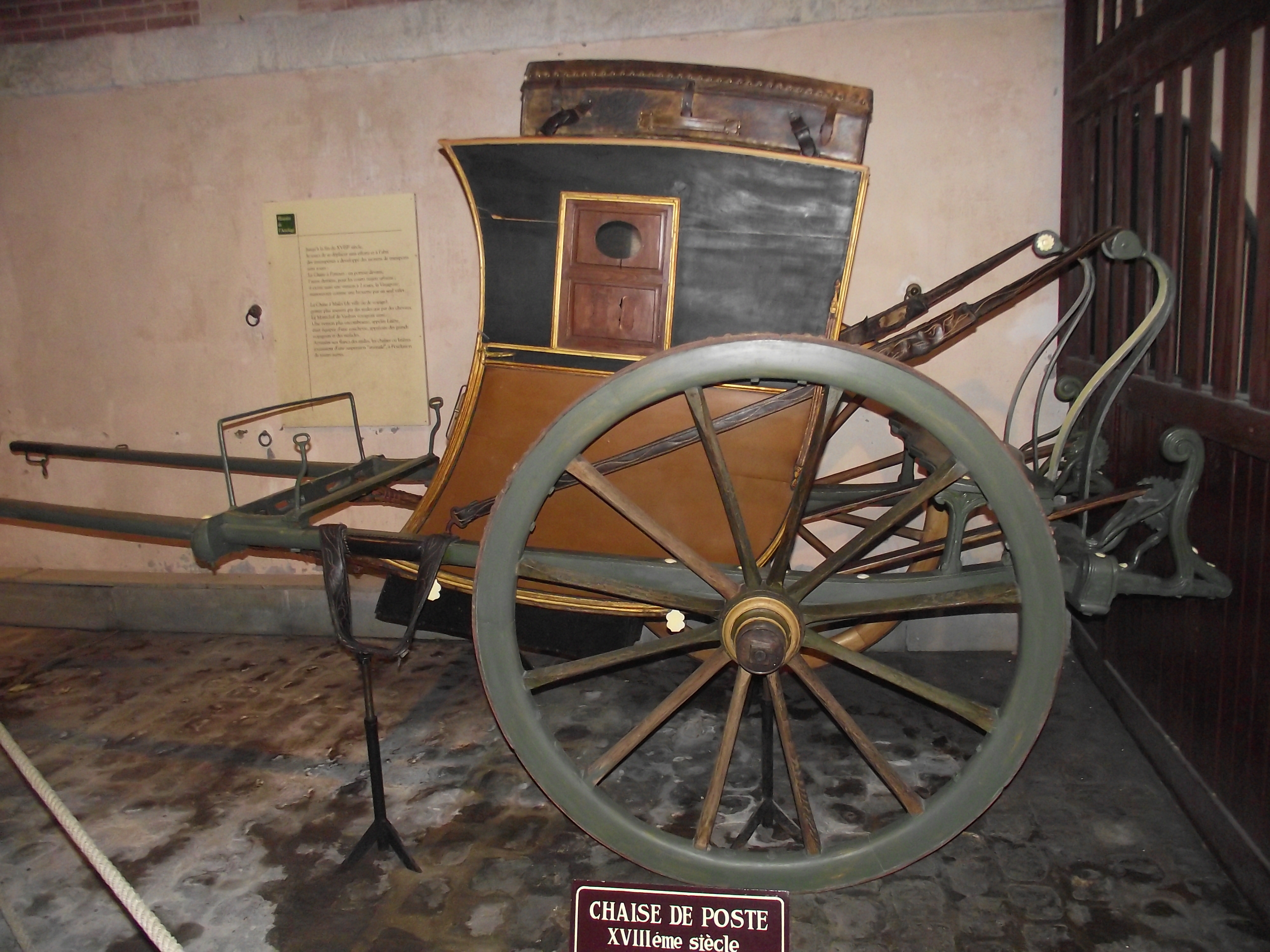
Chaise de poste du XVIIIe siècle.

Le voyage se fait par les Flandres, Bruxelles, Gand et Bruges, enfin Ostende et, après quatorze heures de traversée, le port de Deal, puis douze heures plus tard en chaise de poste, Londres où le premier souci de Roderick est de s'enquérir de son oncle qui, apprend-il, est en mer. Logement est pris dans le quartier de Charing Cross et Roderick, vêtu à la dernière mode de Paris, fait sensation dans une loge bien en vue au spectacle. Bientôt, il fait la connaissance de deux personnages destinés à jouer un rôle important dans la suite des événements, Mr Medlar et Dr Wagtail, apparemment érudit consommé s'exprimant avec grâce en grec ancien ou en latin, ce à quoi Roderick excelle lui aussi puisqu'il relève une petite erreur de vocabulaire.
Ce Dr Wagtail l'invite au café Bedford, où il le présente à une foule de messieurs élégants porteurs de noms significatifs, Bragwell (Vantard),  Banter (Marivaudeur), Chatter (Bavard), Ranter (Délirant), Slyboot (Lèche-bottes), etc., puis la soirée se poursuit dans une taverne du voisinage. Là, force bouteilles de vin sont ouvertes, la conversation s'anime : on parle de tout et de rien, de médecine, de la pomme-de-terre, de filles écervelées. Se présente une « belle plante » (tall strapping wench) qui semble s'intéresser au docteur, lequel proteste de sa quasi indifférence envers le beau sexe (fair sex). Vers deux heures du matin, la petite troupe se disperse dans la nuit, à l'exception de Roderick et Banter qui accompagnent Bragwell au café Moll King's,.

Café à la mode au XVIIe siècle à Londres.

Bientôt nanti d'une maîtresse, une certaine Melinda Goosetrap, Roderick s'adonne aux plaisirs de la haute société, fréquente l'opéra, se fait délester au jeu, succombe au charme des flatteurs en quête d'argent. Ses journées se passent dans les cafés à la mode, à assister à de futiles discussions, par exemple sur le mot custard (« crème anglaise »), à être sollicité comme arbitre, à écouter l'histoire de Medlar par la même occasion. Il demande Melinda en mariage, alors qu'un certain Mr Oregan lui écrit qu'elle lui a déjà accordé sa main et qu'il entend laver l'injure, sur quoi Roderick, prêt à en découdre, se bat en duel et est arrêté, veillé par Strap, puis est libéré, mais se voit, à sa grande mortification, écarté aussi bien par la jeune femme que par sa mère. Décidé à se venger de l'intrus, il met au point un stratagème couronné de succès, puis à nouveau déçu par une demoiselle répondant au doux nom de Miss Gripewell (Mlle Râleuse de choc ou Supercolique), se confie à la bouteille, se laisse aller aux invitations d'un billet-doux et finit par abandonner, très provisoirement comme le montre la suite du récit, toute ambition matrimoniale.
C'est alors qu'il fait la connaissance de Lord Strutwell (Lord Pavaneur) qui le couve de son affection, le comble de promesses, prétend l'avoir recommandé à un ministre, s'empare de sa montre. Roderick se fait délester d'un diamant et, sans le sou, se rend à la roulette et empoche 150 £, puis est mis au fait de ce qu'en sa candide naïveté il n'avait en rien soupçonné, soit que le noble comte est « notoirement enclin à la passion de son propre sexe »,,.

#### Le voyage à Bath
Les intrigues se suivent et se ressemblant, Roderick se laisse présenter à une jeune fille et sa mère, Miss et Mrs Snapper (Mmes Claquesec) qu'il emmène en diligence à Bath, se promène avec la demoiselle dans la long room, batifole avec elle et aperçoit soudain sa bien-aimée Narcissa. Sa mine alors décomposée lui attire le sarcasme de Miss Snapper, mais il est bientôt accosté par une certaine Miss Williams qui l'assure que Narcissa lui porte « la plus haute estime » (highest regard), lui apprend que la tante de la jeune fille s'est mariée, et rendez-vous est pris pour le lendemain.

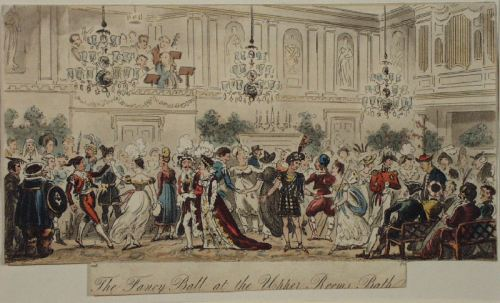
Bal masqué dans la long room à Bath par Thomas Rowlandson.

Roderick se lie d'amitié avec le frère de Narcissa qui l'invite à dîner ; le repas terminé, les hôtes se retirent et le jeune couple reste seul : le soupirant déclare sa passion, n'est pas rejeté et tombe sous le charme d'une si agréable conversation en tête-à-tête. Le soir, au bal, c'est volontiers qu'il lui est accordé par le chaperon de frère de danser avec sa sœur, mais un noble squire semble fasciné par la beauté de sa cavalière, ce qui fait naître en lui un fort sentiment de jalousie. Diverses péripéties sentimentales, des craintes et des assurances, des rencontres, celles de Mr Freeman et de Lord Quiverwit (Lord Frémissant d'Esprit). En définitive, Narcissa est éloignée par son frère et pour rompre son chagrin, Roderick se livre sans retenue au jeu et se retrouve ruiné au point qu'il en réduit à escroquer son tailleur (bilk my tailor).

#### Le retour à Londres
Les dettes se sont accumulées et le voici incarcéré à la prison de Marshalsea où il rencontre Beau Jackson, vieille connaissance qui lui raconte ses aventures et le présente à un poète tragique, Mr Melopoyn, dont l'œuvre lui semble conforme aux canons d'Aristote et Horace. Pour seconder son ami, Hugh Strap se fait embaucher comme barbier à la journée. Melopoyn raconte sa longue histoire faite d'échecs et de trahisons, en particulier de la part du célèbre acteur David Garrick. Roderick est sauvé de la prison par son oncle qui le persuade de s'embarquer comme assistant-chirurgien sur un navire placé sous son commandement et qui prend par la même occasion Hugh Strap comme commis aux vivres (steward). L'ancre est levée et on atteint les Downs du Sussex.

#### L'Amérique du Sud et d'émouvantes retrouvailles

Estuaire du Rio de la Plata.

En route, Roderick apprend sa destination : il s'agit de gagner d'abord le Paraguay et, de fait, malgré la chasse infligée par un gros vaisseau de guerre anglais, on atteint sans trop d'encombres l'estuaire du Río de la Plata. La « misérable » cargaison, quatre cents nègres (four hundred negroes) dont Roderick est vraiment heureux de se débarrasser car il se sentait esclave de cette vermine, se vend avec grand profit au Paraguay, à Buenos Aires et à la Jamaïque. À Buenos Aires, un jeune gentilhomme espagnol, don Antonio de Ribera, « homme grand remarquablement bien fait, l'aspect et la mine distingués, commandant le respect »,, invite à dîner avec la promesse de présenter un gentleman du nom de Don Rodrigo Sanchez, à l'anglais parfait. Cet homme portant sur son visage « le sérieux et la mélancolie que partagent habituellement ses interlocuteurs espagnols engagés dans la même profession », s'enquiert de la vie de ces officiers en escale et exprime le désir de repartir avec eux, ce qui, selon le commandant du bord Tom Bowling, doit être soumis à l'accord du Gouverneur. Roderick remarque qu'il est observé avec une particulière attention et une bienveillance inusitée ; une visite à dîner le lendemain confirme ce qui s'affirme comme de la connivence, assez pour que les cœurs s'emballent et que fusent les questions : nom ? « Roderick Random » ; nom de la mère ? « Charlotte Bowling »… Les genoux tombent à terre en action de grâce, Roderick a retrouvé son père et Tom Bowling son frère, « jour béni ; mes amis, mes serviteurs, tout le monde va partager mon bonheur », s'écrit le gentilhomme exilé au comble du bonheur,.

#### Le dénouement
Bientôt, le prospère entrepreneur vend tous ses biens et la famille enfin réunie retourne en Angleterre, père et fils débarquant à Portsmouth d'où Roderick gagne Londres à étapes forcées. Désormais riche et reconnu comme gentleman, il peut épouser Narcissa, l'installer dans la somptueuse demeure écossaise de ses grands-parents qu'il a achetée, et assurer à sa jeune épouse l'existence dorée à laquelle elle est habituée. La « chère ange » souffre bientôt de nausées prometteuses alors que sa taille s'arrondit prestement, « de quoi parachever ma félicité »,.

### Analyse de l'intrigue: un parcours presque initiatique
Les protagonistes de Smollett peuvent se caractériser par leur chute hors du raisonnable. Les circonstances auxquelles ils sont soumis, leurs propres orgueil et vanité les conduisent peu ou prou à une forme d'aliénation de soi jusqu'à ce qu'enfin ils soient rachetés et trouvent leur niche, mais en dehors du système établi.

#### Le hasard et l'errance
Dans Roderick Random, le patronyme du héros signifie hasard. Mentionné dès le début du récit, by which I was known (« par lequel j'étais connu »), il souligne d'emblée la part d'aléatoire prévalant dans sa destinée. Le prénom, quant à lui, dérivé du gaélique Ruaidhri (« le rouge » ou « le roi rouge »), l'inscrit dans un contexte d'instabilité et de captivité que préfigure un rêve prémonitoire de sa mère, relaté dans l'incipit du récit, ce qui fait écrire à P.-G. Boucé qu'il s'agit-là « de l'étymon diégétique du roman, contenant proleptiquement les aventures de Roderick »,. Ce rêve étrange et tourmenté est explicité par un soi-disant « sage » prédisant aussitôt une vie de voyages, d'aventures, puis le retour au bercail, si bien que l'histoire est déjà esquissée, ce qui ôte quelque peu au narrateur homodiégétique toute possibilité de suspens dans l'ordonnance de son récit : « Elle rêva qu'elle accoucha d'une balle de tennis que le diable (à sa grande surprise faisant office de sage-femme) frappa si fort avec une raquette qu'elle disparut immédiatement. Elle fut inconsolable d'avoir perdu son rejeton, mais tout à coup, elle le revit revenir avec une telle violence sous ses pieds qu'aussitôt y surgit un bel arbre couvert de fleurs dont la senteur stimula ses nerfs avec une telle intensité qu'elle se réveilla »,.
L'errance de Roderick commence donc dès son enfance d'orphelin, lorsque la mort de sa mère et la disparition inexpliquée de son père entraînent de facto son bannissement de la demeure familiale, orchestré par ses cousins avec la bénédiction du grand-père. L'enfant découvre alors une Écosse digne de l'Enfer, lieu d'injustice, de corruption et de violence, tandis qu'il est placé sous la houlette d'un maître d'école bon pédagogue mais censeur impitoyable et partial. Très tôt, il connaît la précarité économique, et lors de son arrivée dans la capitale, ses pérégrinations le conduisent à des formes d'enfermement, officiel ou figuré, à Londres, puis à la Jamaïque et la future Colombie, de l'Angleterre à la France, puis de nouveau à Londres, à Bath, aux colonies, l'Afrique, le Paraguay, l'Argentine. Alors seulement est-il autorisé, cette fois en compagnie de son père, à retrouver Portsmouth, puis l'Écosse de son enfance, apaisée et sereine : ainsi, la boucle est bouclée et ce voyage en cercles mouvementés s'achève dans une stase, sorte de bulle immobile et coupée du monde.
D'après P.-G.-Boucé, Roderick n'a rien d'un picaro : « Entre Gil Blas et Roderick, il y a toute la différence d'un code d'honneur social et psychologique, dont Gil Blas n'a aucune notion lorsqu'il vit ses quelques aventures picaresques au début de sa vie » ; et pour Alice Green Fredman, le picaresque du roman est un « picaresque modifié », décadent, car ni le héros ni la vision qui se dégage du récit ne sont picaresques. Il s'agirait plutôt d'une œuvre péripatétique dont la trame narrative aurait pour fil conducteur le thème de la captivité.

#### La captivité au sein du fil narratif

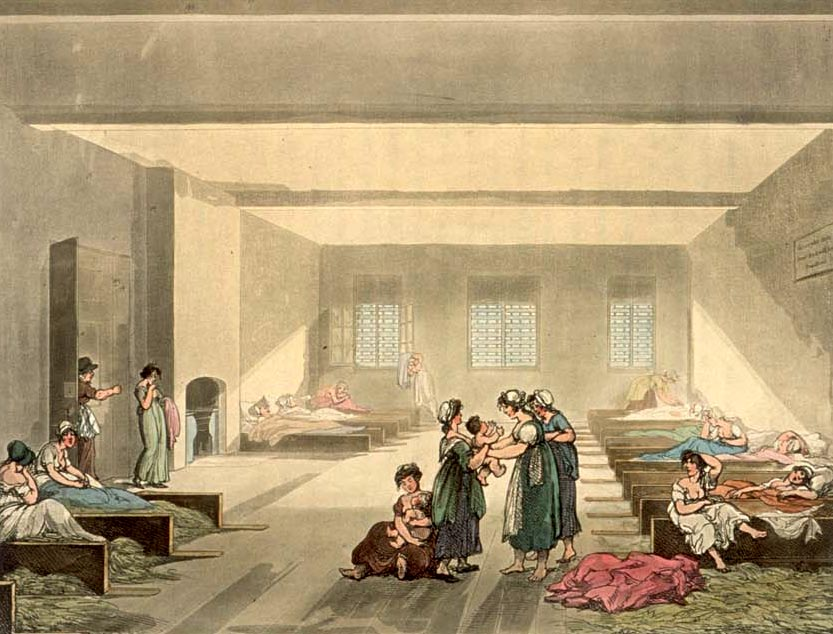
La Pass Room de Bridewell d'après Ackermann, par Thomas Rowlandson et Auguste Charles Pugin.
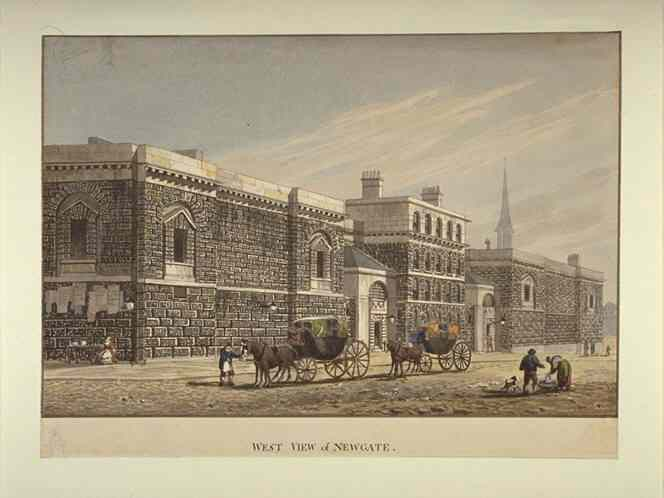
Seconde prison de Newgate (côté Ouest) par George Shepherd.
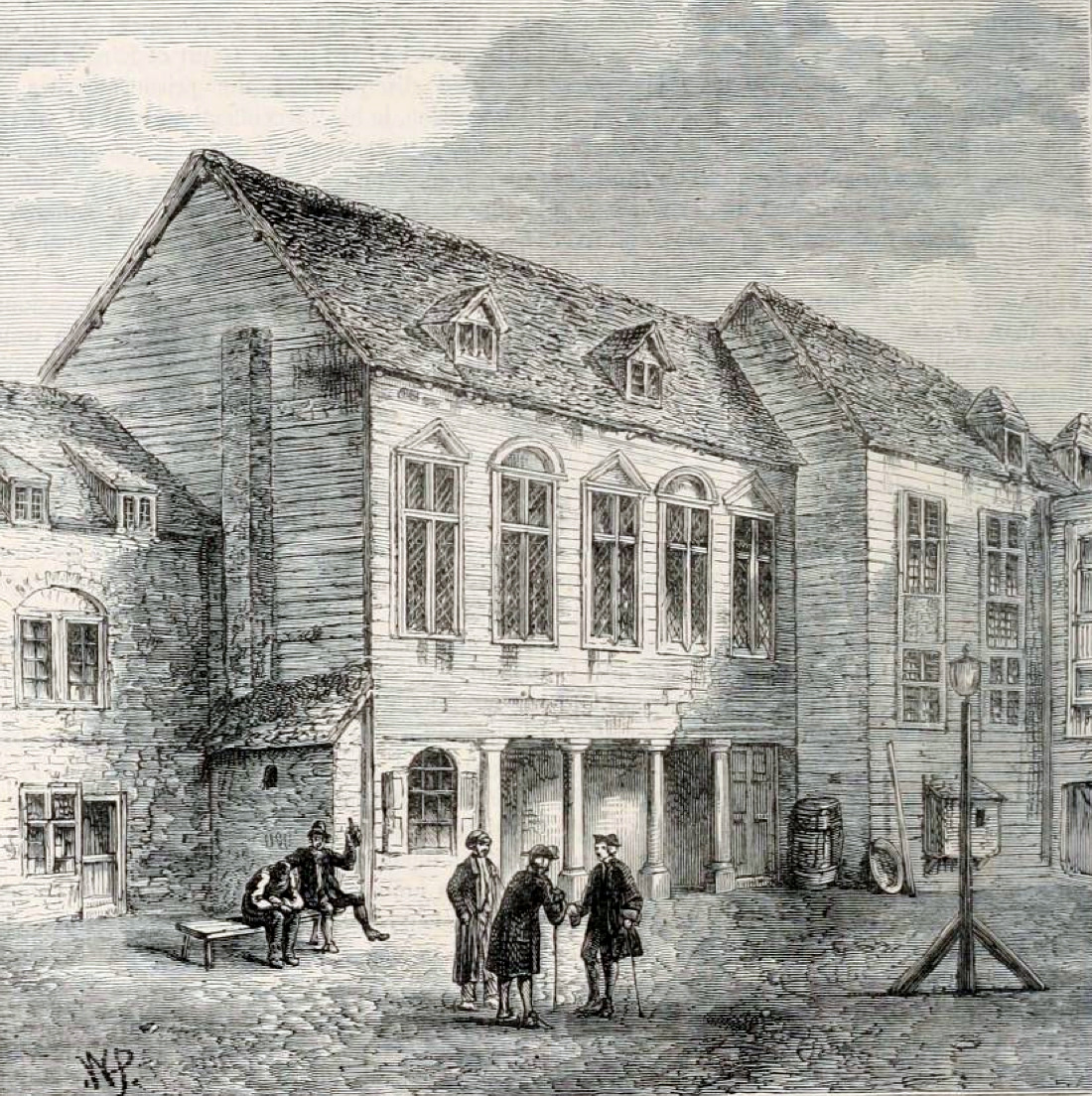
Prison de Marshalsea au XVIIIe siècle.
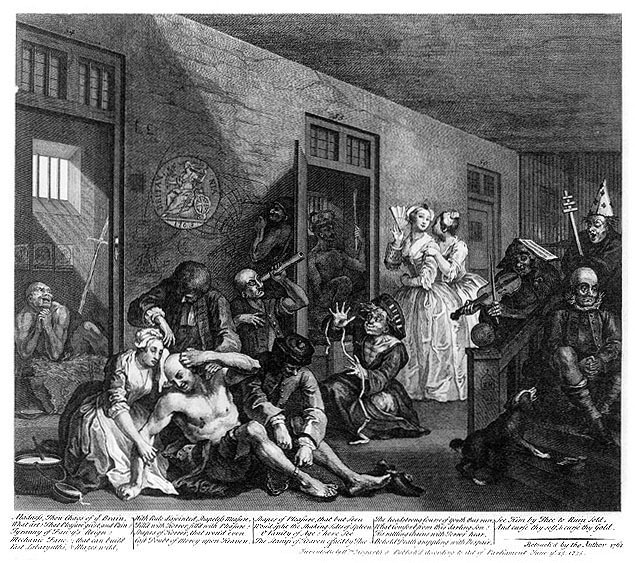
L'asile de Bedlam par William Hogarth.

Ainsi, Roderick se voit criminalisé dès sa naissance, fruit d'une union interdite entre le fils cadet de la famille et la gouvernante de la maison, alors que le grand-père se distingue, précise-t-il d'emblée, par son statut social, sa fortune et sa maison, par son rôle de juge aussi, qu'étayent de solides compétences en matière de droit. Puis s'allonge la liste des prétendus crimes dont il est accablé en Écosse, larcins non commis, accusations erronées, schéma répété à Londres, puis à bord des vaisseaux, eux-mêmes clos comme des prisons. Mis aux fers, soupçonné d'espionnage, il subit une véritable odyssée pénitentiaire qui s'achève à la Marshalsea, incarcération justifiée cette fois car il s'est livré à un trafic illégal de vêtements.
Ce sont ces pérégrinations carcérales qui provoquent une série de rencontres dont le hasard est le seul ordonnateur : délinquants de tous poils dont deux remarquables femmes, Miss Jenny, fille des rues mais agréable compagne de voyage, et Miss Williams, prostituée au grand cœur dont l'histoire racontée est édifiante, etc.. La criminalité n'est pas là où on l'attend : coupable ou non, l'accusé fait office de victime de l'acharnement institutionnel, corruption des juges, sadisme des geôliers : les prisons sont partout, officielles comme Bridewell, Newgate, Marshalsea, Bedlam ; pièges comme Tower Hill où Roderick est capturé par un détachement de la presse, le cockpit du HMS Thunder sur lequel il a été enrôlé de force, le pont de dunette où il est enchaîné alors que se déroule la bataille navale de Carthagène en mars 1741,,.

#### En route pour la rédemption
Roderick, victime de la rupture du lien familial, marqué par l'absence de modèle paternel (seul, son oncle Bowling a quelque humanité envers lui, mais marin, il est souvent absent), n'est pas sans défaut, plus porté vers la dissipation que la vertu, tirant volontiers l'épée, cédant aux plaisirs du luxe que mesure l'amas de chemises de soie arborées lorsqu'il se pavane dans les salons, les tripots ou les avenues à la mode, montrant peu de compassion lorsqu'il assiste de la dunette de son navire au carnage de la bataille navale froidement racontée, et très fougueux en amours. Sans doute sa résilience est-elle le contrepoint de sa mauvaise conduite, combative, agressive parfois et souvent égoïste, comme en témoigne son attitude quelque peu désinvolte à l'égard de son fidèle compagnon Hugh Strap. Ce n'est pas sans signification que son dernier lieu de captivité institutionnelle est la prison de Marshalsea, réservée aux débiteurs, passage obligé, descente aux enfers nécessaire pour ce narrateur-acteur sur lequel se focalise narcissiquement tout le récit, la caractéristique du roman d'aventure étant la mise au premier plan du héros, de l'aventurier dont l'itinéraire est retracé car, écrit Jean-Yves Tadié, « il n'y a pas de roman d'aventures sans héros préparé pour nous ».
Pour autant, la rédemption de ce héros aux nombreuses faiblesses se heurte à la permanente remise en cause de la légitimité de l'autorité : l'ordre moral a déserté le monde où évolue Roderick, en Écosse comme en Angleterre ou sur les flots, injustice du grand-père, du Dr Macshane, du commandant Oakum, coupables de cruauté gratuite ; dépravation de l'aristocratie et de la gentry ; corruption des juges, jusqu'au frère de l'innocente Narcissa, Orson Topehall, aux beuveries notablement agressives. Dans un tel contexte, la violence de Roderick est une contre-violence qui n'égale jamais celle des tortionnaires ; Smollett en a prévenu son lecteur dès sa préface : « J'ai essayé de représenter la vertu modeste en lutte avec toutes sortes de misères auxquelles un orphelin sans soutien est exposé aussi bien par son peu d'expérience que par l'égoïsme, l'envie, la méchanceté et l'abjecte indifférence des hommes. »,. D'après Annick Cossic, le spectacle de la violence induit une autre violence, celle du lecteur qui devient captif d'un récit aux multiples rebondissements, certes garant d'aventures renouvelées, mais par exemple, mitraillé par les corps mutilés aperçus du haut de la dunette ; et la subjectivité du récit auto-diégétique le privant de toute authentique liberté de jugement, il se trouve placé, alors que Roderick s'adresse à lui comme à un tribunal suprême, en somme dans une position de voyeur, pris en otage par le narrateur en pleine satire juvénalienne.
À l'issue de ce parcours initiatique de dépossession souvent induite par la captivité jusqu'à la déraison, un processus de réappropriation semble s'amorcer : Roderick sort de l'univers de la folie carcérale, métamorphosé par son séjour à Marshalsea, comme vaincu par le sort, brisé par le système judiciaire : « Mon argent fondait comme neige au soleil, je n'avais aucune certitude d'être un jour libéré, bref tous mes espoirs se trouvaient contrecarrés ; je devins négligent, perdis l'appétit et me transformai en un souillon tel que pendant deux mois, ni ne me lavai ni ne me changeai ou me rasai, et mon visage s'émaciait de tant d'abstinence, caché par la crasse et recouvert par mes cheveux, toute ma personne répugnante de saleté […]. »,.

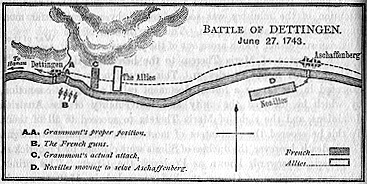
Configuration du champ de bataille à Dettingen.

Arrivé à Buenos Aires et y ayant retrouvé la figure paternelle, son statut, son identité, indispensable à sa liberté, lui sont aussitôt restaurés ; il est réinséré dans la société par son oncle, son père surtout. La société avait fini par l'émasculer, son statut d'éternelle victime l'empêchant de se conformer à l'idéal chevaleresque de la masculinité encore en vigueur en cette première moitié du siècle. Sans la fortune familiale, il était sans pouvoir ; une fois acquise la bénédiction des hommes de sa famille, il peut à son tour accéder au statut de mari, puis de père. Pour cela, après avoir fait un long détour par un espace ouvert, les champs boueux de l'Europe, les immensités atlantiques, il réintègre un espace clos, à jamais terrestre. Écossais de naissance et britannique par son allégeance à la couronne déclarée peu avant la bataille de Dettingen, son retour sur ses terres natales n'annule pas cet engagement qui a une signification politique : la monarchie parlementaire britannique s'oppose à la monarchie absolue de la France, et lors de l'affrontement, la première a montré sa supériorité civilisatrice, d'un côté la clémence, de l'autre la soif de sang, puisque c'est « le roi de Grande-Bretagne, à la tête des alliés, […] [qui] mit fin au massacre »,.
Le mariage d'amour avec Narcissa est symbolique du processus rédempteur. La sensibilité, la sympathie qui ont fini par habiter Roderick le réhumanisent, l'arrime de nouveau à l'autre, et le dénouement peut désormais prendre une couleur sentimentale. Des larmes sont versées lors des retrouvailles avec le père, Strap le gentil, Melopoyn le poète ont laissé des traces, les héroïnes des micro-narrations ont servi de figures maternelles de substitution, Miss Williams qui favorise la réunion entre les amants, Mrs Sagely qui l'a recueilli après l'agression des bandits, enfin Narcissa elle-même qui porte bientôt le fruit de leur fidélité. Cette intrusion de la sensibilité dans un roman satirique préfigure L'Expédition de Humphry Clinker (1771) où s'allient les deux notions. Le roman se termine par le mot felicity et de ce fait, apparaît selon la doxa une fable du bonheur retrouvé, mais désormais en marge de la société.
Il y a en effet quelque chose d'artificiel dans cette fin mythique d'un Ulysse écossais parti d'une Calédonie-Ithaque et y revenant après un long voyage : une quarantaine de pages sur 492, plaquées-là alors que les choses ont été dites et que les protagonistes ont été vus à l'œuvre. Le lecteur a-t-il constaté une évolution du héros, ou assisté à ses ébats contre les forces extérieures qui s'acharnaient contre lui ? Même son bel amour, ravivé par la rencontre providentielle de Bath, ne reste-t-il pas une forme d'enfermement, le cœur se trouvant « captivé » (captivated) ?

#### La réussite par l'héritage: une fin ambiguë
Smollett a préféré la solution de la facilité pour son héros : au travail il a substitué la libération fortuite par l'héritage. Roderick finit donc par incarner un modèle de réussite choisi aux dépens de la fortune gagnée par le rude négoce des mers, comme le proposait l'oncle Tom Bowling. La masculinité triomphante en une retraite dorée de la campagne écossaise le fera désormais parler avec la voix de la classe dominante dont il adopte aussitôt la culture, l'Écossais s'effaçant devant le Britannique fier de l'empire et de l'impérialisme de son pays, ce qui explique par exemple sa totale indifférence au sort des esclaves. Le voyage initiatique l'a conduit à sombrer dans une forme de déraison d'où le sort l'a racheté in extremis et au prix d'un isolement doré, gentleman adhérant au système social comme à l'aveugle, dans un confinement en rupture avec les flux et les reflux de l'actualité.
Tadié voit en Roderick Random un pur roman d'aventures tel qu'il fera irruption au XIXe siècle avec Jules Verne, Alexandre Dumas, Stevenson ou Conrad, répondant au trois critères qu'il définit, « l'irruption du hasard (ou du destin) dans la vie quotidienne, la présence du héros aventurier au premier plan et un contexte de développement des empires et de la science ». Quant à Annick Cossic, elle note que l'idée du flux, de l'incertitude, des frontières mouvantes, de l'instabilité politique est inhérente à l'association des notions de captivité et d'aventure, et que le roman se construit dans un environnement de conquête d'un nouvel espace « où le captif est une monnaie d'échange dans une économie mercantiliste, ou un exutoire, sorte de victime expiatoire dans une économie sacrificielle. Il n'est pas innocent que les chefs d'accusation portés contre Roderick aient été tour à tour l'espionnage et l'endettement ». Ainsi, Roderick Random ne serait pas une simple fable du bonheur retrouvé, mais une fable de captivité toujours recommencée, d'une libération illusoire « rendue possible par la captivité de l'autre et débouchant elle-même sur d'autres formes de captivité, liées à la nature humaine », s'annonçant à ce titre comme précurseur de la tendance gothique,.

## Roderick Randomen tant que roman
Dans les années 1740, Roderick Random n'aurait pas été qualifié de roman (novel) parce que le terme n'existait pas encore, peut-être « Aventures » (Adventures), « Divertissement » (Entertaining Piece) ou simplement « Satire », livre de toute façon destiné à ce que Samuel Johnson a appelé « Le Commun des lecteurs », (Common Reader), c'est-à-dire aussi bien l'érudit que le profane. Selon le même Johnson, il s'agit de provoquer chez le lecteur un phénomène d'« identification », avec « un pouvoir d'exemple ».
Pour autant, alors que les canons du genre se mettaient en place, certains auteurs se voyaient peu à peu associés à une catégorie particulière, Defoe au réalisme, Swift à la satire, Fielding au picaresque, Richardson au sentimentalisme, si bien qu'aucun créneau ne restait pour Smollett que Sterne reléguait aux coulisses, au mieux un plagiaire grossier et vulgaire de ses contemporains, au pire un écrivaillon sans génie. Pourtant, la critique s'accorde aujourd'hui pour juger que Roderick Random associe et fuse avec bonheur toutes les catégories en question autour d'un seul individu, le héros.

### La composante «Récit de voyage»
En effet, le roman comprend une composante le reliant à la catégorie des romans de voyage. L'intrigue emmène d'abord Roderick de l'Écosse à Londres, de Londres à Bath, puis de Bath à l'Écosse, périple rappelant celui que Defoe relate dans Tour Through the Whole Island of Great Britain, publié  entre 1724 et 1727. De même, les expéditions du jeune héros en Europe participent de la vogue des tournées obligées des jeunes aristocrates, gentlemen accomplis ou et autres artistes et poètes, comme le raconte Addison dans Remarques sur plusieurs parties de l'Italie en 1705 et que Sterne raille soixante-et un ans plus tard dans son Voyage sentimental. Encore plus attrayantes pour les lecteurs avides d'exotisme lointain sont ses aventures sur les océans et ses séjours aux colonies en une période témoin de la rapide expansion de l'Empire britannique, des échanges commerciaux avec les pays conquis ou voisins, souvent décrits par les commandants de navires marchands, les explorateurs ou les diplomates, voire leurs épouses, comme Lady Mary Montagu qui rédige en 1718 ses Lettres écrites pendant ses voyages en Europe, Asie et Afrique, connu sous le nom générique de  Turkish Letters (Lettres turques), publié en 1763.
Certains journaux de voyage utilisent l'itinéraire du héros pour structurer ses progrès psychologiques, la géographie se doublant d'imaginaire : ainsi, en 1726, Swift publie Les Voyages de Gulliver qui relate les pérégrinations de Lemuel Gulliver par des contrées servant chacune pour sa satire de l'humanité et surtout de la société anglaise sous le règne de la Reine Anne. De bien des façons, Roderick Random répète ce schéma, avec la première personne dévolue au narrateur qui se trouve être le chirurgien du navire où les héros sont embarqués, chacun d'eux appréciant les plaisanteries scatologiques et les farces de soute ou de caserne ; et dans les deux cas, la priorité restant accordée au paysage intérieur plus qu'au décor exotique des différents pays traversés.

### La composante autobiographique
Paul-Gabriel Boucé considère l'insistance sur l'aspect autobiographique de Roderick Random comme un mépris pervers à l'égard du caveat proclamé par l'auteur dans sa correspondance : « Je saisis [.…] cette occasion pour vous déclarer avec toute la sincérité qu'autorise ma totale amitié, qu'aucune personne vivante n'est visée dans la première partie du livre, c'est-à-dire alors que l'action se déroule en Écosse, et qu'à l'exception de la description de l'expédition de Carthagène, il s'agit non pas tant d'une représentation de ma vie que de celle de bien d'autres chirurgiens écossais dans le besoin dont j'ai fait la connaissance soit en personne, soit selon ce qu'on m'en a rapporté. »,.
Il est vraisemblable qu'en un siècle friand de procédures pour diffamation, le jeune Smollett se devait d'afficher de bonnes résolutions. Qu'il les ait tenues est peu probable, mais Smollett s'en défend et multiplie les mises en garde : il précise d'abord « en toute sincérité », que « le tout n'est pas tant une représentation de ma vie que celle de bien d'autres chirurgiens écossais dans le besoin que j'ai rencontrés soit personnellement soit par ce qu'on m'en a rapporté », ; dans un deuxième temps, il ajoute  à la quatrième édition un « Apologue » dont le dernier paragraphe est écrit sur un ton de solennité inhabituel : « Mon lecteur chrétien, je te conjure instamment de par le sang du Seigneur d'avoir bien en mémoire, tandis que tu t'emploies à parcourir ces pages, de ne point t'approprier ce qui appartient aussi à cinq cents autres quidams. Si le hasard voulait que tu rencontrasses un personnage qui te ressemblât par quelque disgracieuse particularité, suis mon conseil et rappelle-toi qu'un trait ne fait pas un visage, et que, eusses-tu le nez en pied de marmite, vingt de tes voisins peut-être sont affublés du même appendice. », ; et en 1763, il répond encore à un admirateur américain en jurant que les seules correspondances pouvant être décelées entre sa vie et le roman se limitent aux faits que Roderick Random est comme lui Écossais et assistant-chirurgien de marine, qu'ils partagent l'expérience de la bataille de Carthagène, mais qu'en aucune façon lui, en ce qui le concerne, n'a connu les low circonstances (les expériences louches) dans lesquelles se trouve parfois placé son héros.
Il n'en demeure pas moins, comme le note José-André Lacour dans la préface à sa traduction, que « l'auteur a mis beaucoup de lui-même dans le roman, car à l'instar de son héros, Smollett, né dans la rude Écosse et tôt confié à un aïeul acariâtre, s'en fut bientôt, un diplôme de médecin en poche, prendre la mer sur un navire de guerre en 1740 ». Les expériences du bord, les aléas de la mer, les expéditions guerrières, les démêlés avec les officiers, tout cela n'est pas imaginé mais sourd d'une expérience vécue, tant et si bien que Roderick Random a souvent été qualifié de réaliste, autre point de désaccord avec Paul-Gabriel Boucé. Ainsi, Jean Giono, dans une préface, écrit qu'il s'agit-là de « la vie même » et que « si le romancier est cet homme qui promène un miroir le long d'un chemin, Smollett est le romancier parfait ».
Certes, l'autobiographie non déguisée, se parant des apparences de l'authenticité factuelle (encore que l'auteur en donnant la parole à d'autres que son narrateur, se livre à un petit subterfuge technique), n'est pas absente de Roderick Random dont les histoires enchâssées sont autant de récits de vie, que ce soit celle de Miss Williams ou celle du poète Melopoyn : là, rien d'apparence fictionnelle, mais des développements personnels, en général séquencés de malheur, d'oppression, d'esclavage ou d'intrigue. Le moi qui s'exprime a modifié par les aléas de sa mémoire et à son insu le présent devenu passé, le rendant sans doute plus poignant qu'il n'a été vécu. De plus, le narrateur qui le met en scène et lui donne une tribune au cœur de son propre récit, prend soin de s'effacer, de laisser aux autres personnages celui d'intervenir par le dialogue, façon de relancer la prise d'une parole à laquelle Smollett prête un temps donné sa virtuosité verbale mais non sans une certaine parcimonie.
En cela, le roman de Smollett ne s'écarte pas d'une tendance littéraire très à la mode dès la Restauration, soit par la publication des mémoires secrets, souvent scandaleux, de plusieurs célébrités, comme Delavriere Manley et Eliza Haywood sur qui Smollett a modelé son Memoirs of a Lady of Quality inséré dans le récit de Peregrine Pickle, ou de criminels, soit par des fictions imitant ces écrits, comme Heurs et malheurs de la fameuse Moll Flanders ou Colonel Jack de Defoe.

### La composante sentimentale
Avec la publication en 1740 de Paméla ou la Vertu récompensée de Samuel Richardson, le roman bascule rapidement vers la culture de la sensibilité qui, malgré l'opposition d'écrivains majeurs, par exemple Henry Fielding qui s'en gausse dans sa parodie Shamela et aussi dans son Joseph Andrews, va peu à peu donner naissance au romantisme. Le deuxième roman de Richardson, Clarissa paraît la même année que Roderick Random, et les lecteurs décèlent des ressemblances entre eux. Par exemple, le comte d'Orrery (Earl of Orrery) raconte qu'il a passé sa nuit à lire l'un, puis l'autre dans un émoi sans pareil. Certes, le style de Richardson est à l'opposé de celui de Smollett, mais le traitement que ce dernier fait de son héroïne n'est pas sans rappeler certains passages du précédent : ainsi, lorsque Roderick redécouvre l'« adorable Narcissa » à Bath, il s'exclame : « Grands dieux ! Quels ne furent point les émois de mon âme à cet instant ! Mes pensées se trouvèrent submergées par un torrent d'agitation ! Mon cœur palpita d'une subite violence ! Et mes oreilles furent assaillies par un bourdonnement terrifiant ! Je haletai tant j'avais le souffle court et me trouvai en somme dans un état de transe ! Le tumulte finit par s'apaiser et une foule de considérations flatteuses envahit mon imagination. Tout ce qu'il y avait de doux, de raisonnable, d'attachant en cette personne adorée me revint en mémoire et ma propre situation m'apparut non sans vanité comme auréolée de gloire »,.
Dans ce passage se bousculent les émotions qui se manifestent par des manifestations physiologiques incontrôlables. Chaque organe est comme affecté d'un trouble aussi soudain que violent : le cœur bat la chamade, les poumons se rétractent, les oreilles se déchaînent : on dirait une montée instantanée des fluides du corps, vague déferlant d'un coup à travers l'organisme tout entier, irrésistible et torrentielle, moment de grâce suprême où l'individu n'est plus son maître et devient la proie d'émotions délicieuses qui le submergent, le torturent et le comblent à la fois. La description se place sous le signe du plaisir de l'intensité, l'une des caractéristiques de la majeure partie des romans sentimentaux de l'époque, ce qui revient à dire que la sensation de l'émotion est plus importante que l'émotion elle-même, technique qu'emploiera plus tard André Gide dans Les Nourritures terrestres consacré tout entier à la libido sentiendi,.
Autre ressemblance avec le roman sentimental, le trouble de sympathie ressenti dès leur rencontre par Roderick et Don Rodrigo, signe révélateur d'un lien inconnu, ici parental : « Au cours de notre bavardage, il me regarda avec une attention particulière ; moi, j'éprouvais pour lui une attirance étrange: tant qu'il parla, j'écoutai avec infiniment d'attention et de respect ; la dignité de son aspect me comblait de sympathie et de vénération ; enfin, en face de cet étranger, mon cœur éprouvait une puissante et inexplicable émotion ! »,.
Une telle empathie naturelle est à l'unisson des théories philosophiques de l'époque, aussi bien celles de Shaftesbury que de Hume, ou encore de l'Écossais Francis Hutcheson, qui insistent tous sur le lien instinctif entre parents et enfants, ce qu'on a appelé « la mémoire du sang » (blood knowledge). Cette sensibilité fait bon ménage avec la dominante caricaturale, qu'elle renforce même par son impact émotionnel, en conformité avec l'idée avancée par Smollett dans sa préface, selon laquelle le propos satirique est d'autant mieux compris que le lecteur est « plus familier de l'affliction »,.

### Conclusion

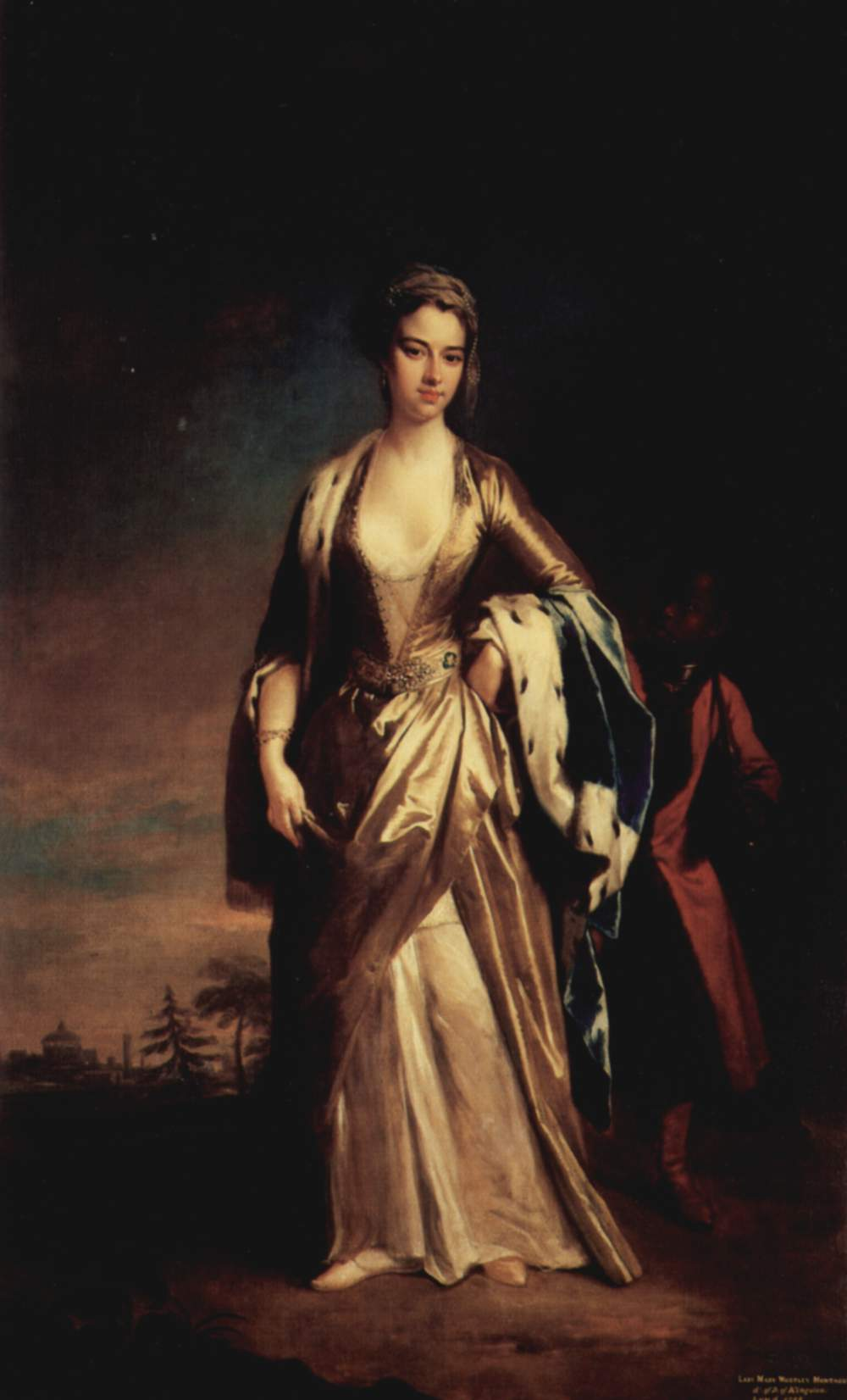
Lady Mary Wortley Montagu par Jonathan Richardson le Jeune

Ce n'est pas un hasard si Lady Mary Wortley Montagu a d'abord attribué Roderick Random à Henry Fielding et si la première traduction du roman en français a été publié comme de « Monsieur Fielding », si même Smollett lui-même a toujours accusé l'auteur de Joseph Andrews d'avoir pillé son livre : Partridge, dans Histoire de Tom Jones, enfant trouvé, était copié, selon lui, sur Hugh Strap, Miss Matthews dans Amelia sur Miss Williams, etc. Certes, il existe de grandes différences entre les deux romanciers : les entreprises littéraires sont divergentes, des oppositions structurelles séparent les personnages, leur voix narrative n'est pas la même, ne serait-ce que par l'usage de la troisième personne par Fielding et de la première par Smollett. Pour autant, aussi bien Joseph Andrews que Shamela parodient le même Paméla ou la Vertu récompensée, Joseph n'étant autre que le frère de l'héroïne de Richardson et comme Roderick, Joseph est un orphelin cherchant fortune sur les routes de l'Angleterre avec un compagnon aussi comique que bienveillant, le pasteur Adams. La liste est longue des similitudes existant entre les deux romans : les attaques de bandits de grand chemin, les arrêts tumultueux dans les auberges, les rencontres pittoresques ou sensuelles, les manuscrits jamais publiés, les histoires intercalées, etc., mais toute cette panoplie appartient aussi à d'autres romans et relève de pratiques partagées par une grande partie de le fiction du XVIIIe siècle. Ce qui caractérise au plus près les deux œuvres, cependant, est leurs ajouts métafictionnels, avec une préface innovatrice pour Roderick Random et des chapitres inaugurant chaque livre dans Joseph Andrews. La préface du jeune Smollett marque une étape dans l'évolution du roman, véritable manifeste littéraire différant entièrement des habituelles assertions de véracité des histoires racontées ; Fielding lui-même se proclame pionnier inaugurant un genre nouveau. Ainsi, les deux auteurs, loin de camoufler leur œuvre selon, par exemple, le trope du vieux manuscrit exhumé d'un grenier, se délestent de l'illusion référentielle et revendiquent fièrement la qualité fictionnelle de leur œuvre.

## L'apparence et la réalité dansRoderick Random
Cette analyse se fonde sur celle que Pierre Dubois a publiée en 2009 dans Études anglaises. En exergue, l'auteur place une citation de Paul-Gabriel Boucé qui résume le problème : « La série d'incidents et de rencontres qui jalonne le voyage [de Roderick] à Londres est une succession de variations […] sur le thème, en aucune façon original mais auquel le dix-huitième siècle a attribué une grande importance didactique, de la perpétuelle dialectique entre la réalité et l'apparence »,.

### L'apparence en soi ambiguë
Au cours de ses pérégrinations, Roderick rencontre une multitude de personnages qui se donnent des rôles, des allures, des qualités qu'ils ne possèdent pas, et son avancée dans la vie consiste précisément à démêler peu à peu le monde dans lequel il évolue, à voir au-delà des apparences et à leur retirer sa confiance. Il s'agit donc d'un apprentissage de la perspicacité. Cependant, le problème de la dichotomie entre le paraître et l'être transcende cette fonction didactique traditionnelle, car dans Roderick Random, argumente Dubois, l'apparence est en soi ambiguë dans la mesure où si elle ne doit pas être prise pour argent comptant, elle n'en demeure pas moins présentée comme révélatrice des tréfonds d'une personnalité. Il y aurait là un jeu entre un sens positif et un autre, négatif, marqueur d'une crise aux niveaux épistémologique, ontologique et moral de l'entreprise littéraire.

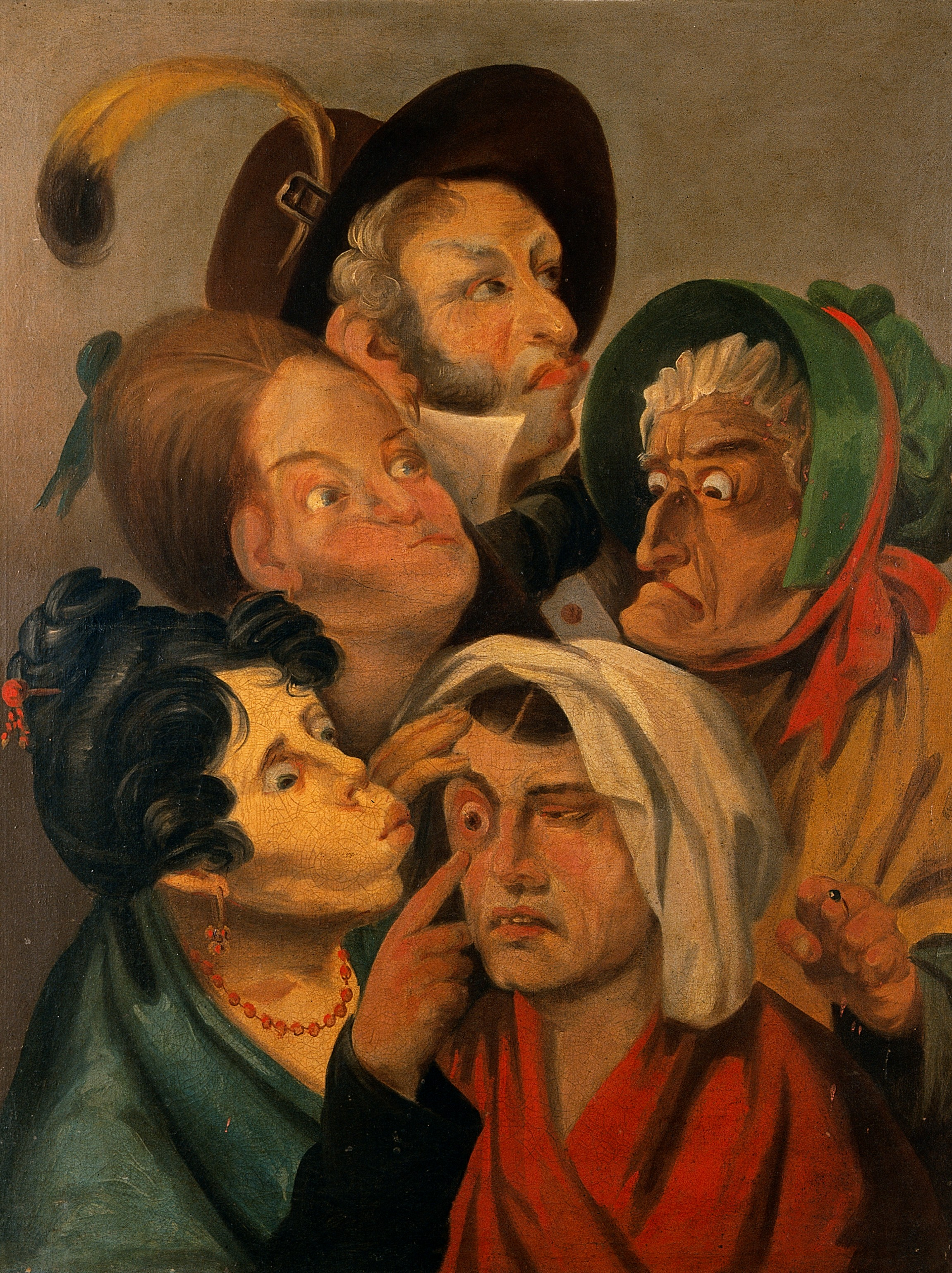
Caricature physiognomonique par un disciple de Louis Léopold Boilly.

Il est de fait que dans l'univers du roman, c'est bien la perception visuelle qui fonctionne comme un révélateur de caractère : en particulier, vêtements et nourriture se voient toujours minutieusement décrits, comme autant de marqueurs de la situation sociale, pauvreté ou richesse, selon les aléas de la fortune. S'ajoute à cela l'importance du maintien, l'une des obsessions du siècle, associée à l'intérêt croissant pour la physiognomonie, comme le proclame Johann Kaspar Lavater : « La physionomie humaine est pour moi, dans l’acception la plus large du mot, l’extérieur, la surface de l’homme en repos ou en mouvement, soit qu’on l’observe lui-même, soit qu’on n’ait devant les yeux que son image. La physiognomonie est la science, la connaissance du rapport qui lie l’extérieur à l’intérieur, la surface visible à ce qu’elle couvre d’invisible. Dans une acception étroite, on entend par physionomie l’air, les traits du visage, et par physiognomonie la connaissance des traits du visage et de leur signification », tout cela en accord avec les conclusions de Locke qui, dès 1690, met en évidence la primauté de la vision sur les autres sens dans son Essai sur l'entendement humain, idée reprise par Addison dans The Spectator en 1712.
Pour Roderick, l'habillement vise à paraître à la mode et se donner l'allure d'un gentleman ; lorsque ses gains lui permettent de s'offrir les vêtements de son choix et a fortiori après la rencontre avec son père, sa somptueuse garde-robe matérialise à ses yeux la réalité de cette condition. Cependant, la perception visuelle s'avère parfois trompeuse : l'honnête homme se voit accusé d'un vice qui lui est étranger et la beauté d'une femme l'assimile à une prostituée. Cette dualité s'exprime à travers la métaphore du corbeau qui s'aventure dans la chambre que Roderick partage avec Strap et qu'ils prennent d'abord pour un spectre : dans cette scène pré-gothique, Smollett montre qu'une perception erronée peut conduite à des frayeurs déraisonnables, la subjectivité bafouant alors la réalité.
Lors de leurs déambulations, Roderick et Strap s'essaient régulièrement à deviner le caractère des personnages qu'ils rencontrent et la plupart du temps, ils se trouvent dupés : un prétendu bandit de grand chemin s'avère n'être qu'un doux innocent et l'aimable érudit amoureux d'Horace qui les reçoit leur présente une note de frais exorbitante en dédommagement de son hospitalité, etc. Pourtant, voir au-delà des apparences est le propre du Bildung'sroman, puisque le héros est censé « apprendre à déchiffrer le monde en même temps que le lecteur s'éduque à le lire » : « le roman ne reflète pas passivement une réalité donnée une fois pour toutes, mais cherche à la découvrir »,. Même une fois arrivés à Londres, les deux compères, qui se sont régulièrement mépris sur les gens censés leur venir en aide, sont obligés d'admettre que « les sens tiennent la dragée haute à la raison et que les apparences les ont grossièrement dupés »,.
Smollett fait souvent usage de l'obscurité pour illustrer le message moral que véhicule la dialectique de l'apparence et de la réalité, comme dans la scène pseudo-épique se déroulant de nuit dans l'auberge où Strap se trompe de porte, ce qui engendre la furie du capitaine qui elle-même entraîne le tohu-bohu général ; et ce n'est pas le seul exemple, comme si la nuit favorisait les méprises, confondait les identités, l'un se muant en l'autre, les paroles prononcées pouvant elles aussi mentir : « les apparences sont devenues d'absurdes cauchemars dans lesquels le héros lutte en vain, ne réussit qu'à sombrer dans un abîme de stupidité, de méchanceté et d'ignorance triomphantes [et les] mots ont soudain perdu leur véritable sens et se sont monstrueusement gonflés d'une grotesque et dangereuse signification », ce qui fait écho à Addison considérant que « nous devrions être appréciés à l'aune de nos manifestations physiques plutôt qu'à celle de nos dires, la parole d'un homme s'avérant bien plus facile à déguiser que les traits de son visage »,.

### L'apparence nécessaire et répudiée
Les apparences se trouvent donc à la fois condamnées et considérées comme nécessaires : un moment crucial illustrant cette contradiction est la première rencontre de Roderick avec Narcissa. Lorsqu'il se présente d'abord à sa tante, il préfère emprunter le nom passe-partout de John Brown, déniant ainsi sa véritable identité en la cachant ; de plus, le narrateur qu'il est devenu retarde la révélation du nom de la jeune fille au point qu'incidemment, il ne sera jamais donné au cours du roman. Ainsi, les deux futurs amoureux portent des appellations d'emprunt, ce qui ne fait nullement obstacle à une réelle perception de l'un par l'autre à travers les réactions du visage, ce qui se confirmera lors de leur réunion décisive à Bath. La même reconnaissance directe se manifeste pendant l'entrevue de Roderick avec son père, cet homme ressemblant tellement à ce qu'il est lui-même que Roderick éprouve une empathie immédiate envers lui. Dans ces deux cas, comme dans ceux de Miss Williams et de Melopoyn, la distance entre l'apparence et la réalité s'est trouvée neutralisée et toute ambiguïté levée : il n'y avait rien à craindre, les gens en question étaient bons et honnêtes, le paraître et l'être ne faisant qu'un chez eux sans que pût s'immiscer la moindre suspicion de dissimulation.
Pierre Dubois s'interroge à cet égard, reprenant une thèse de Beasley : la succession aléatoire (random) des épisodes et des aventures ne devrait-elle donc pas être vue comme une faille structurelle du roman ? Ou serait-elle plutôt la proclamation délibérée d'un choix artistique de la part de Smollett ? Il est vraisemblable que le romancier n'a pas souhaité ordonner le désordre dans son histoire, préférant laisser libre-cours à une accumulation de type picaresque. À ce compte, « c'est une erreur que d'y chercher un noyau formel »,, la profusion des incidents, la variété des styles résistant à toute tentative de réduction du texte à un principe unique d'organisation.

### Le paradoxe du bonheur retrouvé
Dans cette perspective, la conclusion heureuse peut paraître paradoxale dans la mesure où elle réorganise le monde et apporte une résolution inattendue aux problèmes du héros : les retrouvailles du père, l'accès à la fortune, la récupération du rang, le mariage et le retour au bercail familial sur les terres patriarcales. Considérant le contexte général, cette conclusion providentielle semble n'être qu'un vœu pieux, ou encore un mirage surgissant comme au milieu du désert de dépravation et de rudesse morale qui, lui, n'a pas changé.
En définitive, Smollett laisse entendre que la fiction n'est pas la réalité, mais quelque chose présentant métaphoriquement certains des attributs de la vie. Il y a là une apparence superficielle de réel, mais les règles de fonctionnement ne sont pas les mêmes, ce sont celles que l'auteur a bien voulu instaurer. Ainsi, écrit Dubois, « Les Aventures de Roderick Random se trouve comme tenu par les pinces d'une tenaille, les deux pôles opposés de la romance et du roman »,, ni entièrement picaresque, ni totalement roman d'apprentissage, empruntant aux deux genres mais réalisant le sien propre, tension qui se manifeste entre les aventures du héros et leur conclusion mythique. C'est pourquoi, comme mentionné supra, Cedric Watts parle d'un roman-Janus à deux faces, l'une déniant l'autre, la seconde offrant une vision idéalisée, quasi abstraite, de ce qui n'est ni ne peut être dans la vie réelle.

## Représentations de la société
George Orwell a écrit en 1944 un essai consacré à Smollett, qualifié de « meilleur romancier écossais », dans lequel il distingue le réalisme des romans modernes de celui des précurseurs du XVIIIe siècle : « Ils [les premiers romanciers] peuvent manquer d'habileté dans la description des décors, mais excellent à celle de la canaillerie humaine […] Cela est particulièrement vrai de Smollett dont la remarquable honnêteté intellectuelle est sans doute due à ce qu'il n'était point anglais »,. Par réalisme, Orwell entend donc à la fois l'objet de la description, ici la canaillerie, et la méthode employée, essentiellement visuelle, à quoi s'ajoute le fait que l'origine écossaise de l'auteur établit une distanciation salutaire dans l'observation de la société anglaise, par définition différente de celle dont il est issu. Smollett lui-même a toujours déclaré qu'en effet il sentait les nuances écartant un modèle social de l'autre, par exemple dans la conclusion de son poème The Tears of Scotland (Larmes d'Écosse), publié en 1746,.
| While the wann Blood bedews my Veins And unimpair'd Remembrance Reigns Resentment of my Country's Fate Within my filial Breast shall Beat. | Que la pâle rosée de mon sang irrigue mes veines Que vive en moi un souvenir inaltéré Et à jamais battra en ma filiale poitrine La rancœur du sort fait à mon pays. |

### Chaos des échanges sociaux
Smollett met en scène des portraits et des usages bien particuliers tout en élargissant sa description à de plus amples réseaux fractionnés en différents groupes, autant de tableaux sociaux en mouvement, dont il dissèque la mobilité ou la stase et suit à la trace les échanges chaotiques entre leurs membres ; ce faisant, il dévoile le soubassement de l'architecture sociale des structures du monde urbain dans lequel il a été plongé.

#### Balistique de la conversation
Si l'art de la conversation a envahi la culture du XVIIIe siècle et s'est imposé comme un ingrédient majeur de la distinction, de la négociation commerciale, du dialogue religieux et des échanges sociaux, Smollett est resté tout à fait conscient de ses dérives, stratégies de séduction, pièges trompeurs, etc., et son regard satirique a privilégié les espaces clos pour mieux les mettre en évidence, et en premier les diligences. Il n'y avait là rien d'original, pratiquement tous ses prédécesseurs ou contemporains s'étant servi du même microcosme social, en particulier Fielding dans Joseph Andrews. De Glasgow à Londres, service assuré trois fois par semaine en hiver, il fallait sept jours, avec des relais dans des auberges jalonnant la route, autres lieux confinés propices aux échanges. Dans Roderick Random, cette promiscuité donne l'occasion de deux grandes scènes, l'une lors du premier voyage du héros de l'Écosse à la capitale, au cours de laquelle il s'initie aux avanies de la vie urbaine, l'autre de Londres à Bath vers la fin du roman, alors qu'il est devenu maître dans l'art de les négocier à son profit. Leur mise en parallèle révèle que Smollett a voulu faire de chacune des parodies des tendances modernes de la conversation.

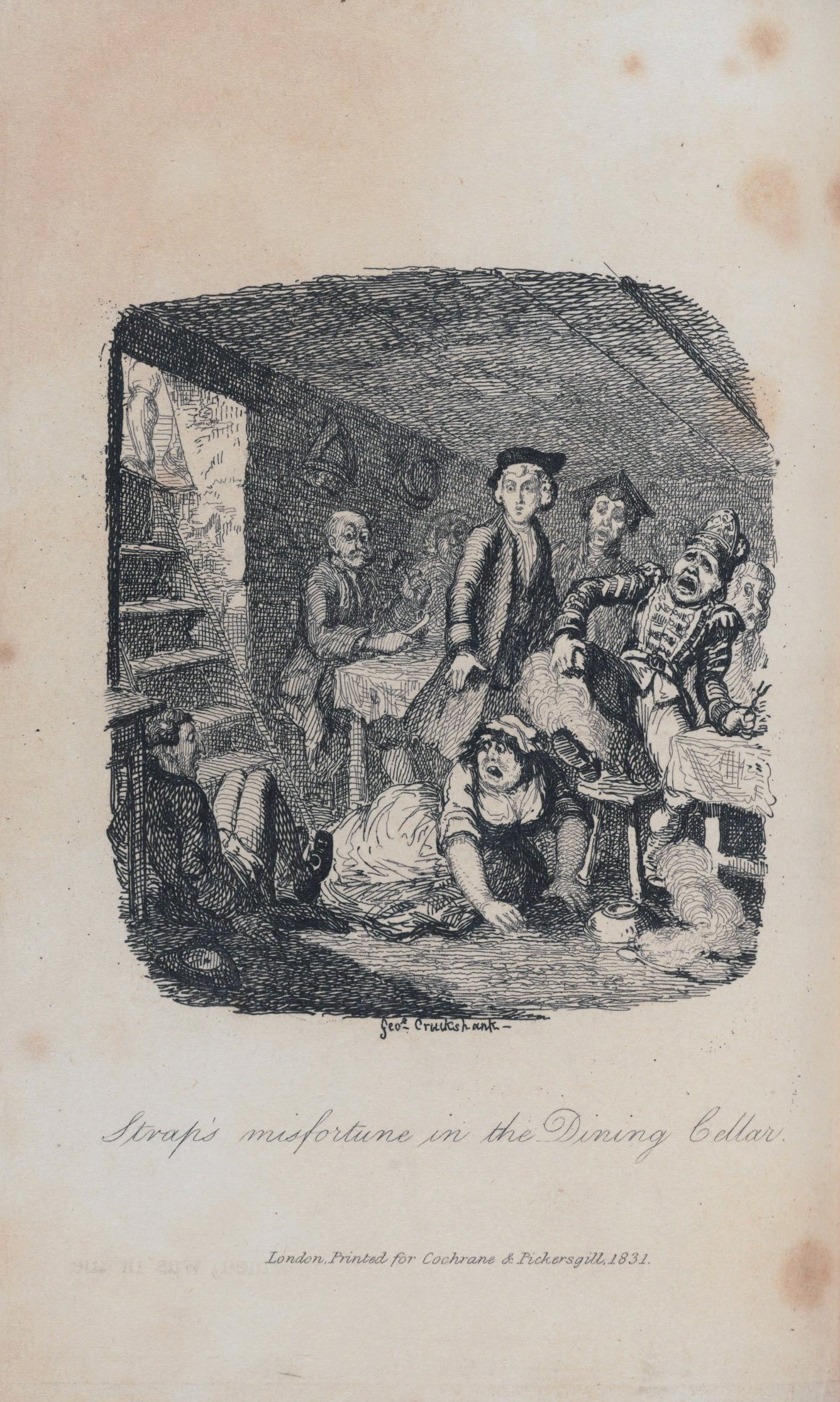
Scène dans une auberge, par George Cruikshank.

Les deux se déroulent dans l'obscurité, Roderick se forgeant par l'ouïe, l'odorat et le toucher, une vision parcellaire de ses compagnons de voyage ; et c'est uniquement à l'arrivée dans l'auberge que le voile se lève sur leur véritable visage, découvrant une galerie de comiques que l'imagination avait esquissée mais que la réalité rehausse encore d'un grotesque appuyé. J. C. Beasley trouve le procédé particulièrement efficace : « En commençant l'épisode dans l'obscurité, écrit-il, Smollett focalise l'attention sur les effets picturaux dont la singularité se trouve renforcée »,.
Dans la première scène, le corps de Weazel apparaît comme un appendice sans substance, ectoplasme auquel répond dans la seconde celui de Miss Snapper posé « in equilibrio ». À ces postures clownesques correspondent des échanges poussés aux limites de la difformité ou de la méchanceté, satire à la Hogarth des conversation pieces, ces « morceaux de conversation » de la bonne société ici « jetés au visage du lecteur comme des bouts de viande verbaux »,. Les mots deviennent de véritables armes qu'acèrent encore de piquantes allitérations, par exemple en [t/p/s] lorsque Jenny, piquée qu'il l'ait soupçonnée de s'être mariée par intérêt, traite Weazel de « pitiful, trencher-scraping, pimping curler » (« larbin (trencher-scraper) faiseur de bouclettes (curler) pour traînées (pimping). Ce genre d'insulte proférée par des « lèvres passionnées, impatientes, antagonistes » (the mouths of passionate, impatient, antagonistic characters) est fréquent dans le monde « surpeuplé, dangereux et arbitraire » (over-populated, dangerous, and arbitrary) de Smollett, que traversent ainsi de fulgurants « projectiles verbaux ».
Au cours de la seconde scène se déroule un dialogue tout de piques entre un militaire et Miss Snapper :
| « We continued a good while as mute as before, till at length the gentleman of the sword, impatient of longer silence, made a second effort, by swearing he had got into a meeting of quakers – I believe so too (said a shrill female voice, at my left hand), for the spirit of folly begins to move – Out with it then, madam! (replied the soldier) – You seem to have no occasion for a midwife, (cried the lady.) – D— my blood, (exclaimed the other) a man can talk to a woman, but she immediately think of a midwife – True Sir, said she, I long to be delivered – What! Of a mouse, madam? (said he) – No Sir (said she), of a fool – Are you far gone with fool? (said he) – Little more than two miles (said she) – By Gad, you're a wit, madam! (cried the officer) – I wish I could with any justice return the compliment (said the lady) – Zounds, I have done (said he) – Your bolt is soon shot, according to the proverb (said she) » | « L'on continua un bon moment aussi muettement qu'avant, jusqu'à ce que le militaire impatient, fit un deuxième effort et jura qu'il s'était fourvoyé dans une assemblée de quakers. « Je le crois aussi, dit une voix aigüe à ma gauche, car l'esprit de folie commence à s'agiter – Qu'on le sorte, alors madame, répliqua le soldat. – Vous ne semblez pas avoir besoin d'une sage-femme pour ça ! glapit l'autre – Crédieu, gronda le militaire, un homme ne peut parler à une femme sans qu'elle se mette aussitôt à songer à des accoucheuses ! – Juste, monsieur, dit-elle, j'ai hâte d'être délivrée ! – De quoi, madame, d'une souris ? – Non, monsieur, d'un idiot. – Est-ce que vous en êtes loin avec cet idiot ? – Un peu plus de deux milles ! –Crédieu, madame a de l'esprit ! – Je voudrais pouvoir vous retourner le compliment avec quelque apparence de vérité, monsieur.– Crédieu ! c'est fini ! dit-il. – Votre fusil est donc vidé, comme le veut le proverbe », dit-elle. » |

L'allusion du militaire à l'assemblée des quakers concerne le silence qui lui est imposé chaque dimanche à moins qu'un membre, mu par l'Esprit-Saint, ne se lève et ne prenne la parole. Lorsque Miss Snapper rétorque en évoquant la folie, elle se réfère à la transe saisissant le groupe lorsque l'Esprit l'envahit (quake signifie « trembler »). La dame indique aussitôt, par sa hâte d'une délivrance, que son interlocuteur est l'idiot dont elle est encombrée. De plus, l'expression far gone with relative à l'avancement d'une grossesse se voit détournée en mesure de distance, ce qui permet de confirmer l'identité de l'idiot en question. En outre, l'assimilation du dialogue au travail de l'enfantement, selon une maïeutique aussi bien médicale que philosophique, implique que s'il est susceptible d'accoucher d'idées nouvelles, celles du militaire sont d'une affligeante banalité. Enfin, le dernier trait d'esprit concerne l'emploi du mot shot (« coup de fusil »), allusion perfide à l'impuissance non seulement intellectuelle mais sexuelle de ce gênant monsieur.

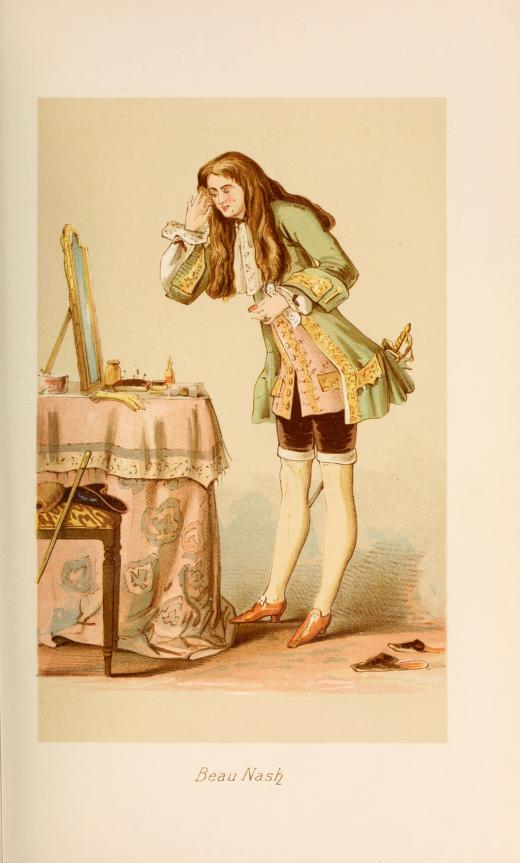
Beau Nash jeune, illustration de 1886.

Il existe une différence entre la gouaille ravageuse de Miss Jenny lors de la première scène et l'esprit percutant de Miss Snapper, que d'ailleurs le militaire reconnaît à sa juste valeur. Dans les deux cas, cependant, les soldats ont perdu la bataille verbale livrée contre deux jeunes femmes et, chaque fois, la tactique victorieuse a été celle de la « métaphore balistique ». Dans un tel contexte, comme l'a décrit Christopher Anstey en 1766, la conversation n'est plus un simple divertissement mondain, mais un moyen d'investigation permettant de déceler l'origine et la situation sociale de l'interlocuteur, et aussi de prendre la mesure de son pouvoir. L'esprit ainsi manié peut, tout comme le jeu, changer le statut d'un individu sur le champ et les échanges fulgurants de mots font écho aux transactions de l'argent qui virevolte de l'un à l'autre, faisant et défaisant les fortunes. Miss Snapper, par la pertinence et la célérité de ses réparties, se fait un nom dans la bonne société de Bath où règne le bel esprit, surtout après qu'elle a couronné sa victoire confidentielle de la diligence par la brillante déconfiture publique qu'elle inflige à Beau Nash, maître de cérémonie, pour s'être impudemment enquis par un détour humoristique de son dos bossu,.

#### L'influence de William Hogarth
Les jeunes femmes en question ne sont pas les seuls personnages à savoir railler par des traits d'esprits : les joyeux roués de Londres que Roderick a rencontrés grâce à Wagtail, les Slyboot, Chatter, Ranter, Medlar, Banter et Bragwell, tous prennent plaisir à débattre, leurs conversations apparaissant comme autant de parodies facétieuses des très sérieux colloques d'universitaires entichés d'étymologie. Ainsi, ils discutent sur l'origine du mot custard (crème anglaise), échanges dignes de la tradition rabelaisienne. Sont également visées ici les réunions des sociétés dites savantes, avec force références au latin et au grec ; la technique alors employée par Smollett est une sorte de mise à l'envers, la truculence, l'ivresse, la bouffonnerie ayant pris la place de la gravité et du feutré. Hogarth peut avoir été une source d'inspiration pour le jeune romancier, lui qui avait usé du même procédé dans A Midnight Modern Conversation (« Conversation moderne de minuit ») en 1732. À ce sujet, Beasley rappelle que la perception de Smollett est essentiellement visuelle, que dans son roman l'auteur évoque souvent le crayon du peintre (« Il y faudrait le crayon de Hogarth pour rendre l'étonnement et l'inquiétude de Strap à cette nouvelle »,,.

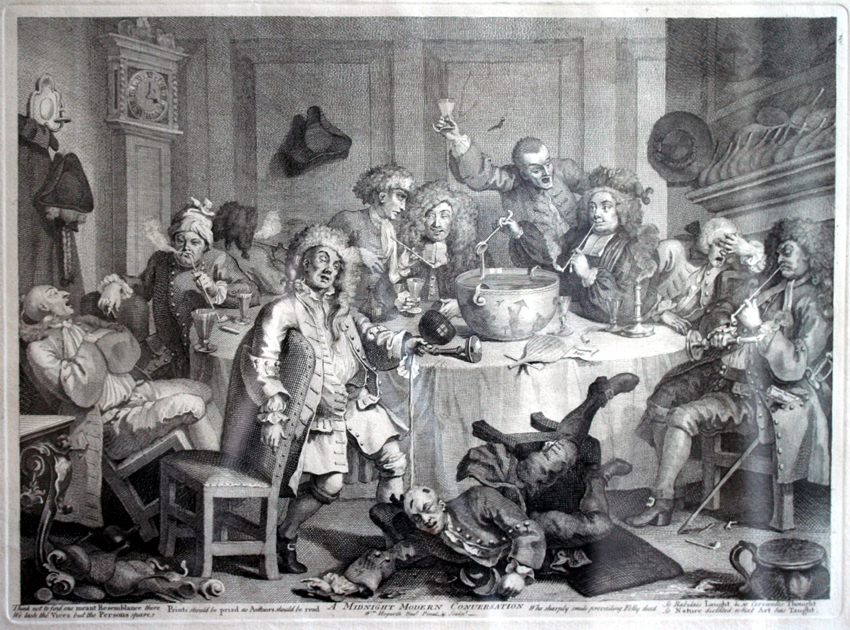
A Midnight Modern Conversation.
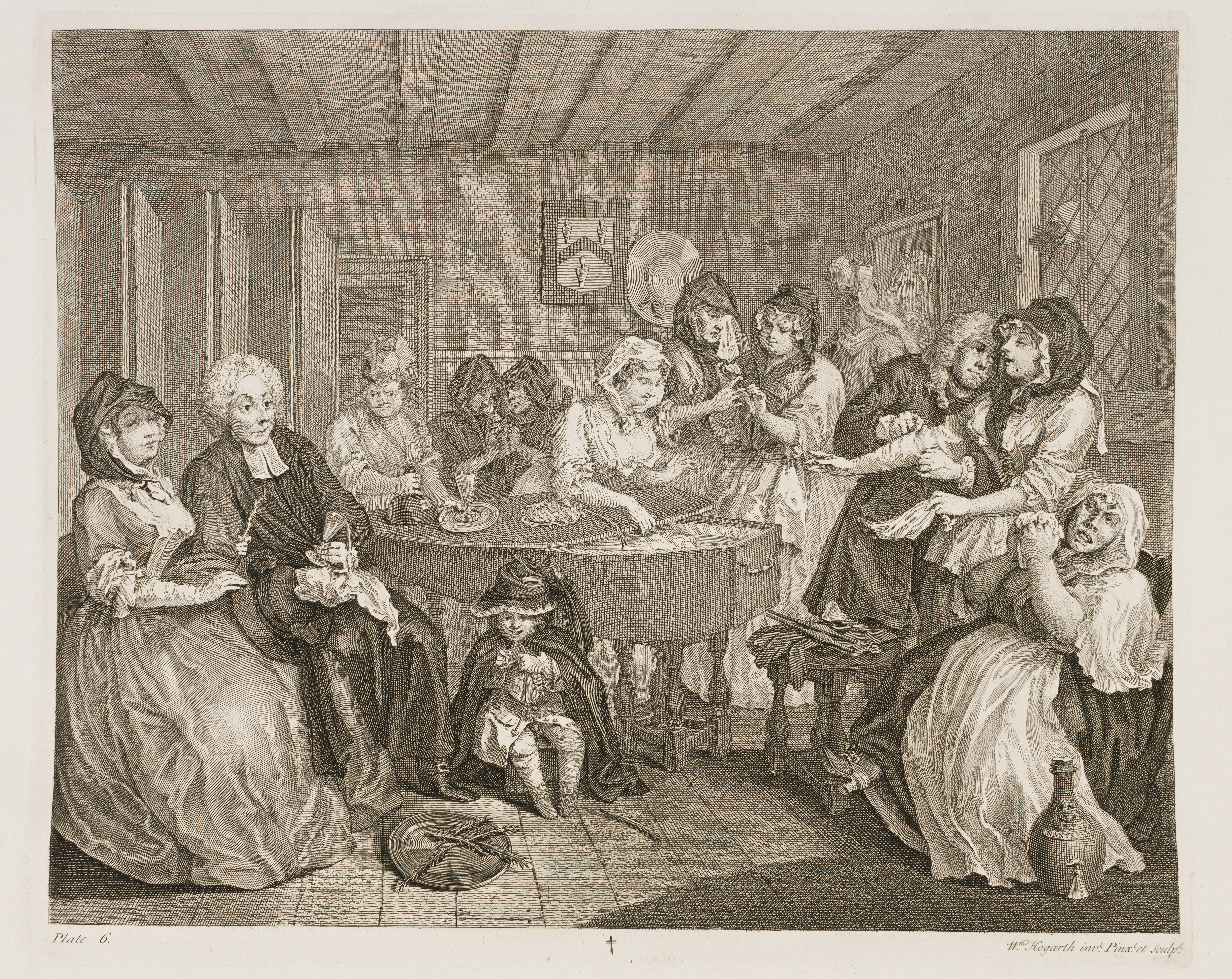
La Carrière d'une prostituée.
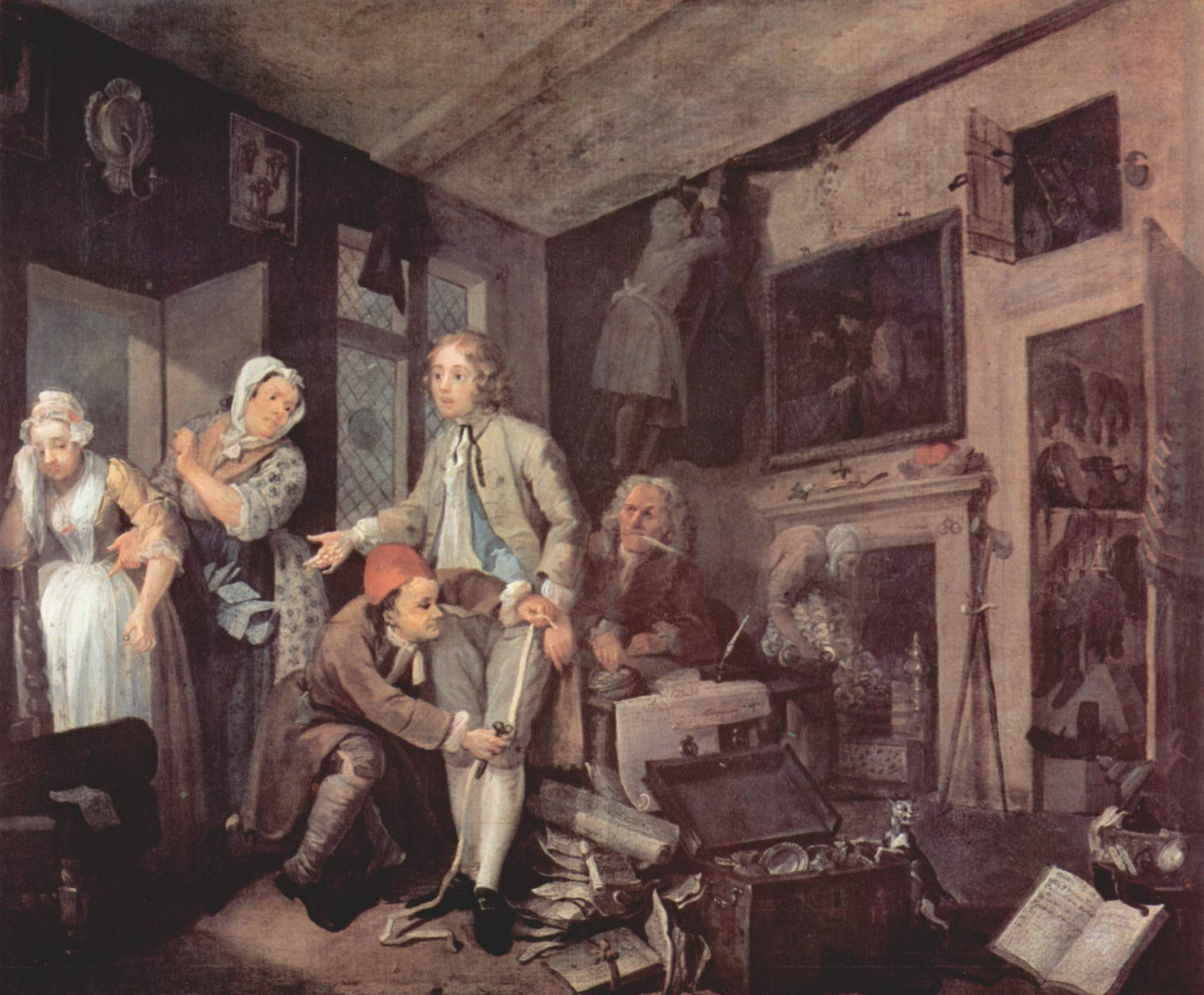
La Carrière d'un libertin.
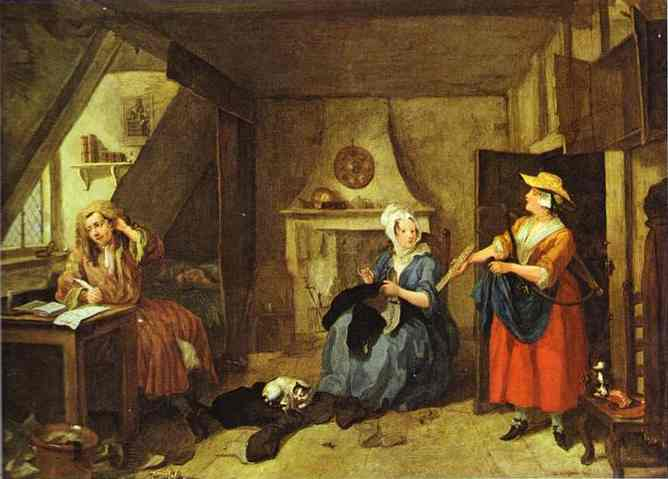
The Distresst Poet.
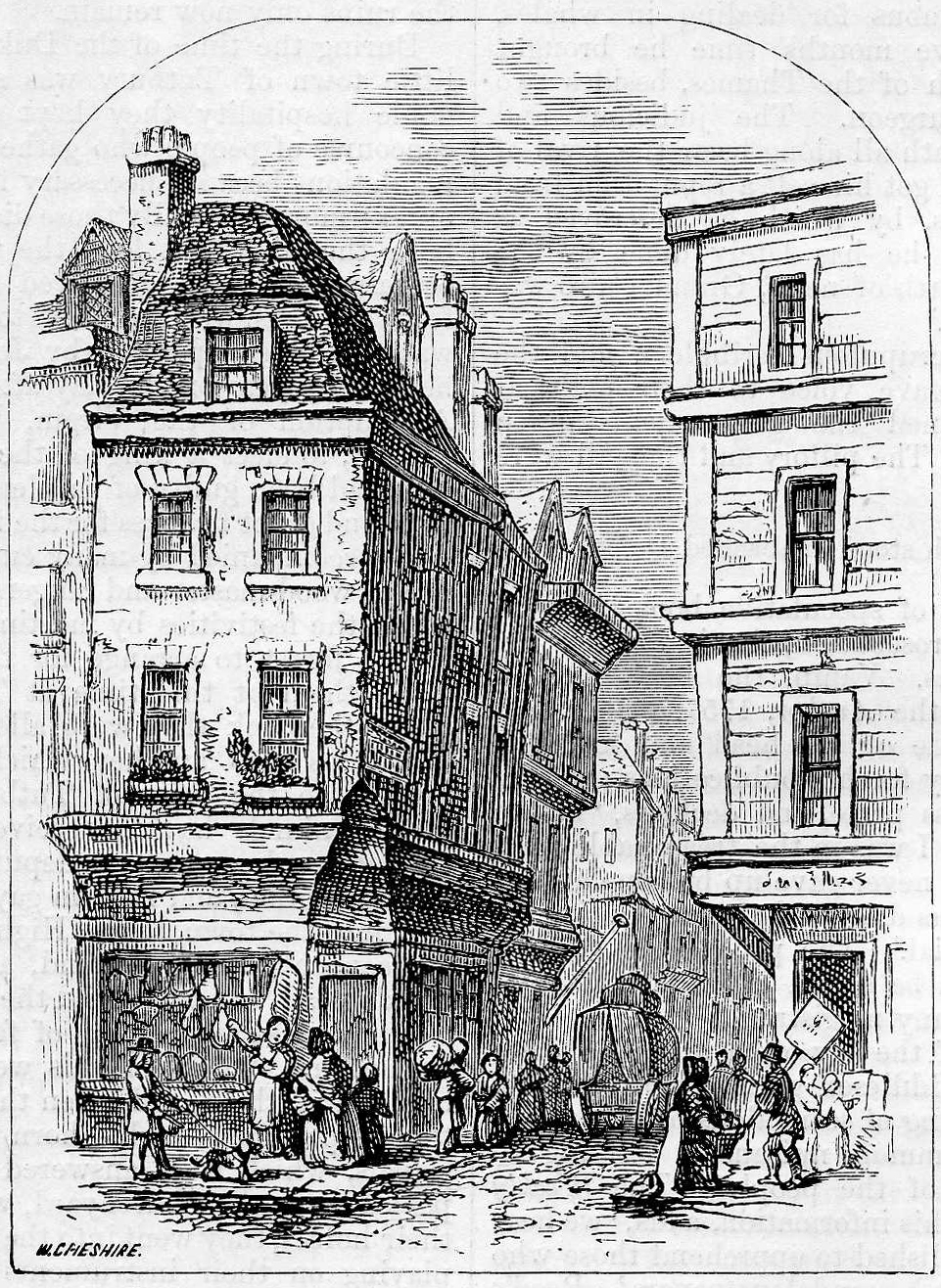
Grub Street (plus tard Milton Street) au XIXe siècle (Chambers Book of Days).

Roderick Random construit peu à peu son espace par la juxtaposition de scènes denses, foisonnantes, actives et vivantes qui, quelle que soit leur apparente disparité, se coalescent en des portraits individuels ou des tableaux de société. Sophie Vasset pense qu'il y a là une démarche semblable à celle de Hogarth dans ses séries La Carrière d'une prostituée (The Harlot's Progress (1732)), La Carrière d'un libertin (A Rake's Progress (1735)) et The Distresst Poet (1736-1737), où les gravures s'ajoutent les unes aux autres avec un sujet central placé chaque fois dans un environnement différent selon un mouvement descendant le long de l'échelle sociale, avec une profusion de détails aptes à donner l'illusion du réel et à représenter les pratiques coutumières, le tout grossi et déformé selon un immuable procédé caricatural.
Cette ressemblance ou cet emprunt est particulièrement évident dans les histoires enchâssées, celle de Miss Williams et celle de Melopoyn. Il y a là comme un dialogue avec le peintre : par exemple, Miss Williams dresse un tableau pathétique de la condition des prostituées de bas étage qu'elle juxtapose aussitôt à un tableau joyeux rappelant directement la deuxième estampe de Hogarth dans laquelle Moll apparaît en favorite pétillante du riche marchand qu'elle trompe avec un jeune « beau ». De plus, l'action de la série s'articule autour de la maladie vénérienne dont Miss Williams et Roderick sont, du moins le dit-on, eux-mêmes atteints alors que se raconte l'histoire. Ainsi, les deux satiristes exposent de semblable façon une organisation sociale conduisant les femmes, pour peu que le sort place un obstacle sur leur chemin, à la ruine et la mort : besoin d'argent, emprisonnement pour délits mineurs, manque d'hôpitaux susceptibles de traiter les malades désargentés, asiles d'aliénés redoutés pour leur violence, etc.. Quant au poète Melopoyn qui raconte sa vie entre les murs de la geôle, le dernier stade de la déchéance sociale est déjà atteint ; son manque cruel de talent rappelle l'écrivain de Grubstreet de Hogarth, composant une œuvre sur la richesse aux côtés de son épouse occupée à repriser son costume, tandis que la laitière réclame son dû à la porte. Grubstreet, a ruiné sa vie comme elle a détruit celle du poète de Smollett, réduit en esclavage littéraire et tirant son inspiration d'un dictionnaire de rimes et de versification,.

#### Au-delà du visuel, l'agression olfactive

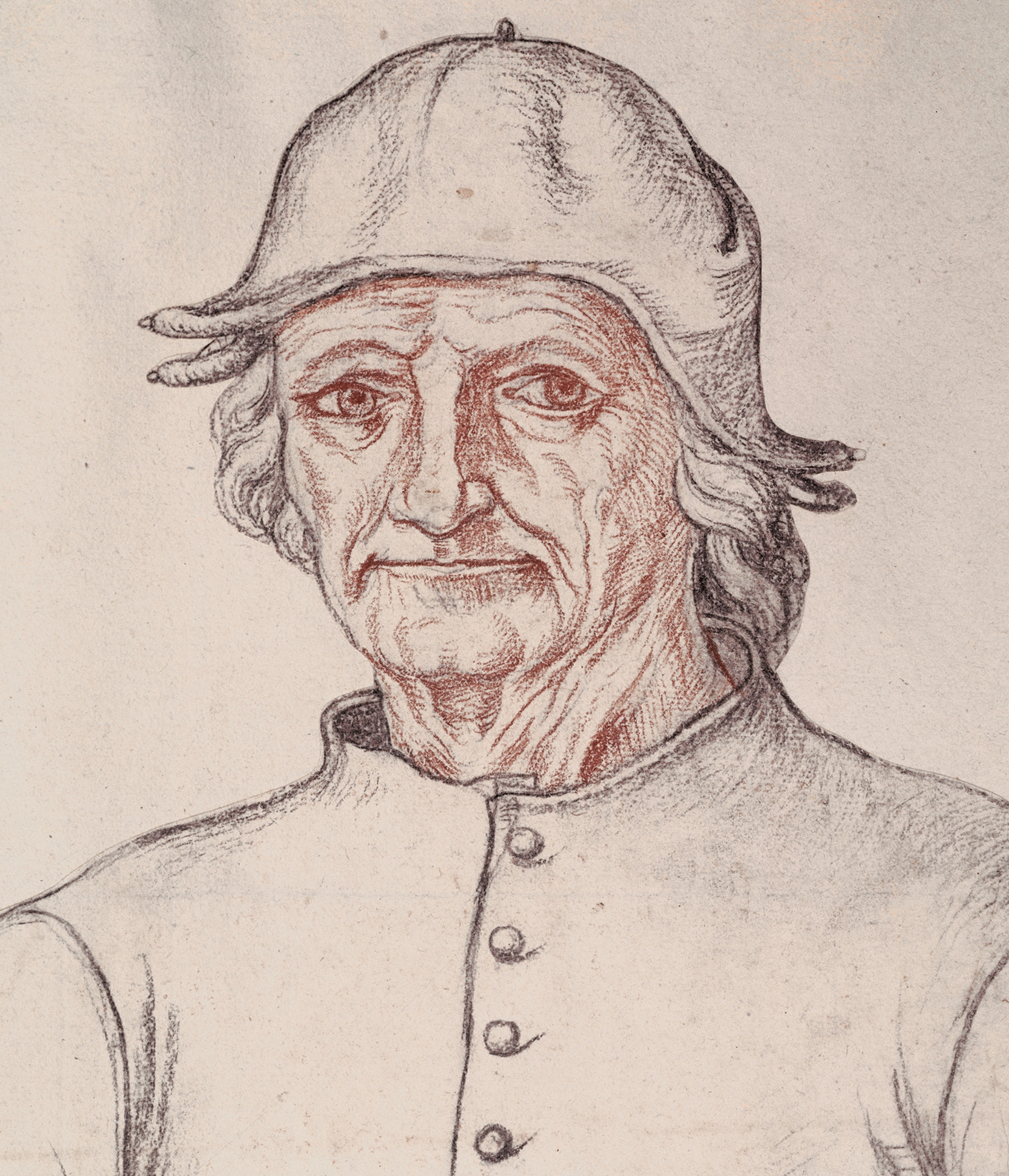
Jérôme Bosch.
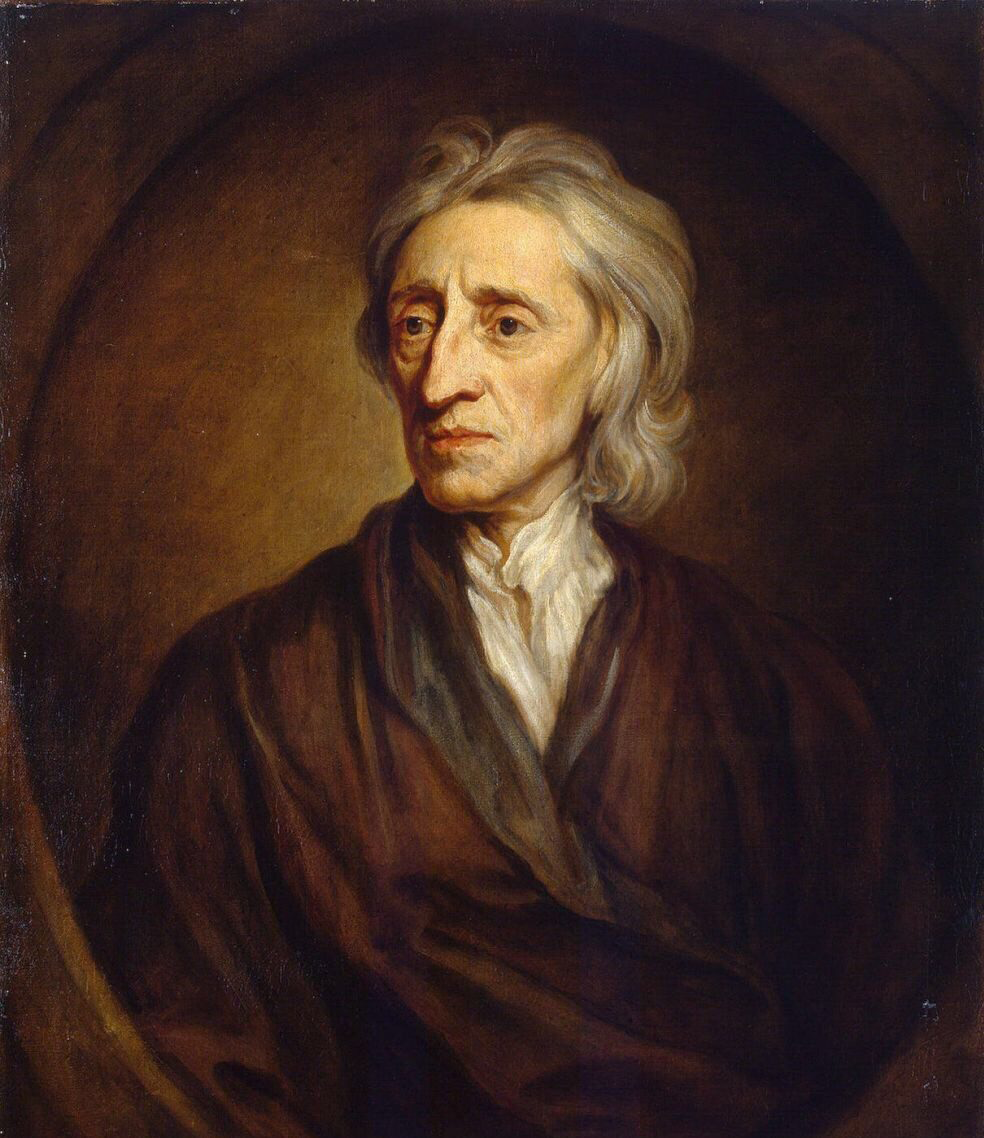
John Locke, by Sir Godfrey Kneller.
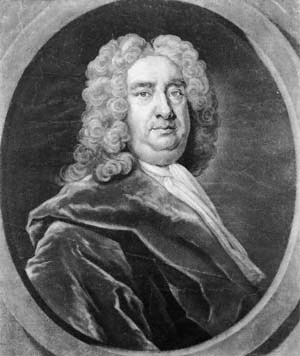
George Cheyne.
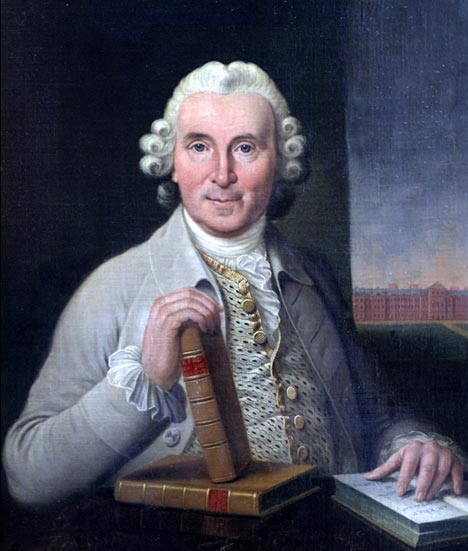
James Lind par Chalmers.
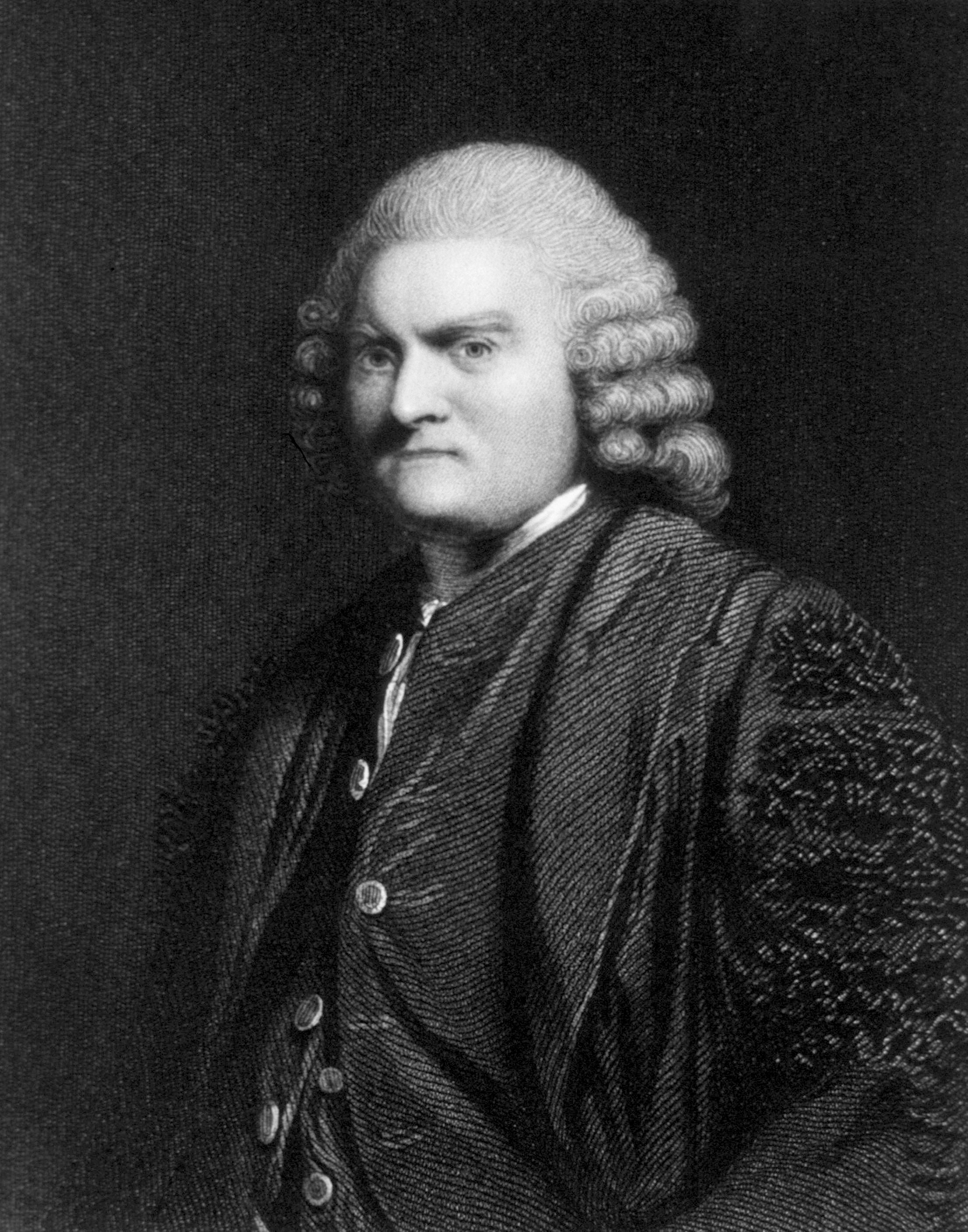
John Pringle.

Roderick Random est un roman de « sensations », selon la terminologie de John Locke, d'où s'exhalent toutes sortes d'odeurs, qui résonne de bruits divers, qu'entrechoquent des bousculades continuelles, autant de traumatismes pour le héros et son accompagnateur, naïfs provinciaux habitués au calme campagnard, qui découvrent avec horreur la rudesse du monde.
À Londres, cette invasion sensorielle est ressentie comme une agression d'abord physique : estomac révulsé, narines violées, poumons bloqués, suffocation permanente. Se retrouvent-là les immondes conditions sanitaires prévalant dans les cités surpeuplées, dont se font l'écho certains médecins tels que George Cheyne dans An Essay on Health and Long Life, publié en 1725, et The English Malady dix années tard. Le nez devient le pinceau qui dessine la putréfaction générale pullulant d'odeurs pestilentielles, transpiration et haleines fétides, graisse et huile des lampes, soufre et bitume, détritus épars et monceaux d'ordures, stagnation et fermentation, crachats glaireux et alcalin des urines. Chaque lieu ou objet s'identifie par ses exhalaisons, églises, étales de boucher, accessoires domestiques tels qu'éviers ou bougies, si bien qu'un tableau organique de la société s'organise peu à peu par couches successives, des intérieurs aux cimetières, le tout baignant dans une atmosphère mortifère porteuse de consomption, de peste et des fièvres qui s'abattent régulièrement sur la population.
À bord du Thunder où il est traîné de force, Roderick se retrouve dans un espace clos où les odeurs nauséabondes s'exacerbent par le confinement : immédiate agression sensorielle de la pestilence du fromage putréfié, puis asphyxie de la promiscuité contagieuse de l'infirmerie, la puanteur des excréments à même le sol, les miasmes des membres gangrenés, le grouillement de la vermine. Les entrailles du navire se présentent comme un modèle réduit concentré du ventre de la capitale et la descente dans sa coque ressemble à une plongée dans l'enfer digne de Jérôme Bosch. Un tel tableau prend tout son sens dans le contexte des Lumières, particulièrement vivaces en Écosse d'où Smollett et son héros sont issus : nouvelle approche des problèmes de santé publique, hôpitaux, prisons, écoles. Roderick, par ses tableaux fétides, fait écho à ces préoccupations, comme en témoigne sa féroce description de la prison du bord, et montre ainsi, comme le feront bientôt certains de ses collègues en médecine eux aussi écossais, tels George Cheyne, déjà mentionné, ou Sir John Pringle ou encore James Lind, le chemin restant à parcourir. Son attitude correspond tout à fait aux conceptions de John Bender qui écrit en introduction de son essai sur l'incarcération : « Je considère la littérature et les arts comme des expressions avancées du savoir humain, des instruments cognitifs qui anticipent et favorisent l'évolution institutionnelle »,.

### La violence institutionnelle
Dans Roderick Random, pratiquement tous les représentants institutionnels sont corrompus et violents, qu'ils appartiennent à l'église, l'armée ou l'État : les pasteurs ne jurent que par l'alcool ou le jeu, les policiers se laissent acheter avec un bol de punch, les officiers maltraitent leurs hommes et ne se préoccupent que de leur enrichissement, les membres écossais du parlement méprisent leurs compatriotes et le gouvernement se lance dans des guerres inutiles sans considération pour les pertes encourues. Ainsi, le roman regorge de décisions à tous les niveaux qui atteignent le peuple dans sa chair.

#### Les décisions politiques
Entre 1700 et 1748, trois textes de loi ont été votés qui sont au centre même du récit. L'acte d'union de 1707 unissant les parlements anglais et écossais en un seul parlement de Grande-Bretagne altére profondément les relations entre les deux pays, intensifiant l'immigration écossaise, ce dont témoigne le nombre de personnages venu d'au-delà la frontière, et du même coup exaspérant la xénophobie ambiante à leur endroit. De plus, le Licensing Act de 1737 transforme le monde du théâtre (voir Catherine Clive et Théâtre de Fielding), ce qui bannit la pièce du poète Melopoyn de la scène londonienne. Enfin, la loi de 1745 scindant la « Compagnie des chirurgiens » de celle des « barbiers » rend impossible l'assimilation entre le métier exercé par Hugh Strap et la profession de Roderick, si bien que leurs chemins divergent dès leur entrée dans la vie active.

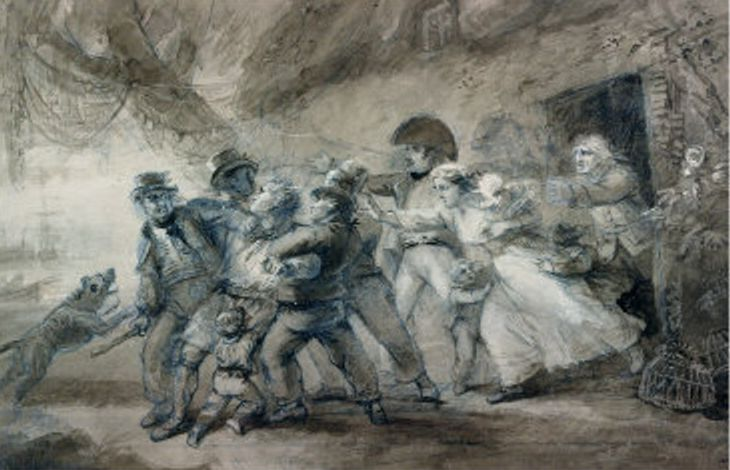
Le Press Gang à l'œuvre, par Luke Clennell (1781-1840).

Deux guerres se trouvent menées pendant la carrière militaire du héros, la désastreuse expédition de Carthagène par les Anglais et la Bataille de Dettingen perdue par les Français en juin 1743, chacune affectant les hommes dans leur chair au point qu'une critique comme Aileen Douglas a pu dire que le traitement de la violence par Smollett était « subversif ». Elle ajoute que le bâtiment Thunder se situe au centre de la maltraitance générale exposée par le roman et que la marine royale offre un microcosme où toutes les formes de la violence institutionnelle se trouvent représentées.

#### La réquisition par la force
Dans la mesure où les marins sont embauchés pour une seule expédition, à la différence des officiers (commissioned officers) nommés par le gouvernement, bien peu d'hommes se hâtent pour rejoindre l'équipage, Roderick lui-même, en sa qualité de chirurgien, non plus que l'aspirant Crampley, ne jouissant de ce privilège. D'où la pratique dite de impressment (« réquisition forcée ») consistant à saisir des gaillards contre leur gré et à les traîner à bord des navires en partance. Leur sort ne diffère pas de celui des rares volontaires embarqués, à cette différence près que leur rémunération est moindre. La farouche résistance de Roderick lors de sa capture n'est sans doute pas très réaliste, toute opposition devant se justifier par un document certifiant l'exemption du service, mais la description de la scène de l'intérieur, bagarre, multiplication des agresseurs, mise à terre, étourdissement, entraves, saignements, transfert sur une prison flottante (tender), absence de soins, montre que Smollett dépeint le gang comme une bande de criminels et non comme un corps de recruteurs officiels aux ordres de Sa Majesté.

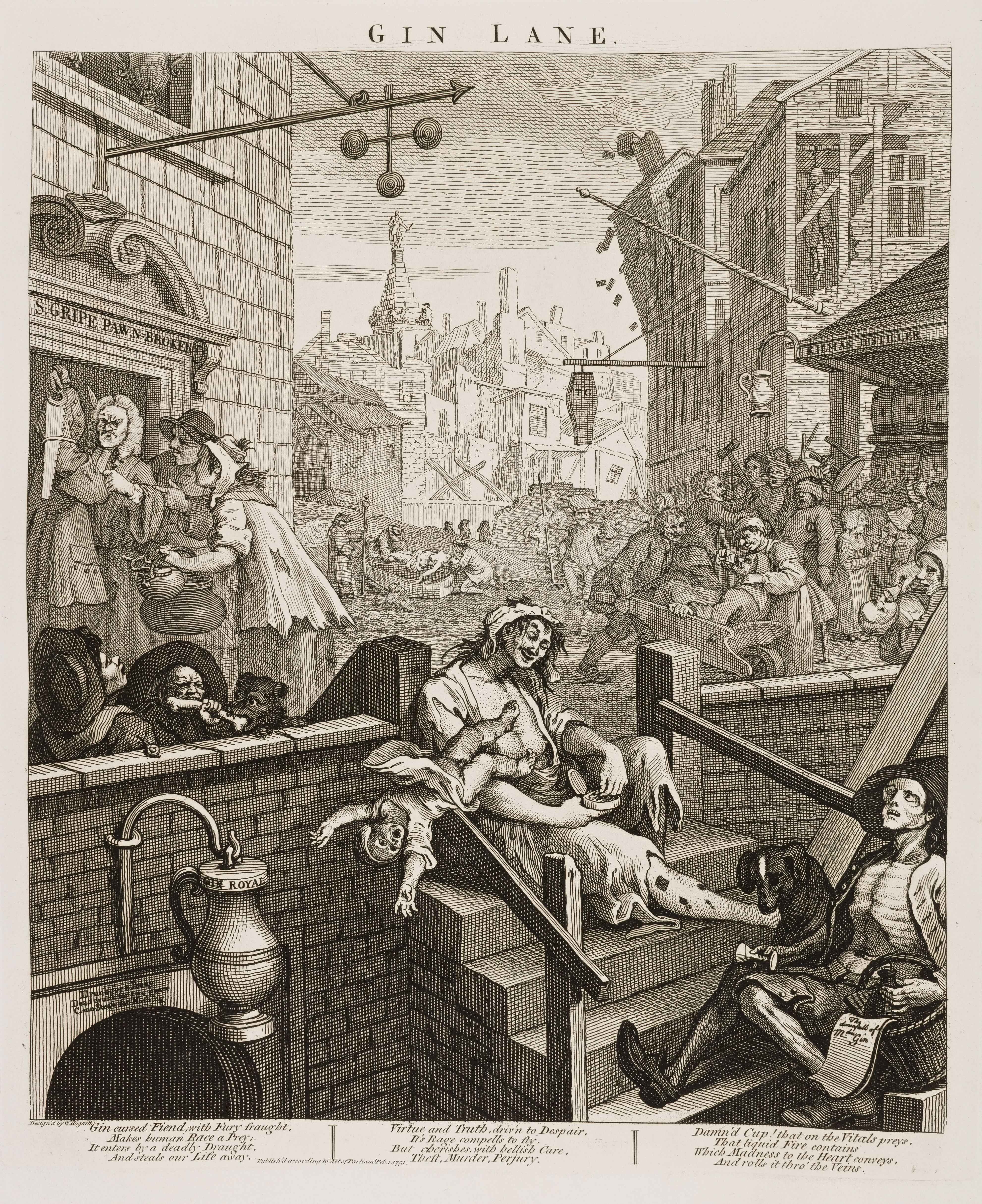
Gin Lane par William Hogarth.

La prison, systématique pour briser les récalcitrants, perçue par le fond de cale, grouille de corps entravés qui se meuvent avec peine uniquement pour se dépouiller les uns les autres afin d'échanger leur butin pour un quart de gin auprès de la burn-boat woman (cantinière du bord), scène rappelant à la fois la geôle de Heurs et malheurs de la fameuse Moll Flanders par Defoe (1722) et l'estampe de Hogarth Gin Lane de 1751. De telles descriptions, ajoute Berchtold, avaient un impact colossal sur l'imagination collective, ce qui conduisit enfin à la réforme du système d'emprisonnement.
Pourtant, la capture de Roderick sert son dessein, car c'est justement le genre de poste qu'il recherche auquel il est affecté. Damiel Emis va même jusqu'à prétendre que cette réquisition manu militari a été dans l'ensemble, malgré sa cruauté, bénéfique pour l'Angleterre par le brassage des classes sociales ainsi obtenu. Sophie Vasset, elle, nuance le propos et rappelle que dans le cas du héros de Smollett, cette plongée dans le monde des déshérités grignote sa dignité et que c'est grâce à ses relations familiales qu'il retrouve son rang et partant, son humanité.

#### L'expérience de la tyrannie
Le Thunder connaît plusieurs commandants, le commandant Oakum déjà mentionné par Tom Bowling qui s'est battu contre lui, incarnation de la tyrannie gratuite, et son homologue Whiffle, type même de l'aristocrate incompétent. Oakum, véritable fantôme remis de ses blessures, plane au-dessus de l'équipage, frappant au hasard, sévissant à l'improviste, ses basses œuvres relayées par les brutes pusillanimes que sont Macshane et Crampley.

##### Le simulacre de procès
Les punitions pleuvent alors que les victimes n'ont commis aucune erreur, les mises au mitard s'accumulent et au bout de la traversée, un simulacre de procès est infligé à Roderick et Morgan pour mutinerie. Se met alors en place le paravent institutionnel, conférant à l'arbitraire une apparence de justice destinée à renforcer l'autorité qui se veut légitime. Oakum y joue le rôle du président, Macshane celui du procureur, un greffier improvisé est désigné qui fait la lecture des charges retenues et note chaque remarque proférée. S'ajoutent au trio le maître d'hôtel de Macshane et le garçon du mess, « achetés et bien préparés » (seduced and tutored), en guise de témoins. Le rituel est cérémonieux, le jargon légal est respecté : tout est donc en place pour une farce tragique, car les prétendus rebelles risquent la pendaison, comme le proclame solennellement Oakum dès que s'ouvre la session,. L'accusation n'en est pas moins fausse, conspiration contre la vie du commandant, confirmation pour le lecteur que les « articles de guerre » (articles of war) régissant la discipline à bord laissent le champ libre à la fabrication mensongère tout en renforçant l'institution, d'autant plus cruelle, destructrice et arbitraire. Le greffier pose des questions sur la religion de Roderick, combien existe-t-il de sacrements ? Quels sont-ils ?, etc. La confirmation ? Le mariage ? Tous sont des sacrements pour les catholiques et non pour les protestants, car n'est orthodoxe que le catéchisme anglican. Or Macshane, le procureur, est connu pour ses opinions, qu'il croit clandestines, papistes (a rank Roman). La situation a ainsi basculé dans l'absurde : pour l'auditoire, la félonie s'est inversée et les accusateurs se sont eux-mêmes désignés comme les vrais coupables ; ce sont pourtant les accusés innocents qui retournent derrière leurs barreaux,.

##### La revue des malades

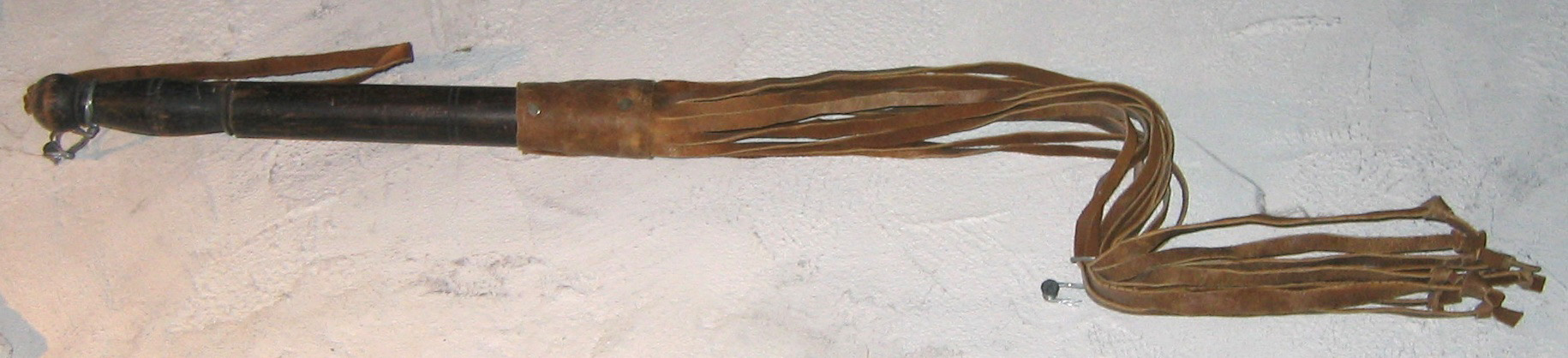
Chat à neuf queues, au musée des tortures à Fribourg-en-Brisgau.

Autre violence gratuite, la revue des malades, tous suspects de simulation (malingering) et a priori considérés comme des « fils de pute encombrants et paresseux » (lazy lumberly sons of bitches). Aussi se voient-ils extraits de l'infirmerie, obligés de défiler devant la garde, chaque cas succinctement présenté par l'autorité médicale qu'est Roderick. Le quatrième de la rangée s'avère gonflé par l'œdème, souffrant d'hydropisie, maladie facilement identifiée au XVIIIe siècle ; Macshane pose son diagnostic : obésité due à la paresse et la goinfrerie, et pour tout traitement, ordonne l'application du chat à neuf queues sur le pont supérieur.

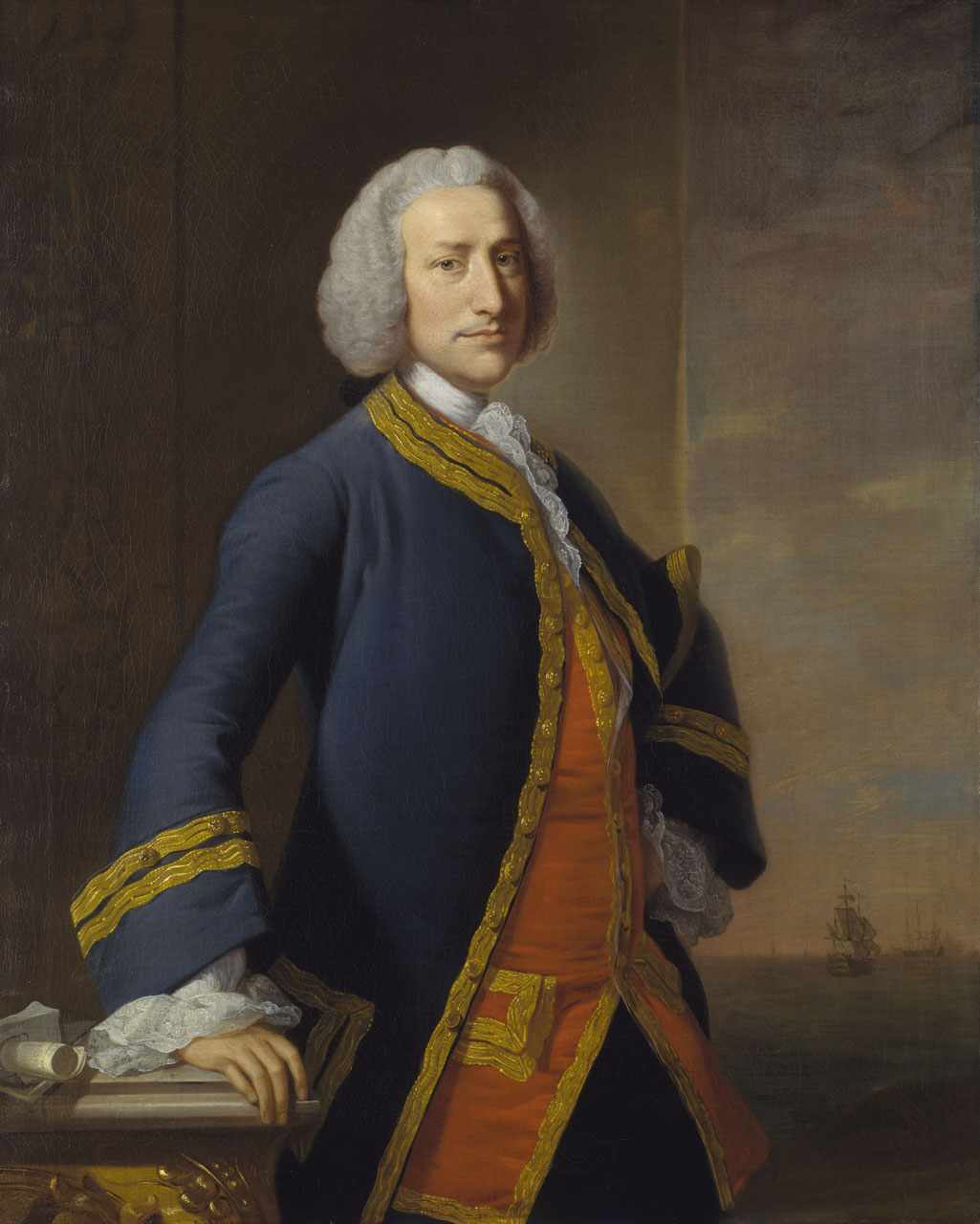
Le Premier Lord (Baron) George Anson (1697-1772).

Aussi bien Oakum que Macshane se comportent à l'image du commodore George Anson, alors que Smollett est embarqué sur le Chichester en 1740 pour l'opération dite de la Guerre de l'oreille de Jenkins. En fait, ces officiers ne font qu'obéir aux ordres et aux pratiques de l'amirauté, avec des équipages d'hommes souvent dans la soixantaine, voire au-delà. Dans le contexte de Roderick Random, les corps sont mis en pièces par l'ignorance et l'incompétence officielles et la tyrannie organisée jusqu'à l'absurde. Selon Patricia Crimmin, il s'agirait cependant de cas exceptionnels, la Royal Navy s'efforçant tout au long du siècle d'améliorer le sort de ses marins et veillant particulièrement à les garder en meilleure santé.

#### Dangerosité ambiante: maladies, esclavage, expéditions guerrières

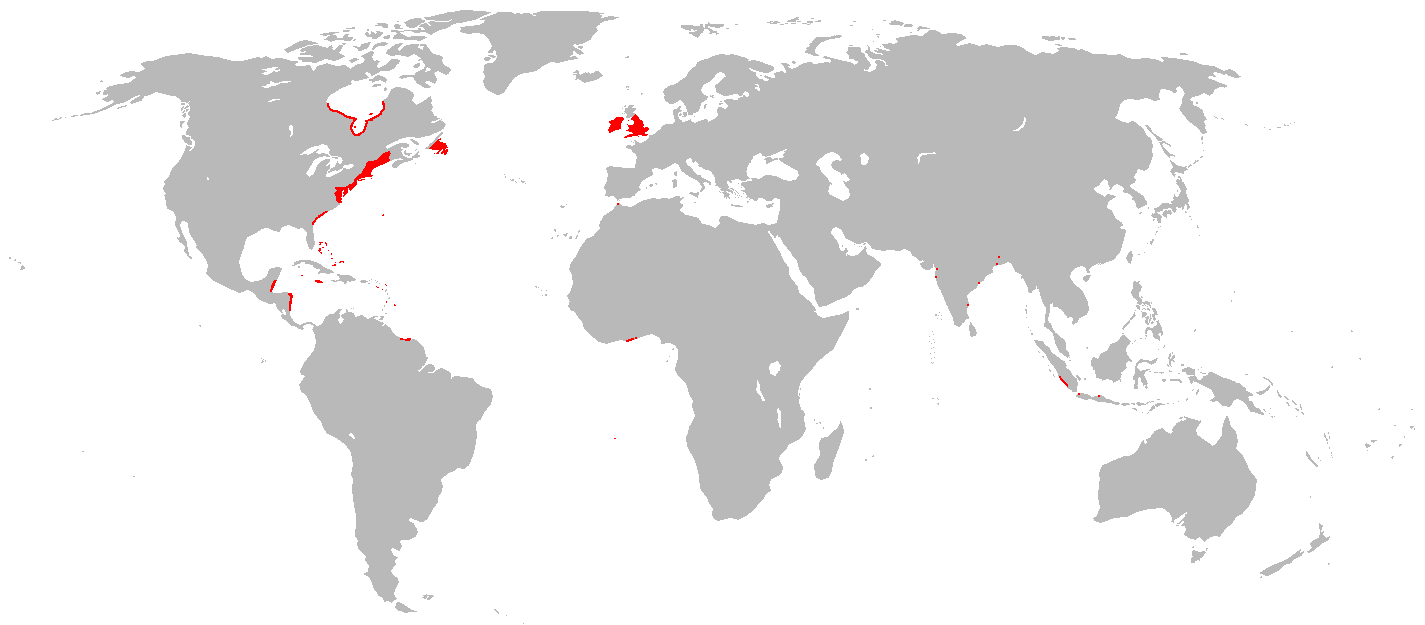
Possessions anglaises en 1700.

L'Empire britannique est à son zénith à l'Ouest dans les années 1740 et règne entre la métropole et l'Amérique du Sud la puissante Southsea Company (« Compagnie des mers du Sud ») qui, malgré le krach de 1720, prospère grâce à son commerce triangulaire régi par Assiento de 1713, contrat valable trente ans selon lequel la Grande-Bretagne fournit annuellement à l'Espagne un contingent illimité d'esclaves africains, ainsi que cinq-cents tonnes de marchandises. Sur le continent, la guerre de Succession d'Autriche se livre avec l'aide des Hanovriens du duché de Brunswick-Lunebourg et du royaume de Hanovre,.
Dans Roderick Random, les colonies britanniques sont dangereuses et malfaisantes. Les fièvres sévissent partout, particulièrement en Jamaïque où Roderick, contaminé par le « mauvais air » et la touffeur tropicale, est à l'agonie, les épidémies encore favorisées par la promiscuité du bord. De plus, comme le rude labeur des plantations de canne à sucre, les duretés implacables du climat, les épouvantables traitements infligés aux esclaves les rendent souvent stériles, le besoin d'une nouvelle main d'œuvre est constant, et le trafic de la traite négrière est au point de rupture. D'autant, d'ailleurs, que la situation en cette île est particulière : y vivent des communautés de marrons qui bataillent contre les planteurs, malgré le traité signé par le gouverneur Edward Trelawney en 1740 les cantonnant à l'intérieur des terres alors que les Européens restent groupés sur les rivages. L'esclavage est sujet à controverse dans la seconde moitié du XVIIIe siècle. Après avoir vendu sa cargaison aux planteurs de Buenos Aires, Roderick exprime son soulagement de manière ambiguë :
| « Our ship being free from the disagreeable lading of Negroes, to whom indeed I had been a miserable slave, since our leaving the coast of Guinea, I began to enjoy myself. » | « Notre navire allégé de la désagréable cargaison de ces nègres de qui j'avais été l'esclave éreinté depuis notre départ de la côte guinéenne, je commençais à prendre du plaisir. » |

Les rôles semblent inversés : les « nègres » en question, sans doute malades, ont occupé toute son attention, et c'est lui qui est à plaindre. D'ailleurs, ils ne les nomme pas comme des esclaves, s'affublant curieusement de cette qualité. Ironiquement, puisqu'il raconte des faits passés, il sait que c'est à l'esclavage qu'il doit d'avoir retrouvé le bonheur exprimé par le dénouement, un père dont la fortune vient du commerce incriminé, une débauche d'argent autorisant au confort familial avec Narcissa. Le récit n'en révèle pas moins une gêne dans la mesure où, écrit Sophie Vasset, « [Roderick] parle de sa cargaison comme d'une constipation passagère – quelque chose dont il faut se débarrasser au plus vite »,. L'esclavage, ajoute-t-elle, joue le rôle des caves de Londres : c'est le ventre de l'Empire et l'équilibre de la structure sociale dépend de la fluidité de ce côté sombre de la prospérité.

Carte des batailles de la Guerre de l'oreille de Jenkins.

Outre la contagion et l'esclavage qu'elles génèrent, les colonies sont le théâtre d'une guerre, violence institutionnelle par excellence tant est béant l'abîme séparant le débat parlementaire des batailles meurtrières qu'il engendre. La guerre de l'oreille de Jenkins n'est que le résultat d'un fait-divers, l'oreille d'un commandant (du Rebecca) ayant été coupée par une milice espagnole et brandie sept années plus tard devant les députés de Westminster. Smollett n'a eu de cesse d'écrire sur l'incompétence de l'amiral Edward Vernon et du général Thomas Wentworth, rongés de jalousie l'un envers l'autre. Roderick vit le dernier épisode, le plus sanglant, à bord des navires-hôpitaux où les blessés gisent entassés et sans soins par manque de chirurgiens, des corps rongés d'asticots, noircis par la gangrène, se putréfiant sur place, « description très graphique, charnue, rythmée et allitérative »,, associée en contraste à un commentaire d'une courtoisie à la fois distante, amère et vengeresse :
| « Though it is well-known, that every great ship in the fleet could have spared one at least for this duty : But, perhaps, the general was too much of a gentleman to ask a favour of this kind to his fellow-chief, who on the other hand, would not derogate so far from his own dignity, as to offer such assistance unasked. » | « Il est bien connu pourtant que chaque grand navire de la flotte en devait avoir au moins un pour ce service. Peut-être le général était-il trop gentleman pour demander une faveur de cette sorte à son compère, lequel, d'autre part, n'eût pas souhaité déroger à sa dignité au point d'offrir un concours qu'on ne lui demandait pas. » |

Il n'y a pas là polémique stérile ; dès mai 1741 sur les 8 000 hommes du général Wentworth, seuls 1 500 restaient aptes au combat, et en juillet, 2 260 perdirent la vie en trois semaines.

### L'argent
La liste est longue et minutieuse que Roderick établit de chaque coût, loyers, voyages, dettes et vols, autant de guinées, de livres, de shillings et de pence. Gens et objets sont évalués : Melinda vaut 10 000 £, le costume de Jackson deux guinées, un dîner dans les caves de Londres 2d½, l'Ode de Melolpoyn 4d½ à Grubstreet, etc. L'argent est avant tout agent de désordre social : il voyage, change de mains, circule, disparaît, revient, passe par des voies illicites, s'hérite, se déshérite, se spécule et se contrebande, mais ne s'accumule guère et s'économise encore moins, sauf lorsqu'il émane de l'ascendance ou de l'esclavage. En tout état de cause, il accompagne les vices des personnages et génère leur déchéance, que ce soit l'addiction au jeu de Roderick ou la prostitution de Miss Williams.
À l'évidence, Smollett a été fasciné par l'argent qui, avec le sexe, tient haut la palme des corrupteurs. Dès les premières lignes du roman, l'argent affiche son influence maléfique : le grand-père, juge supposé impartial, proclame sans vergogne son aversion pour les mendiants et, à ce titre, rejette son fils marié en dessous de son rang, puis néglige sans plus de ménagement le petit-fils laissé seul. Dans pratiquement chacun des chapitres suivants, l'argent devient le maître du jeu jusqu'à ce que la fortune le rejette aux oubliettes, par l'abondance même qu'elle apporte : le grand finale du dénouement se dressant comme monument de félicité financière, purgée de toute corruption et promue agent de récompense.

#### La ludomanie
« D'environ 1660 à 1740, la passion des Britanniques pour le jeu a été pratiquement sans mesure », écrit David D. Schwartz,, désormais concentrée, outre Londres, à Bath dans le Somerset, proliférant partout, dans des loteries de boutiques, des bars à paris pour les courses, les boules, le pugilat. La ville d'eau est devenue le rendez-vous obligé des beaux esprits, des classes moyenne et supérieure. Beau Nash y sert de maître de cérémonie. L'engouement est d'ailleurs général en Europe, les jeux d’argent prospèrent dans les tripots, cabarets et cafés, maisons de jeux tolérées ou clandestines, salons huppés ou non, à la Cour : apparition de quasi–professionnels, tel Casanova ou Beau Nash et, plus tard, Beau Brummell, souvent tricheurs. « À côté des cartes triomphent les loteries ouvertes aux passants, souvent clandestines, mettant en jeu un peigne, un colifichet, quelques bijoux, un outil de travail, au coin d’une rue, au seuil d’un cabaret ; des loteries de salon : loto-dauphin ; des loteries publiques, destinées à des œuvres charitables ou à la construction de bâtiments coûteux, qui vendent du rêve apparemment à bon compte. Le jeu apparaît, à la fin du siècle, comme l’un des signes du déclin d’une société d’ordres au profit d’une égalisation des conditions. Le jeu est vraiment un miroir de la société ».

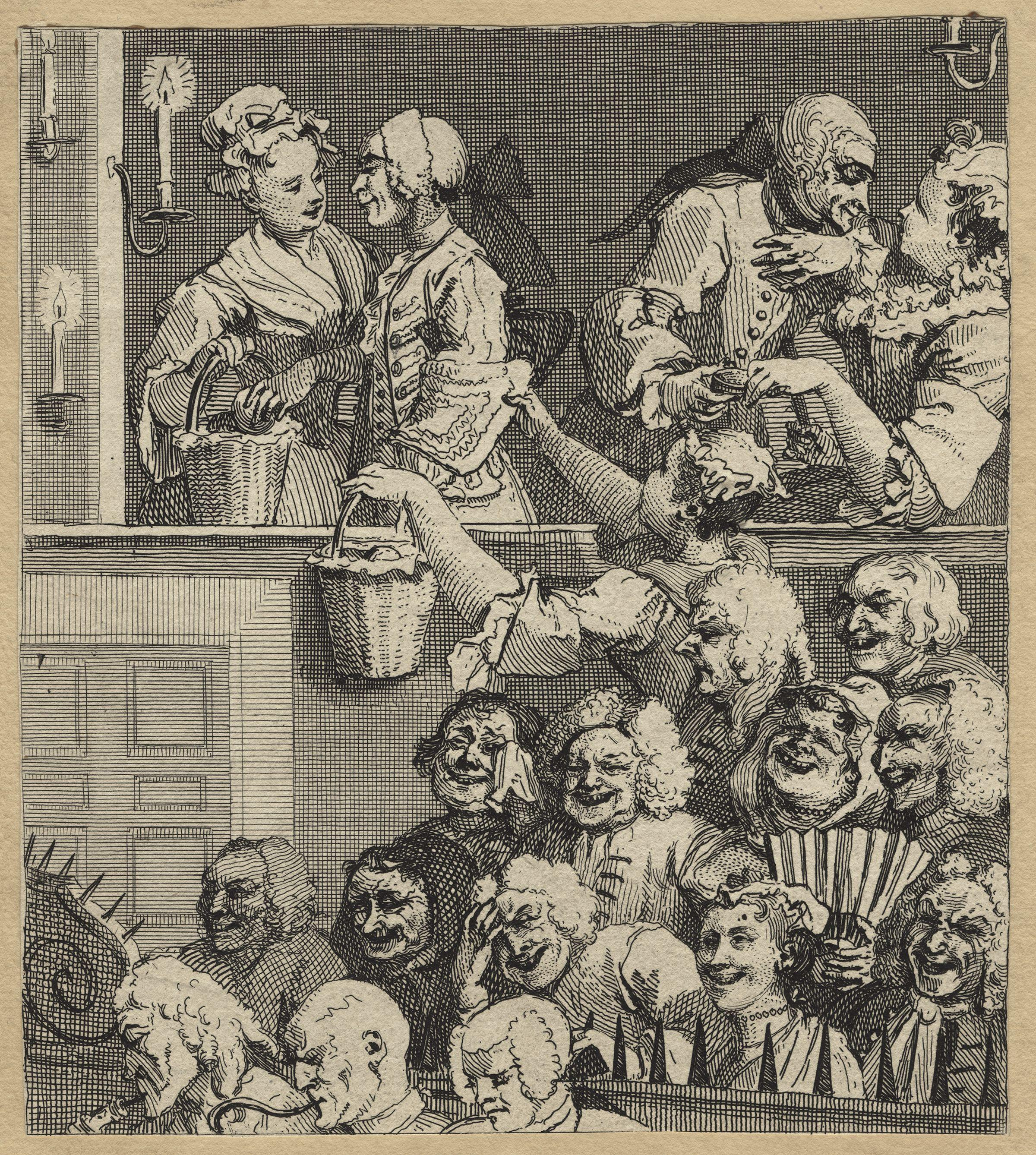
The Laughing Audience par William Hogarth.

Telles sont bien les scènes que décrit Roderick Random, dont le réalisme aurait sur ce point aussitôt séduit le public contemporain ; la folie du jeu s'est cependant vue en butte aux décisions parlementaires des années 1740, qui interdisent peu à peu le pharaon, le picquet, la bassette, la roulette, le hazard, le roly-poly, si bien que les joueurs se réfugient désormais à la maison, dans les tavernes, les bars à café, comme cela se passe dans le roman. Le patronyme du héros, Random, porte le jeu de hasard en lui, mais malgré ses succès initiaux, cette pratique apparaît destructrice, puisqu'il finit dans le dénuement. Smollett s'aligne donc à sa façon sur l'action gouvernementale en accord avec la pensée des théoriciens de la santé publique, tel Charles Cotton dans son traité sur la ludomanie qui écrit : « Lorsqu'un homme s'adonne au jeu, il se sait plus s'arrêter, et s'étant accoutumé aux plaisirs du hasard, il devient ensuite pratiquement incapable de s'intéresser à autre chose »,.
Ainsi, pour Roderick, le mot fortune a un double sens, à la fois richesse et destin ; il cherche à « faire fortune» tout en restant sujet aux « changements de la fortune », les deux se matérialisant par le jeu. Smollett décrit la montée en puissance de l'addiction : dès le premier gain lors de la mise en scène de l'escroc en soutane et de son complice Shuffle, sa naïveté prend pour de la chance ce qui n'est que manipulation. L'émotion s'empare des corps, présage de la déconfiture finale qui allongera les visages, étirera les lèvres et « fera jaillir les globes oculaires bien au-delà de leur orbite »,, description méticuleuse témoignant de l'intérêt que Smollett porte à l'étude de la physionomie, sujet d'ailleurs à la mode comme en témoignent le traité de Le Brun, Méthode pour Apprendre à Dessiner les Passions de 1668, publié à titre posthume trente ans plus tard, ou les études de caricature de Hogarth dans The Laughing Audience.

#### La chasse à l'héritière
James H. Bunn écrit que la ludomanie, la guerre et la chasse à l'héritière ont les mêmes règles du jeu, la sélection du hasard, une horde d'anonymes, un gagnant et « le reste au panier »,. Tel est le cas en ce qui concerne l'épisode de Melinda : lorsque Roderick la rencontre chez elle, elle est entourée d'une cour de jeunes gens du beau monde s'adonnant de suite aux plaisirs des cartes. S'il se fait plumer par ces tricheurs, au moins son savoir-faire sexuel peut-il lui garantir une fortune pérenne avec la dot de la jeune femme. Le jeu consiste désormais, stratégie consciente et contrôlée, à perdre sur le tapis vert, du coup plaire à la dame qui encaisse les mises, puis se faire hypocritement plaindre pour mieux séduire par d'autres œuvres. Au manque de fair play de Melinda, Roderick répond par une parade amoureuse provocatrice, et l'excitation que la table de jeu procure à la jeune femme fait écho à son propre désir, l'argent ainsi joyeusement perdu devenant une métaphore sexuelle qui culmine en une affirmation d'ordre orgastique : « C'est avec un bonheur infini que je souffris qu'elle m'escroquât de dix guinées de plus. ».

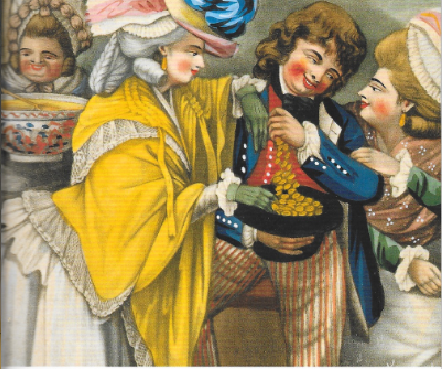
A Rich Privateer Brought Safe into Port, by Two Fisrt Rates, d'après Dighton.

Sophie Vasset remarque que le mariage final de Roderick et Narcissa résulte lui aussi de l'association du sexe et de l'argent, thème en effet récurrent dans le roman, touchant jusqu'aux effusions amicales entre Roderick et Hugh Strap lors de leurs rencontres espacées, sur quoi Aileen Douglas renchérit : « Même avant que Roderick ne découvre son ascendance et son patrimoine, des scènes de sympathie ponctuent le roman, mais s'accompagnent souvent d'un flot d'argent »,. La couverture de l'édition Penguin de 2008 paraît en ce sens tout à fait appropriée : il s'agit de A Rich Privateer Brought Safe into Port, by Two First Rates, d'après Dighton,. L'argent coule à flots au centre de l'image, de la main du corsaire jusque dans son chapeau plein a ras bord de pièces d'or. Sa tignasse rousse et son costume bleu, immédiatement associés à Roderick, sont flanqués de deux femmes en tenues très voyantes et chapeautées de même, celle de droite portant robe jaune et perruque blanche, et l'autre robe marron à fleurs et perruque jaune, chacune les yeux rivés sur lui, la première caressant le trésor de sa main gantée de vert, l'autre le tirant par le bras nu en une invite que son regard empressé et l'œil complice de l'homme rendent éloquents. En arrière-plan, une troisième femme, bouffie et l'air réjoui, apporte un saladier à punch qui justifie autant que les cosmétiques le rouge des visages. Il y a là évocation de prostitution, et aussi comme l'illustration même de l'histoire de Miss Williams, véritable sous-texte à l'obsession entretenue par le héros avec l'argent.

### Le sexe et la prostitution
Dans Roderick Random, le sexe est partout, sujet notoirement difficile pour un presbytérien écossais.

#### Les gourmandises de Roderick
La mise en garde du Dr Johnson dans The Rambler, reprise de façon apotropaïque par Smollett dans sa dédicace de Les Aventures de Ferdinand, Comte Fathom (1753), selon laquelle l'auteur de roman a pour mission de « dénoncer les embûches de l'innocence et initier la jeunesse sans léser la vertu », se trouve vite reléguée au rang de prétexte : s'exerce alors un véritable pouvoir hypnotique sur le lecteur qui le rend complice des frasques gourmandes du héros. Roderick n'a en effet de cesse d'assouvir son ardeur juvénile, que ce soit en des amours ancillaires dans quelque grenier, ou lors d'une escarmouche tumultueuse avec la fille de l'apothicaire Lavement, bientôt suivie d'un rendez-vous grotesque avec Miss Withers, vieille haridelle de soixante-dix ans. Le voyage sur la carte du tendre se poursuit en France où, sur le chemin de Paris, les deux filles de son logeur s'offrent à lui dans la grange paternelle ; enfin le parcours érotique se clôt en un apogée de sensualité lors de son entrée dans la chambre nuptiale où, fin gastronome, il se « repaît » (feast) de la rougissante Narcissa comme d'une bouchée à la reine ou autre douceur.

#### La prostitution des corps

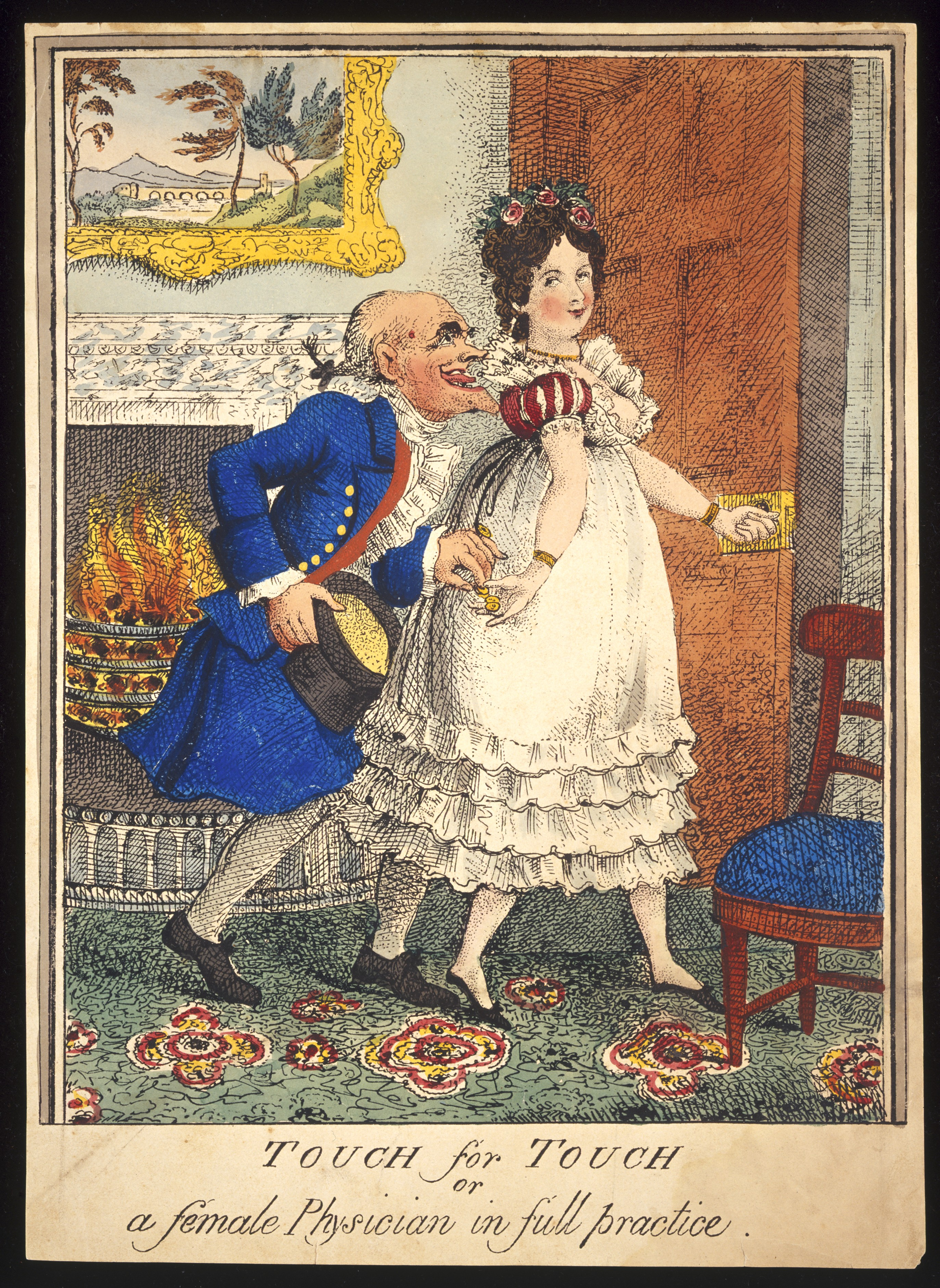
Prostituée conduisant un vieillard lubrique dans la chambre contre argent sonnant et trébuchant, par Thomas Rowlandson (1756–1827).

La prostitution fait l'objet de débats à la fois moraux, sociaux et économiques. Les romanciers s'emploient peu à peu à modifier la perception de cette activité par le public ; ils multiplient dans leurs livres les portraits de prostituées au grand cœur ou simplement victimes d'une société intolérante. Certes, le personnage-cliché existe dans Roderick Random, en général résidant dans un bordel plus ou moins camouflé, comme Moll King's Coffee House où Roderick accompagne Bragwell et Banter, tous passablement éméchés, qui sont laissés à cuver leur bière sur un banc après avoir « buté une demi-douzaine de putes affamées »,.
L'épisode est peu caractéristique, car accidentel, la question de la prostitution se voyant plus sérieusement évoquée dans le récit de Miss Williams, dont la profondeur et la complexité font écho à celles de la condition réellement vécue par les femmes qui en vivent et en souffrent. Lorsque Miss Williams parle de sisterhood, une confrérie au féminin, allusion à la guilde des prostituées dont les aléas suivent en parallèle ceux du monde des affaires. Le mot whore reste ambigu dans les années 1740, qualifiant à la fois l'épouse infidèle, la maîtresse entretenue, la femme vivant en couple sans être mariée et sous-tendant toutes des dénominations, une personne de sexe féminin offrant le plaisir du sexe pour de l'argent. Roderick Random, ce mot n'apparaît guère, sauf quand il se veut insultant, et c'est le terme générique de prostitute qui est employé au sujet de Miss Williams. Ce récit rappelle les romans de Defoe qui, comme tous les écrivains de son temps, réfléchit à l'éternel problème de savoir si la prostitution est affaire de vice ou de nécessité. Vern L. Bullough écrit à ce sujet qu'« au lieu de voir en la prostituée une pécheresse, ce qu'avaient fait les auteurs imprégnés de religion aux XVIe et du XVIIe siècle , le XVIIIe siècle tend à la considérer comme une victime ». La réponse à la question est claire de la part de Miss Williams : le désir est simulé pour plaire aux clients et ainsi augmenter ses profits,. La similitude est grande entre ce personnage et la Moll de Defoe : comme elle, Miss Williams tombe en prostitution après avoir été dupée par un jeune aristocrate ; mêmes scènes de prison dans les deux romans, mêmes misère et folie, même toile de fond hostile des auberges et tavernes, des bordels et du milieu londoniens, mêmes stratagèmes pour attirer les clients, par exemple vendre sa virginité plusieurs fois ou se faire passer pour une riche héritière.
Ce type de personnage fait d'ailleurs florès : Lady Roxana ou l'Heureuse Catin (Daniel Defoe), Amelia (Henry Fielding), Fanny Hill (John Cleland), toutes ces histoires partagent quelque trait avec celle de Miss Williams, et Roderick en personne suit leur exemple aussi bien avec Melinda qu'avec Miss Snapper, à la différence près que son genre le protège de toute appellation infamante. Plus subtilement, le roman lui aussi procède de semblable démarche : le sujet est porteur, le sexe illégal alléchant, et les plumes se prostituent à l'instar des corps, phénomène inévitable en un temps où la culture devenait de plus en plus commercialisée. Ainsi s'explique l'étrange histoire du poète Melopoyn.

#### La «prostitution» des esprits

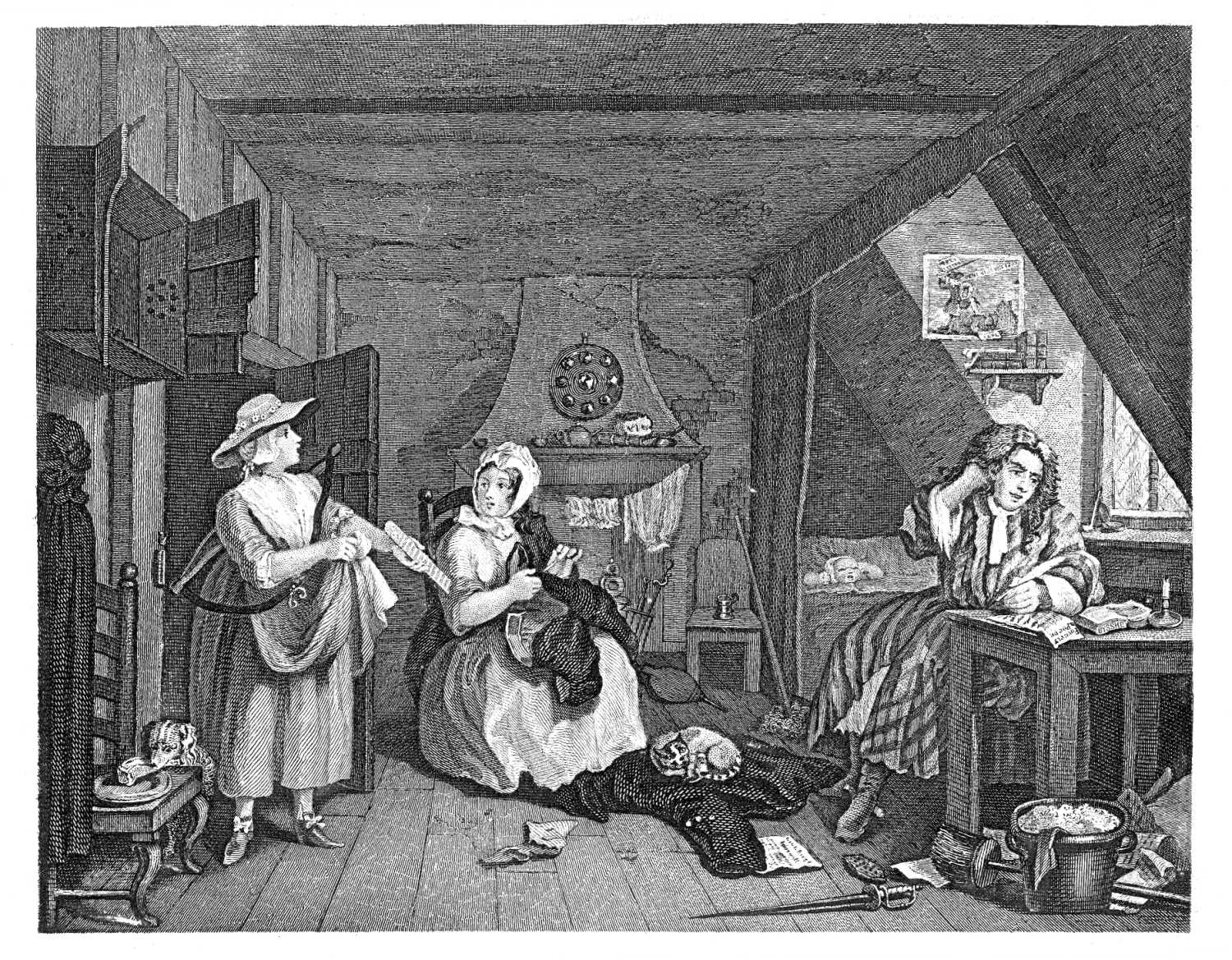
Le pauvre poète, par Hogarth.

Elle se situe à l'autre extrémité du roman et représente en quelque sorte, vu les similitudes des difficultés rencontrées, la version masculine de celle de Miss Williams. Certes, si le péché originel de cette dernière a été son addiction aux romances à quatre sous, Melopoyn s'est trouvé encouragé par son père à cultiver son « penchant pour la poésie » (inclination for poetry). Cependant, sa lutte désespérée pour la publication de sa pièce se heurte aux manipulations de vaniteux (self-conceited) directeurs de théâtre qui ne cessent de souffler le froid et le chaud, d'entretenir son espoir, puis de le laisser tomber, tout comme Miss Williams s'est vue maltraitée par ses deux premiers amants, Horatio et Lothario, abusant de son rêve d'amour romantique pour mieux la posséder puis l'abandonner derechef. Melopoyn attend impatiemment la saison suivante et s'essaie entretemps à la pastorale, moins contraignante que la tragédie. D'ailleurs, un éditeur lui résume clairement la situation, sur quoi le malheureux poète en tire les conclusions qui s'imposent définitivement : « [il me conseilla], si je voulais tirer profit de mes talents, de me consacrer à des œuvres du genre satirique lu exquis, comme le Button Hole, Shockey et Towner, The Leaky Vessel, etc., et cependant ce libraire était un vieux monsieur avec une austère perruque, l'air d'un sénateur et pilier d'église. Quoi qu'il en fut, je dédaignai de prostituer ma plume de la façon qu'il me proposait et je portai mes papiers à un troisième libraire qui m'assura que la poésie était tout-à-fait hors de son rayon, mais me demanda si je n'avais pas quelque morceau d'histoire secrète exposé dans une série de lettres, ou un volume d'aventures comme Robinson Crusoé ou Colonel Jack ou un recueil de rébus avec quoi amuser les colonies. N'ayant pas ces marchandises, je m'adressai à un quatrième, et ce fut avec un aussi maigre succès : toute la boutique en somme me repoussait ! »,,.
Ainsi, de même que, pour survivre, Miss Williams recycle sa virginité, Melopoyn revoit chaque fois à la baisse les ingrédients de ses intrigues : « J'ai souvent mangé à la soupe d'un monstre, ou trouvé quelque rare satisfaction à un viol, mais rien ne valait, au moment approprié, un bon meurtre, garant d'une rentrée d'argent assurée »,. Est désormais visée la classe moyenne américaine, en partie composée d'ex-criminels déportés, et considérée comme moins raffinée, voire de peu de goût. Melopoyn file la métaphore de la prostitution et voit en ses éditeurs de véritables proxénètes qui l'exploitent comme ils le feraient d'une fille de joie. Les livres se concoctent à une minute près, à l'instar des passes, « que l'envie soit absente ou présente »,. Aussi bien le poète que la jeune femme abusée sont devenus les esclaves d'exploiteurs tyranniques qui détiennent seuls les clefs du marché.

### Aspects et traitement du corps
Dès leur arrivée dans la capitale, l'origine écossaise de Roderick et de Hugh attirent le regard des londoniens qui les examinent de la tête aux pieds tant ils paraissent bizarres (whimsical appearance). Le costume neuf que Roderick s'est choisi avec soin trahit aussitôt son goût provincial ; ses cheveux sont roux et pendent lamentablement raides sur ses épaules comme « une livre de chandelles »,, ce qui lui vaut moqueries et exclusion.

#### L'embarras du corps écossais
À l'auberge, sa tignasse et son dialecte à l'accent prononcé le font traiter de « renard » et on lui demande depuis quand il a été coffré, avant d'ajouter : « il ne doit pas y avoir longtemps, vu que [sa] queue n'a pas encore été coupée »,. Au vrai, ce n'est qu'après s'être débarrassé de leur accoutrement pour faire le coup de poing et tirer l'épée que les jeunes gens, en particulier Roderick qui a écarté Strap pour pendre lui-même les choses en main, semblent être reconnus pour des partenaires acceptables et que se taisent les quolibets. L'adversaire s'écrit soudain : « Ah ! Ce jeune Écossais ne manque pas de bravoure ; crédieu, on va y'aller à la régulière, mon gars ! »,.

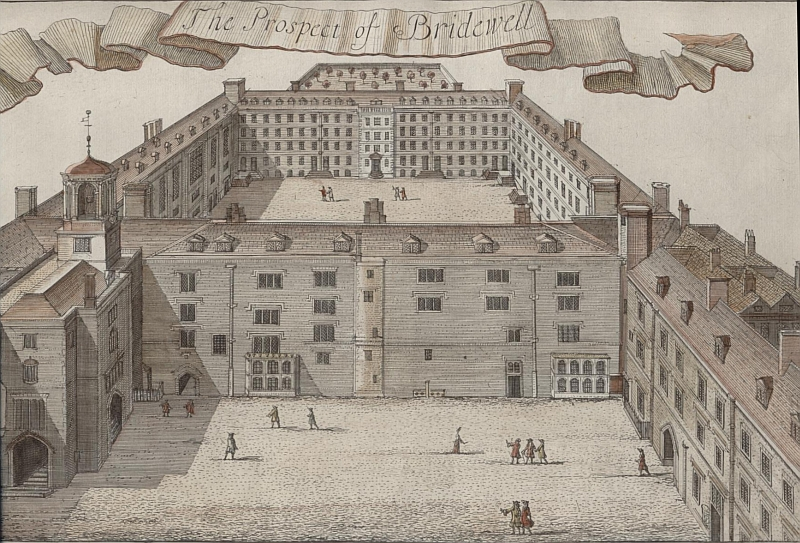
Asile de Bridewell, par John Strype.

La leçon a été comprise cependant : il faut se défroquer des stigmates du pays natal et se métamorphoser en bon Anglais. L'ami de Strap que Roderick a choisi comme mentor est lui aussi originaire de cette glorieuse nation unie à l'Angleterre depuis à peine plus d'un demi-siècle (1707), mais ce préposé aux élégances ayant échoué à se faire passer pour un gentleman anglais n'a d'autre moyen de survivre que d'apprendre aux nouveaux arrivants à ne pas suivre son exemple : d'où ses constantes exagérations, ses cris d'orfraie à la vue de son client, quelle mascarade ! De quoi se faire chasser par les chiens ! On dirait le cousin germain d'un orang-outan ! Les boucles de carotte (carroty locks), en particulier, génèrent l'antipathie et doivent se dissimuler sous une bonne perruque, la couleur des cheveux demeurant, à l'instar des peaux foncées, sujette à ostracisme. L'accent est lui aussi un critère de ségrégation sociale auquel les Écossais n'échappent pas : les cours d'élocution sont particulièrement recherchés, mais cette question linguistique agite les esprits au point que les penseurs dissertent sur l'opportunité de choisir l'anglais au détriment de la langue vernaculaire, solution proposée par Adam Smith, William Roberson, Hugh Blair, Henry Home of Kames et Tobias Smollett lui-même, et que d'autres, comme James Elphiston ou James Buchanan, recommandent bien d'adopter l'accent londonien, mais de le mâtiner de relents écossais.

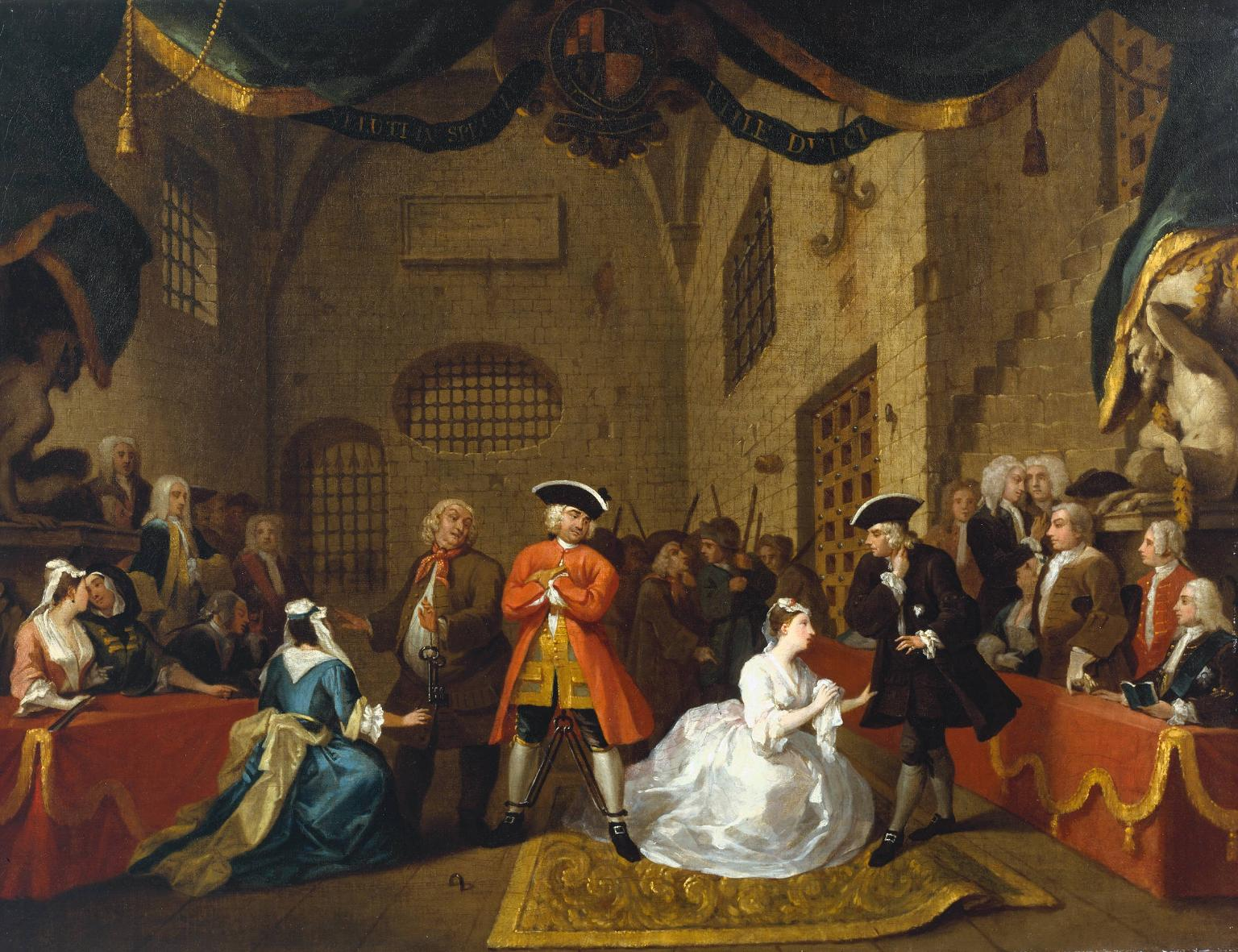
Hogarth : acte V de L'Opéra du Gueux, avec deux loges de part et d'autre de la scène.

Certains personnages se méprennent sur les codes sociaux : Beau Jackson, par exemple, autre Écossais en mal de s'angliciser, se peint des rides et une barbe avant de passer l'examen d'entrée à Surgeon Hall, ce qui a pour inévitable résultat de le faire expulser par le jury et menacer d'être interné à Bridewell. Roderick lui-même essaie de passer pour un fop, type de personnage que Dr Johnson décrit comme « un homme de peu d'intelligence et de grande vanité, qui aime à faire parade de lui-même par un habillement et une agitation outrés », ; assis en voyante majesté dans la front box du théâtre, c'est-à-dire sur la scène, il se démène et s'agite au point de voler la vedette aux acteurs. Le jeune gaillard éclatant de santé a cru se déguiser en gentleman, mais n'a réussi qu'à se dépouiller de sa masculinité écossaise, corps désormais nu dépendant d'une nuée d'artifices et d'objets bariolés, bref un grotesque.

#### Le corps grotesque
« Tel est aussi le jeu du grotesque, qui, parce qu'il ne recule pas devant cet excès et ce démantèlement de la raison, devant le déséquilibre de l'instabilité, interroge sans relâche ses propres limites et celles de l'homme. Comme la cruauté, le grotesque révèle les possibles extrêmes d'une humanité en dépassement d'elle-même, dans la tension paradoxale d'une norme fondée par ce qui la transgresse » : deux portraits en particulier renversent dans Roderick Random les codes traditionnels de la représentation, ceux du capitaine Weazel et de la tante de Narcissa.

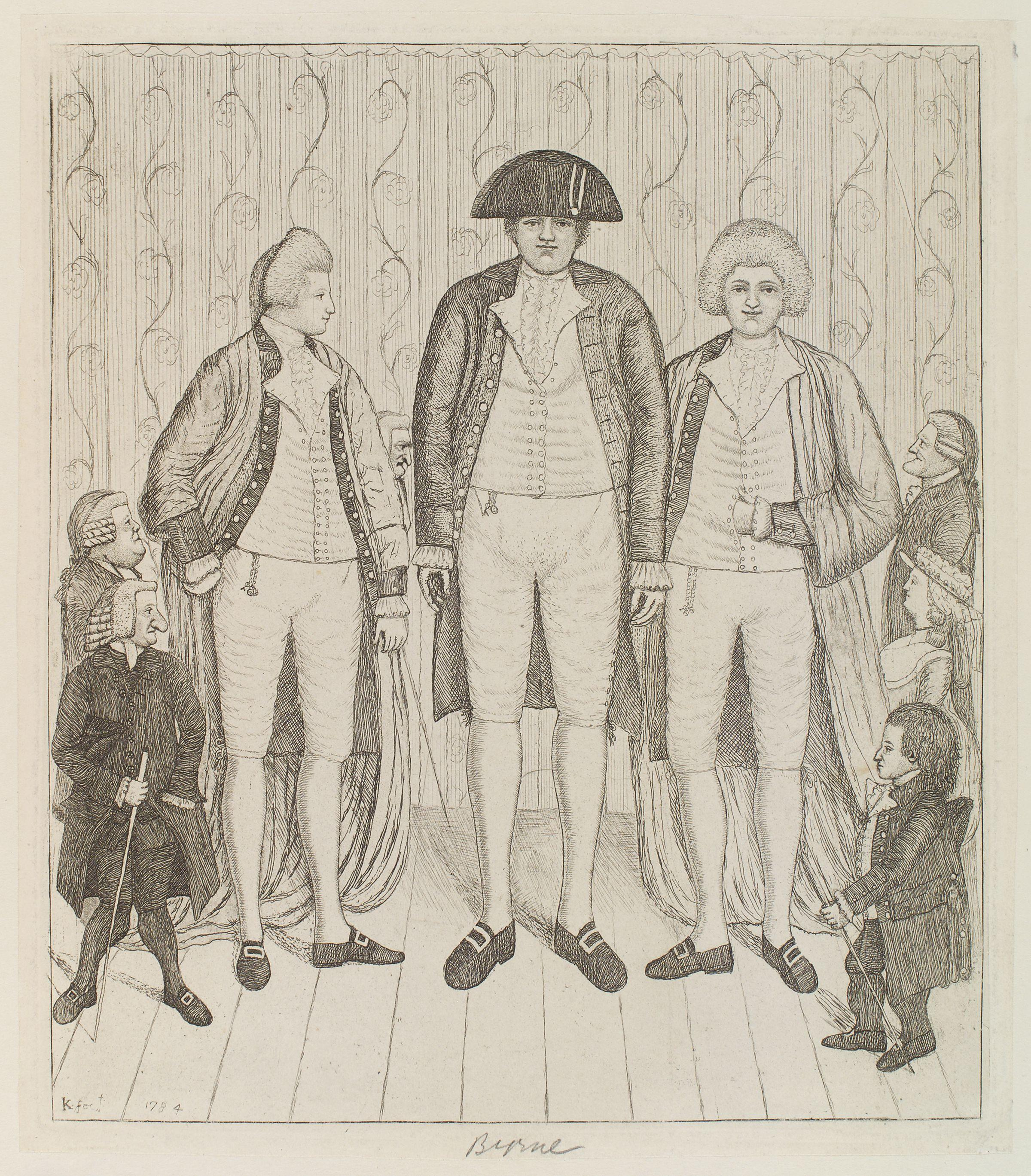
Charles Byrne en 1784, gravure de John Kay, entouré des frères Knipe et de nains.

Le premier résulte d'une scène vécue d'abord dans l'obscurité de la diligence ; lorsque se lève le soleil, le jour révèle une galerie carnavalesque dont le roi est le capitaine Belette (weasel), à la voix menaçante et guerrière émanant d'un corps en haricot vert au visage de babouin, tout extension et vacuum, mi-araignée et sauterelle, vox & praeterea nihil (emprunt à Plutarque, « Apophthegmata Laconica », Moralia, III, 12),. Le narrateur prend alors le ton docte du savant pour mesurer méticuleusement chaque partie de ce corps en une parodie des examens publics de prétendus monstres, divertissements encore populaires comme en témoigne la dissection du géant irlandais Charles Byrne (7.5 feet=2,31 cm) dont le squelette est toujours exhibé au British Museum : six pieds pour le visage et le cou, six pieds pour les cuisses, etc.

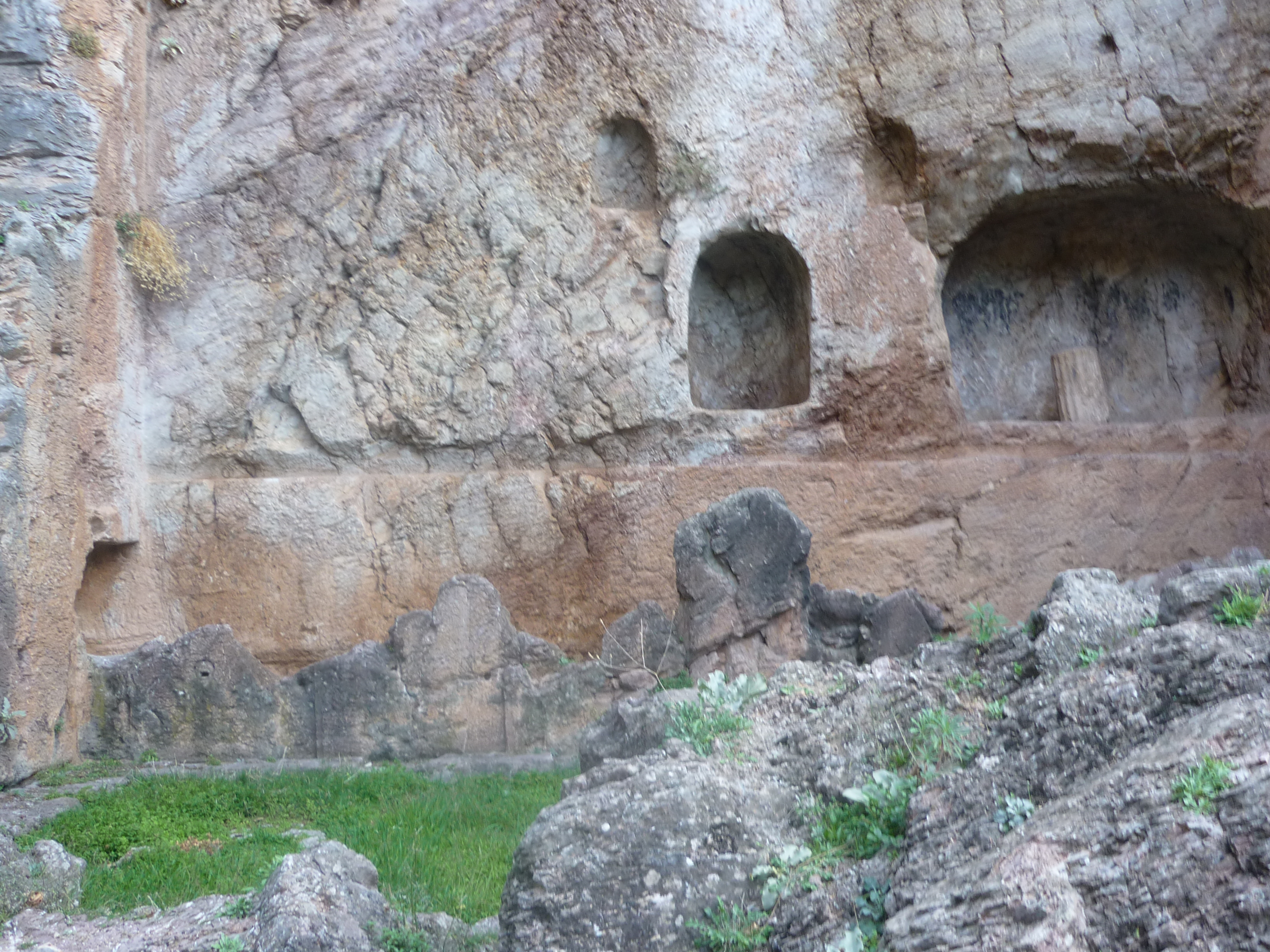
Fontaine de Castalie à Delphes.

La tante de Narcissa émerge entourée de tous les signes extérieurs du savoir : livres, globes terrestres, quadrants, télescopes « et autre matériel de l'érudition » (and other learned apparatus). Une tête nue que gratte une main, tandis que l'autre noircit du papier avec un moignon de plume, la boîte à tabac à gauche, le mouchoir à crachats à droite, des restes de prise sur le cou dont la blancheur est ternie, la poitrine outrageusement dénudée par la relâche de boutons censés fermer des tissus « lavés aux seules eaux des ruisseaux de Castalie »,,. Les traits se convulsent lorsque coule l'inspiration et s'alignent les vers de mirliton bourrés de formules toutes faites (immortal gods), d'inversions redondantes, de métamorphoses singulières, fruits d'une imagination déréglée digne des mascarades de théâtre dont le public est friand,.
Ainsi, dans Roderick Random, la description carnavalesque du corps en subvertit la représentation traditionnelle ; son langage avec sa gestuelle habituellement révélatrice du rang, du genre, du tempérament, de la nationalité se trouve dévoyé, désormais trompeur et manipulateur à l'instar de la langue des mots.
Le corps de Roderick n'échappe pas à cette dérive : l'emprisonnement, la ruine, l'amour perdu finissent par l'objectiver, le rendre hybride, mi-spectre-mi-humain : la créature qui paraît au théâtre, marionnette pommadée, poudrée et maquillée que ceinture une pléthore d'appendices d'apparat, relève de ce qu'Aileen Douglas qualifie d'instabilité et de décadence de l'être.

#### Statut du chirurgien écossais

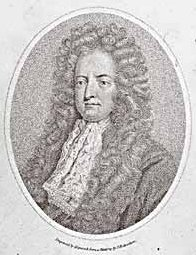
Daniel Defoe.
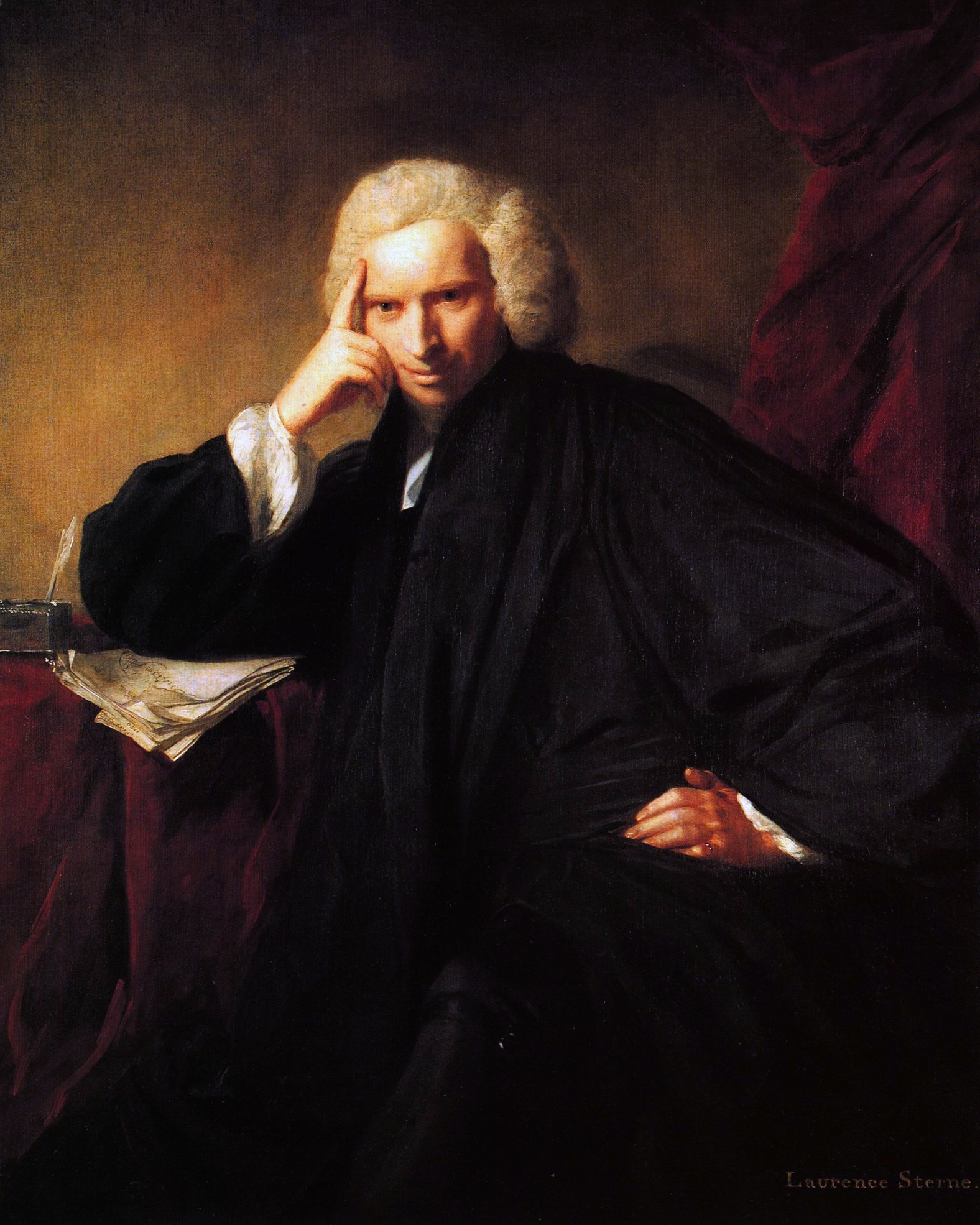
Laurence Sterne, par Sir Joshua Reynolds.
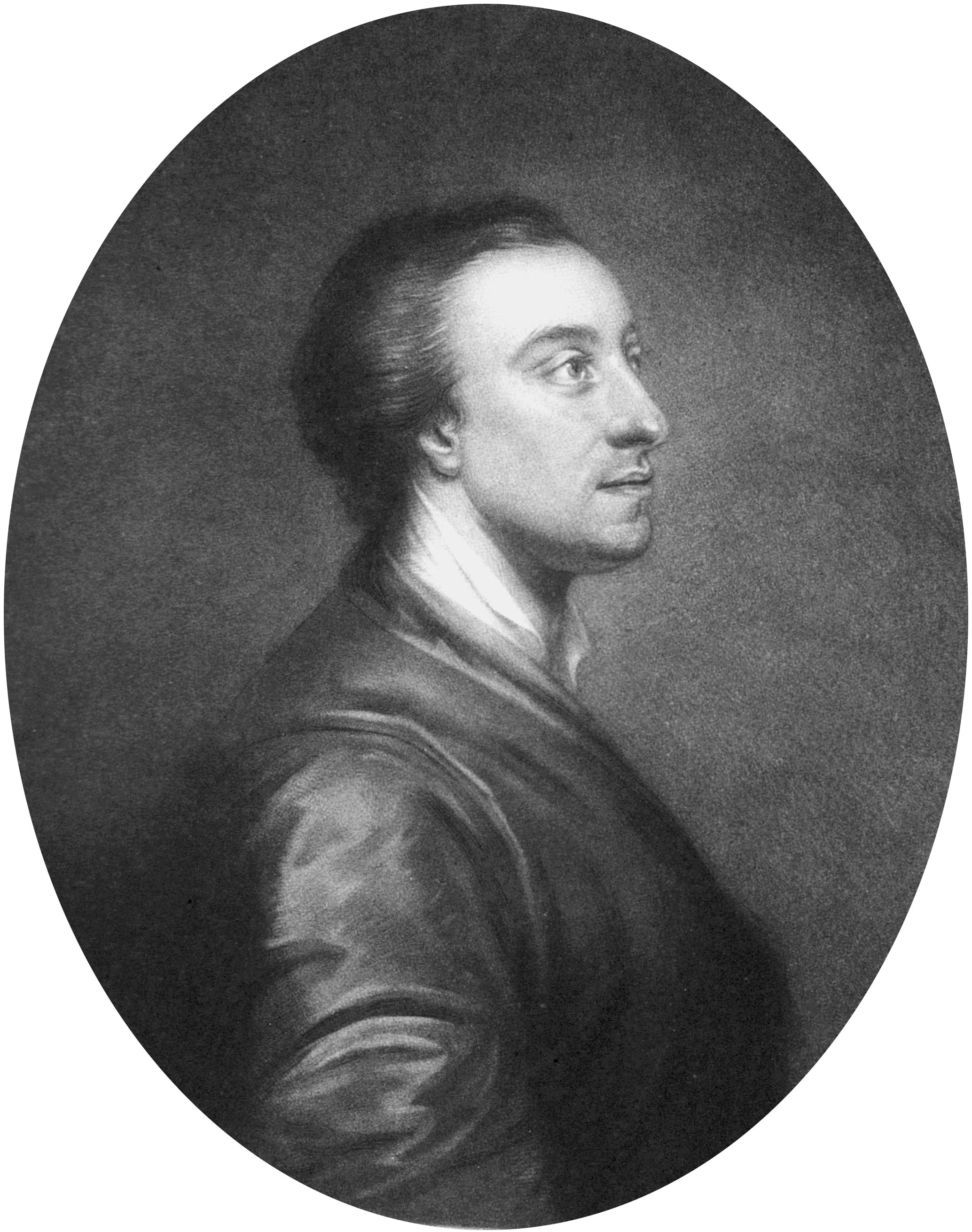
Mark Akenside.
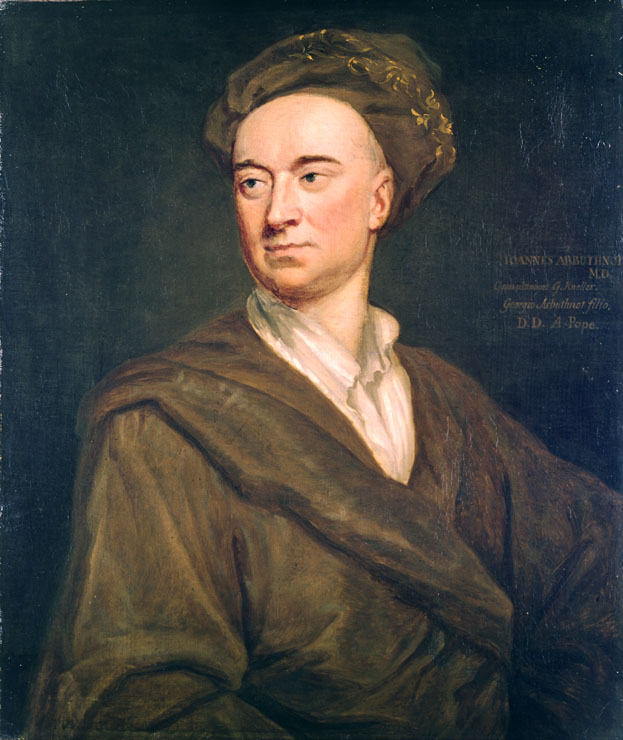
John Arbuthnot, par John Kneller.

Smollett, chirurgien expérimenté, n'est pas le seul romancier à avoir consacré tant de pages aux corps malades, mutilés et sales. Defoe en 1719 analyse dans Journal de l'Année de la Peste l'épidémie de la peste et les remèdes mis à disposition des malades, s'étendant parfois sur la description des plaies douloureuses. Un demi-siècle plus tard (1759), Sterne élabore dans Tristram Shandy des théories sur le développement du fœtus et l'usage nouveau du forceps. D'autres écrivains moins connus, comme le Dr John Arbuthnot ou Mark Akenside, chante ou satirise la médecine, le premier dans son roman John Bull Still in His Senses (John Bull en pleine possession de ses moyens) de 1712, le second dans son poème de 1744 The Pleasures of the Imagination (Les Plaisirs de l'imagination).

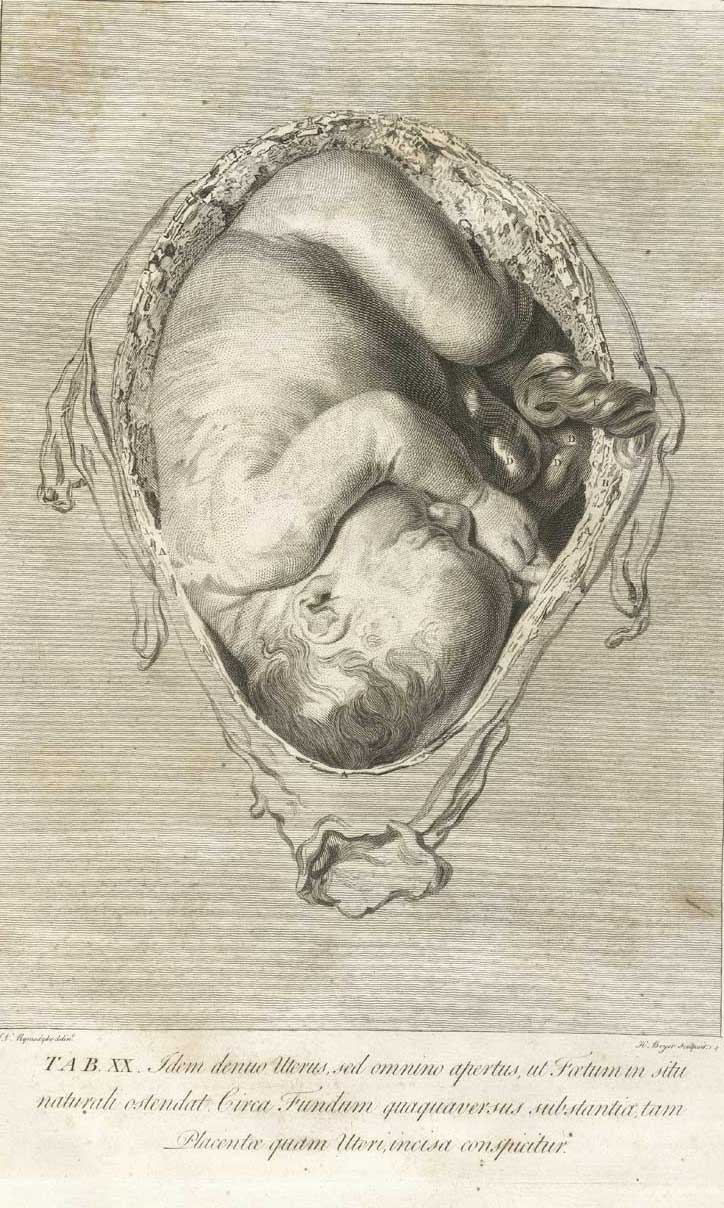
Page de Anatomia uteri umani gravidi de William Hunter.

La nationalité d'un professionnel de la médecine affectait son statut : de même que la plupart des dentistes étaient français, beaucoup de chirurgiens venaient d'Écosse et à Londres s'employaient dans les dortoirs surchargés des hôpitaux ou rejoignaient un cabinet privé, ou encore en dernier recours s'enrôlaient dans l'armée ou la Marine comme assistants. Du fait que les études écossaises étaient plus courtes de quelques années qu'en Angleterre, ils subissaient le mépris de leurs homologues anglais : en témoigne la violente diatribe du chirurgien anglais qui fait passer un examen de compétence à Roderick Random : « […] lorsque je l'eus informé que je n'avais fait que trois années d'apprentissage, il se mit dans une rage folle, jurant que c'était une honte, non, un scandale que de jeunes garçons si mal dégrossis pussent être envoyés de par le monde comme chirurgiens ; il y avait là une grande présomption de ma part et un affront fait aux Anglais que de prétendre, après des études aussi courtes, à la compétence nécessaire, vu qu'un apprenti-chirurgien anglais était tenu à sept années, voire plus ; mes amis auraient mieux fait de m'orienter vers le tissage ou la cordonnerie, mais ils avaient sans doute trop d'orgueil et désiraient que je fusse une gentleman, alors que leur pauvreté les rendaient bien incapables de me payer une véritable instruction. »,.
Six années après Roderick Random, la situation n'avait pas évolué : William Hunter, fondateur d'un institut d'anatomie à la pointe de la recherche écrivait en 1754 que l'Académie de médecine (College of Physicians) restait partiale à cet égard, malgré les efforts constants pour améliorer le niveau, encore qu'il restât au moins une université qui « prostituait ses diplômes » contre paiement. La satire de Smollett n'était donc pas sans fondement lorsqu'il dépeignait son héros en butte à l'incompétence sadique et vénale de nombre de ses supérieurs, surtout ceux de la Marine royale.

## La langue et le style dansRoderick Random
Dans sa préface, Smollett fait étalage des deux piliers de sa personnalité d'écrivain, son éducation écossaise et ses études de médecine. Cette double appartenance le qualifie particulièrement, selon lui, à saisir au vol les idiosyncrasies des divers groupes socio-culturels qu'il rencontre.
D'autre part, si le texte est souvent noté par la critique comme dégageant une énergie inhabituelle, c'est que Smollett se sert de procédés stylistiques bien particuliers.

### Quelques procédés techniques

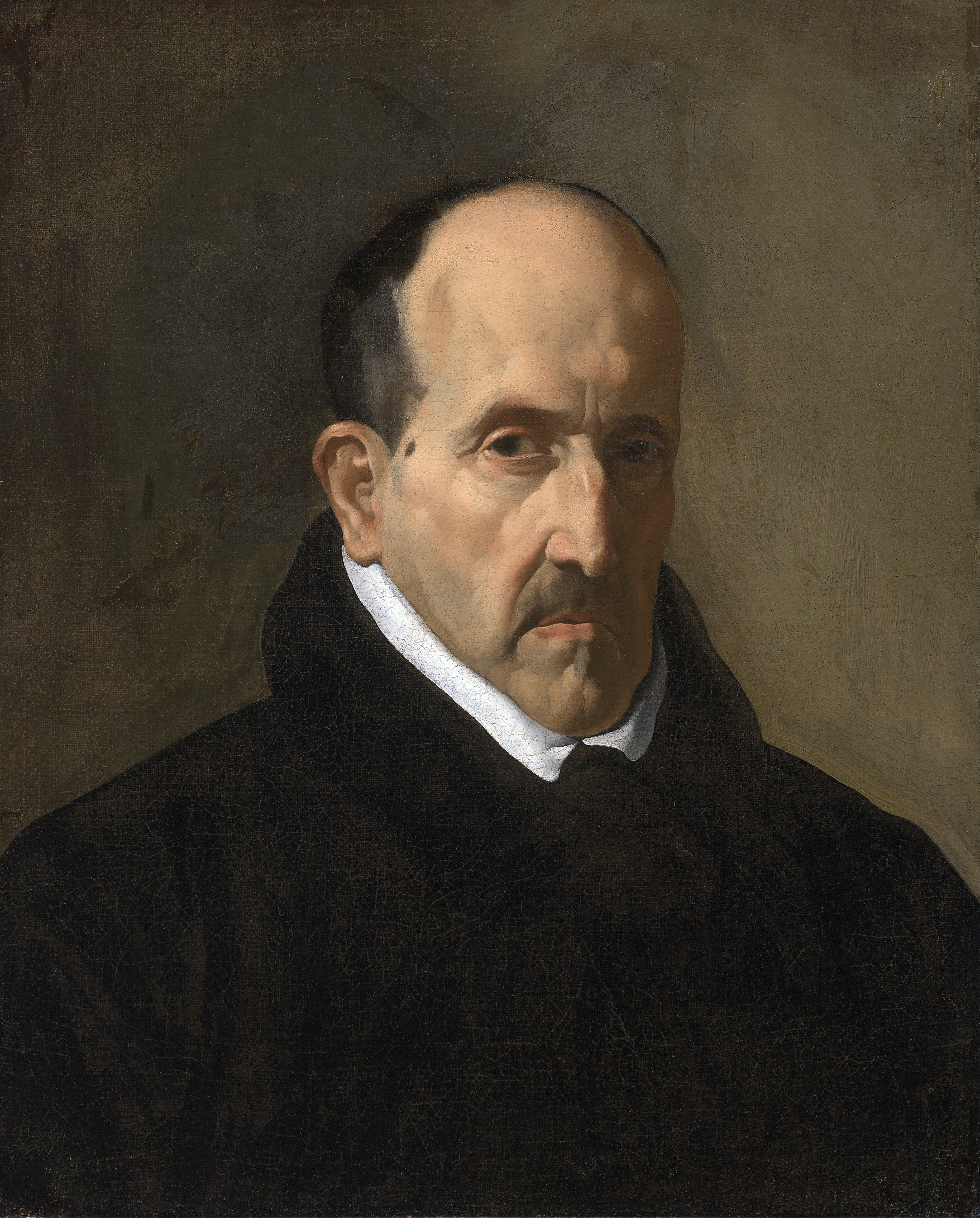
Luis de Góngora, par Vélasquez.

Le rapprochement a été fait entre le style de Roderick Random et celui du poète espagnol Luis de Góngora par son foisonnement baroque, ses métaphores, son souffle.
Boucé note surtout le penchant pour le style dit superlatif, avec l'emploi fréquent d'intensifs ; il relève également ce qu'il appelle « l'écrasement du temps » avec l'usage d'expressions telles que « tout à coup » (all of a sudden), « en un clin d'œil » (in a trice). « sur quoi » (whereupon), etc. ; s'y ajoute le vocabulaire de la vitesse, avec des radicaux tels que « se hâter » (hasten), « précipiter » (precipit), « se ruer » (rush), etc. : ce serait la combinaison de ces deux facteurs qui contribuerait à l'impression d'élan vigoureux dégagée par le style
Autre constat révélateur, le vocabulaire relatif à la violence faite au corps, thème essentiel du roman, se fait plus prégnant dans les épisodes consacrés à la marine, alors que ceux dévolus à la prison accusent un certain déficit, indication que la vie y est moins aventureuse, et aussi que l'espace narratif appartient en bonne partie aux deux histoires enchâssées. La tête et les mains se voient plus souvent citées dans les premières parties du roman, tandis qu'à compter du voyage à Bath, le texte privilégie le cœur et les yeux, ce qui s'explique par la présence de Narcissa et les retrouvailles avec le père. Les collocations montrent que les yeux et les mains appartiennent souvent à une tierce personne, un personnage en général masculin (his), et que ces organes sont en général dirigés contre le héros. L'examen du voisinage de ces mots, écrit Anne Bandry, « confirme l'interprétation selon laquelle dans ce roman, le corps n'apprend à fonctionner en société qu'après avoir pris des chocs et des coups »
La posture auto-diégétique impose des marques d'énonciation typique de la première personne. À ce sujet, Anne Bandry relève la prédominance de l'adjectif possessif « mon » (my) au détriment du pronom sujet « je » (I)-, phénomène tendant à prouver que le héros de Smollett vit dans un monde très peuplé dont il lie les personnages à sa personne par son discours, ce qui discrédite la thèse selon laquelle il serait un héros solitaire. Dominent dans la catégorie des déterminés les parties du corps déjà mentionnées, qu'elles soient concrètes (tête, yeux, langue, bras) ou abstraites (esprit, âme, amour, haine, bonheur, destinée), ainsi que les proches, parents ou amis, voire simples connaissances, l'oncle, le père, la bien-aimée, les rivaux, les compagnons en ce qui concerne le héros, mais comme Roderick n'est pas le seul à se raconter à la première personne, les objets ou personnes évoqués ne lui appartiennent pas toujours. En revanche, le mot « maîtresse »  est presque exclusivement sien, recouvrant d'ailleurs plusieurs statuts de personnages, des servantes, des femmes de rencontre, des amoureuses de profession, la bien-aimée, l'épouse. L'examen de ces récurrences permet donc de révéler que certains des personnages, dont le héros, jouissent de recul par rapport aux événements racontés et leur propre situation, ce qui confirmerait que le roman, ne serait-ce que par la distanciation temporelle, s'éloigne du genre picaresque.

### Le dialogue dans tous ses états

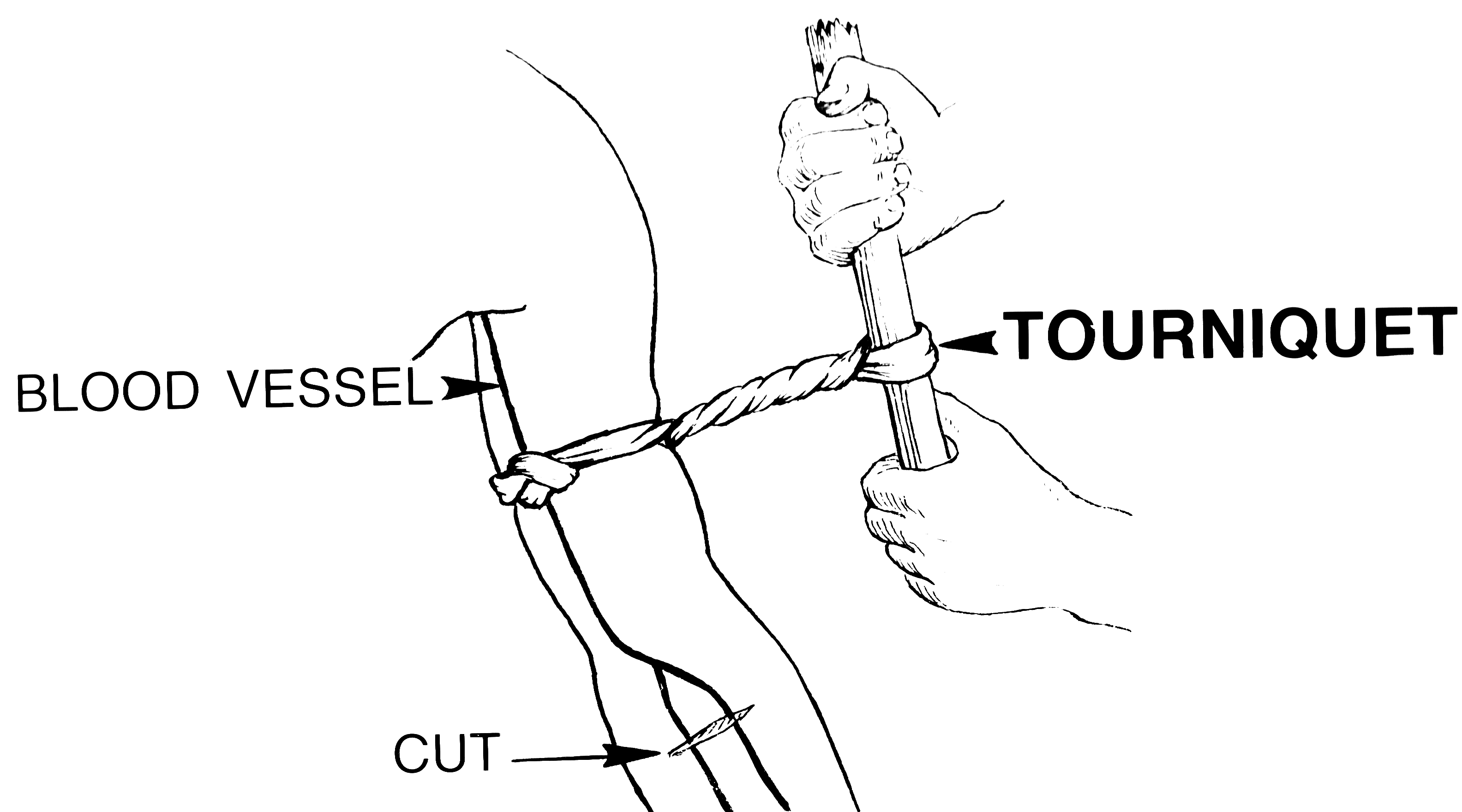
Tourniquet (PSF), archives de Pearson Scott Foresman.

Dans Roderick Random, le medium que privilégie Smollett pour à la fois caractériser ses personnages et faire progresser l'action est le dialogue, surtout direct et plus rarement en discours rapporté, alors semblable à celui qui est décrit dans le passage précédemment cité. Parfois, les deux sont utilisés dans la même présentation, contraste savant entre la voix sonore et l'écho assourdi : emblématique à cet égard est l'exemple de la discussion entre les trois chirurgiens du bâtiment Thunder, Morgan, Thomson et Roderick, lorsque Jack Rattlin s'écroule pendant la tempête et que le docteur Mackshane entend l'amputer pour la seule raison qu'aucun autre traitement ne figure à sa panoplie :
| « Assuredly, doctor Mackshane (said the firſt mate) with submission, and deference, and veneration to your superior abilities, and opportunities, and stations (look you) I do apprehend, and conjecture, and aver, that there is no occasion nor necessity to smite off this poor man's leg."—’ ‘"God almighty bless you, dear Welchman! (cried Rattlin) may you have fair wind and weather wheresoever you're bound, and come to an anchor in the road of heaven at last."— Mackshane, very much incensed at his mate's differing in opinion from him so openly, answered, that he was not bound to give an account of his practice to him; and in a peremptory tone, ordered him to apply the tourniquet. » | « Assurément, docteur Mackshane, dit alors le premier assistant, si vous me permettiez de le faire remarquer avec la plus grande déférence et vénération pour votre habileté, adresse et savoir, je vais me permettre de dire que je pense, je crois, qu'il me semble qu'il n'est peut-être pas absolument nécessaire de couper la jambe de ce pauvre homme ! – Ah ! s'écria Rattlin, Dieu vous bénisse, cher monsieur gallois, puisse le vent vous être toujours favorable où que vous alliez et que ce soit sur la route du paradis que vous jetiez l'ancre à votre dernier jour ! – Sur quoi Mackshane, furieux d'être contredit si ouvertement par son assistant, glapit qu'il n'était peut-être pas qualifié pour lui donner des instructions sur ce qu'il avait à faire et ordonna d'un ton péremptoire qu'on lui mît le tourniquet ! » |

L'entretien, que coupe le patient terrorisé, révèle à quel point la décision médicale dépend plus d'une lutte d'influence que d'un raisonnement scientifique. En présence de Mackshane dont la parole est rapportée à la troisième personne, Morgan, l'assistant, s'adresse directement à son supérieur avec une obséquiosité manipulatrice, multipliant les humbles protestations d'allégeance aux immenses et vénérés talents du médecin-chef, triplant les verbes et les noms communs (apprehend, conjecture, aver), (submission, deference, veneration, abilities, opportunities, stations), ce qui a pour effet de retarder la conclusion et, du coup, lui donner plus d'impact, ce rythme ternaire dotant la phrase d'une cadence et d'un poids devant lesquels les raccourcis sommaires et qui plus est résumés de l'interlocuteur deviennent inopérants.
De plus, comme le souligne Sophie Vasset, les redondances rhétoriques agissent comme autant de variations baroques sur le thème énoncé non en praeludium, mais en conclusio. En ce sens, Smollett s'inscrit en faux contre la tendance nouvelle du style pur et dépouillé, tel que le recommandent les manuels du bien-écrire. Ici, le tempo est à la fois vif et solennel, ponctué des exclamations trochaïques en coups de cymbales de Jack, God Almighty Bless you!. Alternance du dire et du narré, le contraste est flagrant avec les remarques d'autorité que Mackshane, vu seulement à travers le filtre du narrateur, laisse tomber sur un rythme que le discours rapporté rend froid et impersonnel.
Autre échange emblématique est la savante discussion des chirurgiens qui suit de peu la précédente : le candidat, en l'occurrence Roderick, est interrogé par le jury qui, tout à coup, se querelle sur les chances de survie en cas de blessure aux viscères, exemple typique selon Grant de l'« énergie stylistique » de Smollett telle qu'elle se manifeste dans l'art du dialogue, :
| « I […] was about to tell him I had never seen a wounded intestine ; but he stopped me, by saying, with some precipitation, " Nor never will. I affirm, that all wounds of the intestines, whether great or small, are mortal." — "Pardon me, brother," says the fat gentleman, "there is very good authority." — Here he was interrupted by the other, with " Sir, excuse me, I despise all authority. Nullius in verba. I stand upon my own bottom." — " But, sir, sir," replied his antagonist, "the reason of the thing shows." — "A fig for reason," cried this sufficient member, " I laugh at reason; give me ocular demonstration." The corpulent gentleman began to wax warm, and observed, that no man acquainted with the anatomy of the parts would advance such an extravagant assertion. This innuendo enraged the other so much, that he started up, and in a furious tone, exclaimed, " What, sir ! do you question my knowledge in anatomy ? " By this time, all the examiners had espoused the opinion of one or other of the disputants, and raised their voices all together, when the chairman commanded silence, and ordered me to withdraw. » | « J'allai lui avouer que je n'avais jamais vu un intestin meurtri, mais il m'arrêta d'une voix rapide : « Et vous n'en verrez jamais, non monsieur, j'affirme que toutes les blessures abdominales sont mortelles, qu'elles soient minimes ou importantes. » L'autre, le gros, à son tour : « Pardon, cher confrère, mais le cas fait autorité ». Sur quoi l'autre l'interrompit : « Monsieur, je vous prie de m'excuser, mais l'autorité ne m'inspire que mépris, Nullius in verba, je ne m'assieds que sur mon propre fonds ». « Mais, monsieur, monsieur, s'acharne l'antagoniste, le raisonnement montre… ». Et l'autre, en sa suffisance : « Foin de raisonnement ! s'exclama-t-il, donnez-moi plutôt une démonstration oculaire ! ». Le monsieur corpulent s'échauffait : « Monsieur, glapit-il, aucun homme au courant de l'anatomie de cette partie n'oserait poser d'aussi extravagantes affirmations ! ». L'autre fuma à l'insinuation : « Monsieur ! grinça-t-il en bondissant, quoi ? Contesteriez-vous mes connaissances en anatomie ? ». Mais les autres prenaient feu à leur tout, ils s'agitaient, ils criaient leur avis tous ensemble, prenant parti pour l'un ou pour l'autre, et c'était grand vacarme, quand le président réclama le silence et me donna l'ordre de sortir. » |

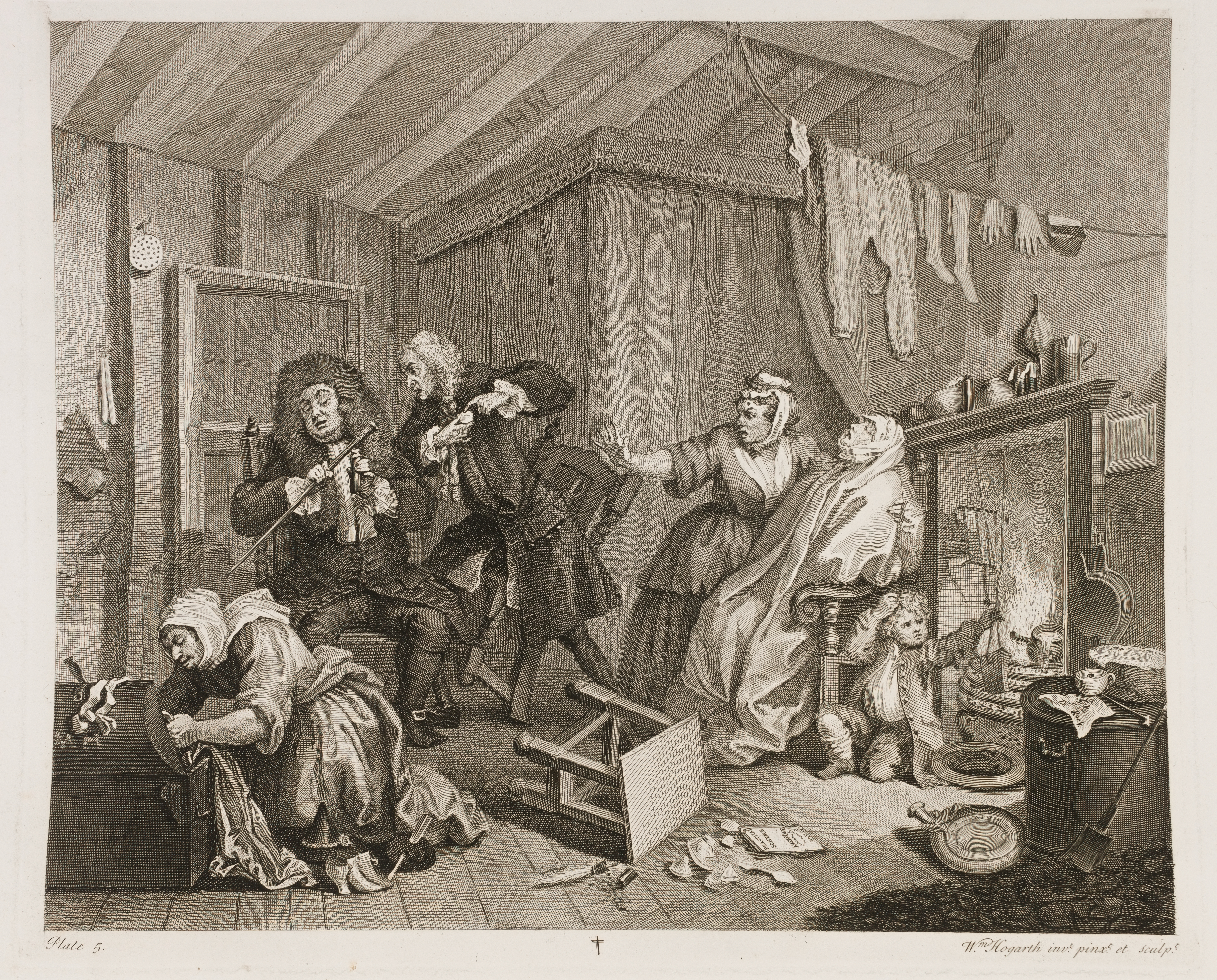
Moll Hackabout à l'agonie, tandis que se disputent les deux médecins.

Les interruptions, matérialisées par la série des tirets, confèrent au dialogue un rythme syncopé, au tempo allant accelerando ; chaque insertion de formule de politesse agit comme une courte ouverture rythmique autorisant les interlocuteurs à tenter une poursuite de leur argumentation. En définitive, le dialogue commence en duo d'opérette et atteint son paroxysme en une cacophonie généralisée. Ici encore, la scène rappelle Hogarth qui dans la série A Harlot's Progess (La Carrière d'une prostituée, 1732), dépeint Moll Hackabout à l'agonie alors que les deux médecins, John Misabaun et Richard Rock, chargés de la soigner poursuivent avec passion leur discussion sur l'opportunité d'une saignée ou de ventouses. De même, Fielding utilise le procédé lorsqu'il met en scène deux praticiens en train de se quereller tandis que Joseph Andrews, le jeune héros est au plus mal dans son lit après avoir été rossé et abandonné sans vêtements au fond d'un fossé par des bandits de grand chemin.
Le dialogue se structure autour de deux thèmes principaux; l'autorité et la raison, les antagonistes représentant chacun un courant de la pensée médicale du XVIIIe siècle. Le gros monsieur se fonde sur l'autorité des maîtres de l'Antiquité et du Moyen Âge, Hippocrate, Averroès, Claude Galien et Avicenne, etc.. Aucune décision ne peut être prise sans consultation préalable de leurs traités. Le second médecin, plus agressif, se fie à l'observation, telle que le préconise la Royal Society, qui pratique des expériences en public. La citation en latin, empruntée à une épître d'Horace mais amputée d'une partie du vers, nullius addictus jurare in verba magistri (« sans être contraint de jurer sur les paroles d'aucun maître »), montre que l'usage de cette langue est toujours en vogue, même chez les praticiens qui se veulent modernes. Une autre assertion du même personnage, I stand upon my own bottom, rappelle un commentaire sur la relativité de l'autorité formulée par Montaigne : « Sur le plus haut trône du monde, on n'est jamais assis que sur son cul. ». Cependant, le physique et la pédanterie du contradicteur desservent sa cause : son gros ventre semble être devenu le creuset de ses émotions, sa furie n'ayant d'égal que l'amas de graisse qui l'encombre, et le moignon latin, expressément glissé dès le début de l'intervention, mine sa propre parole, nullius in verba sonnant comme un avertissement au lecteur à qui il est recommandé de n'en prendre aucune pour argent comptant, surtout pas celle-là.
Le langage médical, par son caractère répétitif, précis et abstrus, recèle un stock comique où puise Smollett pour ses effets énumératifs, cumulatifs et, en règle générale, pléthoriques.
Dans Roderick Random, Ranter, qu'entourent ses amis, questionne le Dr Wagtail sur ce qu'il pourrait prendre pour soulager « son enrouement, la médiocrité de ses humeurs et l'indigestion »,. La réponse en discours rapporté comble le lecteur à deux titres, d'abord par son abondance, ensuite, parce que le praticien, constamment placé en situation d'ironie dramatique, est le seul à ne pas savoir qu'il est l'objet de la risée générale :
| « Wagtail immediately undertook to explain the nature of his case, and in a very prolix manner harangued upon prognostics, diagnostics, symptomatics, therapeutics, inanition, and repletion; then calculated the force of the stomach and lungs in their respective operations; ascribed the player's malady to a disorder in these organs, proceeding from hard drinkings and vociferations, and prescribed a course of stomachics, with abstinence from venery, wine, loud speaking, laughing, singing, coughing, sneezing, or hallooing. » | « Là dessus, voilà Wagtail qui entreprend de lui expliquer son cas et, prolixe, qui lui débobine pronostics, diagnostics, symptomatiques, thérapeutiques, inanition et réplétion ; puis qui lui calcule la résistance de son estomac et de ses poumons au cours de leur travail respectif ; puis qui attribue sa maladie au désordre de l'un de ces organes, pour cause d'ivrognerie et de vocifération ; et qui lui prescrit un traitement stomachique avec interdiction de faire l'amour, de boire du vin, de parler haut, de rire, de chanter, de tousser, d'éternuer et de héler. » |  |

Ce discours, du fait qu'il est rapporté, devient un spectacle que le lecteur est invité à partager avec les facétieux auditeurs, Ranter, Banter et leurs amis. La prolixité, les redondances, tout cet appareil rhétorique est en effet attendu, comme la pléthore de mots en ics ou tion qui se succèdent sur un rythme régulier, musique bien apprise et resservie à volonté, air désormais usé niant tout sens au propos. La fin de l'intervention, censée rééquilibrer la longue énumération par une liste vierge de tout jargon, rejoint aussitôt le domaine de l'absurde, son maître-mot affiché d'emblée, « abstinence », signant l'arrêt de vivre pour ces jeunes dandys londoniens et atteignant des sommets de grotesque par le bannissement officiel de l'éternuement et de la toux.
Damian Grant compte Smollett parmi les écrivains du XVIIIe siècle qui se caractérisent par ce qu'il appelle leur « imagination verbale » et leur « excès de langue ». Au cœur de ses compositions, argumente-t-il, figure une virtuosité stylistique telle qu'elle incite « le lecteur à se détourner du sujet pour s'intéresser à un jeu de langue, un exercice se rapprochant du « style pur », un élan du mot autosuffisant, une célébration de l'énergie imaginative »,.
Le même type de style est à l'œuvre dans la description que le narrateur fait de la pharmacologie de Lavement. En prélude, Roderick annonce que les bénéfices de ce Français émigré sont maigres et que ses dépenses en médicaments restent minimes. Le secret du subterfuge se niche dans les pratiques de préparation que l'apprenti révèle au lecteur : « C'était le plus roublard des apothicaires de Londres. C'est ainsi qu'il m'étonnait souvent par la façon dont, sans hésiter, il vous fournissait une ordonnance alors qu'il n'avait point chez lui une seule des drogues mentionnées. »,. Il s'agit-là de camouflage pharmaceutique, une ordonnance en valant une autre et un empaquetage bien étiqueté faisant autorité plus sûrement que le contenu du sachet : 
| « Oyster-shells he could convert into crab’s eyes; common oil into oil of sweet almonds; syrup of sugar into balsamic syrup; Thames water into aqua cinnamoni; and a hundred more costly preparations were produced in an instant, from the cheapest and coarsest drugs of the materia medica: and when any common thing was ordered for a patient, he always took care to disguise it in colour or taste, or both, in such a manner that it could not possibly be known; for which purpose cochineal and oil of cloves were of great service among many nostrums which he possess'd. » | « Il convertissait les écailles d'huîtres en baume d'œil de crabe, de l'huile vulgaire en huile d'amandes douces, du sirop de sucre en sirop pectoral balsamique, de l'eau de la Tamise en aqua cinnamoni, de la térébenthine en nectar et cent des plus coûteuses préparations jaillissaient en une minute des plus communes matières de la materia medica. Si par hasard quelque ingrédient banal lui était demandé pour un client, il s'arrangeait si bien à en déguiser la couleur, le goût ou les deux à la fois qu'on n'y reconnaissait plus rien. En quoi la cochenille et l'huile de girofle lui étaient de très bon service. » |

La description de cet expert en placebos est, selon Damian Grant, bien plus qu'une litanie jargonesque, mais un véritable réseau d'images faisant défiler les rivages familiers où se ramassent huîtres et crabes, puis des paysages des Mille et Une Nuits où se cueillent les amandes douces et se distillent les onctueux sirops, tandis que s'interposent en contrepoint syncopé des mots tels que aqua cinamomi, capivi, materia medica aux sonorités étrangères à la musique de l'anglais. C'est là, écrit-il, « presque une nouvelle langue en création »,, bref « à coup sûr de la poésie, poesis, la fabrication en mots de quelque chose d'inouï »,,. Une préparation pharmaceutique où un ingrédient se remplace par une poudre de perlimpinpin se traduit sur le papier par un mot à la place d'un autre, chimie d'apothicaire ressemblant à celle du traducteur qui utilise des mots pour d'autres, ou encore du jongleur stylistique qui, comme ici, les juxtapose pour le seul jeu formel d'une « préparation » linguistique servie aux spectateurs et, par ricochet, au lecteur.

## Adaptation
Seule a pu être trouvée une adaptation scénique datant de 1818, The Adventures of Roderick Random (R. C. M. 20/7/1818).

### Citations du texte original
1. ↑  « an ample field for wit and humour ».
2. ↑  « Since I wrote my last Letter to you, I have finished a Romance in two small Volumes, called the Adventures of Roderick Random, which will be published in a fortnight. It is intended as a satire on mankind, and by the reeption it has met with in private fromthe best judges here I have reason to belive it will succed very well. As I have long disposed of the copy, I belive some hundrreds will be sent to Scotland. If you shall light on it, read it with candour, and report me and my cause aright ».
3. ↑  « notorious for a passion for his own sex ».
4. ↑  « a tall man remarkably well-shaped, of a fine mein and appearance commanding respect ».
5. ↑  « This day is a jubilee – my friends and servants shall share my satisfaction ».
6. ↑  « something to crown my felicity ».
7. ↑  « She dreamed she was delivered of a tennis-ball, which the devil (who, to her great surprise, acted the part of midwife) struck so forcibly with a racket, that it disappeared in an instant ; and she was for some time inconsolable for the loss of her offspring ; when all of a sudden, she beheld it return with equal violence, and enter the earth beneath her feet, whence immediately sprung up a goodly tree covered with blossoms, the scent of which operated so strongly on her nerves, that she awoke »
8. ↑  « I have attempted to represent modest merit struggling with every difficulty to which a friendless orphan is exposed, from his want of experience, as well as from the selfishness, envy, malice, and base indifference of mankind. ».
9. ↑  « I seeing my money melt away, without any certainty of deliverance, and in short, all my hopes frustrated; grew negligent of life, lost all appetite, and degenerated into such a sloven, that during the space of two months, I was neither washed, shifted nor shaved; so that my face rendered meagre with abstinence, was obscured with dirt, and overshadowed with hair, and my whole appearance squalid and even frightful […]. ».
10. ↑  « the KIng of Great Britain who headed the Allies in person […] put a stop to the carnage ».
11. ↑  « I shall take this Opportunity therefore of declaring to you, in all the sincerity of the most unreserved Friendship, that no person living is aimed at in the first part of the Book; that is, while the scene lies in Scotland and that (the Account of the Expedition to Carthagene excepted, the whole is not so much a Representation of my Life as of that many other needy Scotch Surgeon whom I have known either personally or by Report. ».
12. ↑  « the whole is not so much a Representation of my Life as that of many other needy Scotch Surgeons whom I have known either personally or by Report ».
13. ↑  « Christian reader, I beseech thee, in the bowels of the Lord, remember […] while thou art employed in the perusal of the following sheets; and seek not to appropriate to thyself that which equally belongs to five hundred different people. If thou shouldst meet with a character that reflects thee in some ungracious particular, keep thy own counsel; consider that one feature makes not a face, and that though thou art, perhaps, distinguished by a bottle nose, twenty of thy neighbours may be in the same predicament ».
14. ↑  « Good heaven! what were the thrillings of my soul at that instant! my reflection was overwhelmed with a torrent of agitation! my heart throbbed with surprising violence! a sudden mist overspread my eyes! my ears were invaded with a dreadful sound! I panted for want of breath, and in short, was for some moment intranced! The tumult subsiding, a crowd of flattering ideas rushed upon my imagination: Everything, that was soft, sensible, and engaging, in the character of that dear creature, recurred to my remembrance, and every favourable circumstances of my own qualifications appeared in all the aggravation of self-conceit, to heighten my expectation ».
15. ↑  « In the course of our entertainement, he eyed me with uncomon attachment. I felt a surprising attraction towards him ; when he spoke, I listened with attention and reverence; the dignity of his deportment filled ma with affection and awe; and, in short, the emotions of my soul, in presence of this stranger, were strong and unaccountable ».
16. ↑  « better acquainted with affliction ».
17. ↑  « the senses have the upper hand over reason and [they have] already been much imposed upon by appearances ».
18. ↑  « It would require the pencil of Hogarth to express the astonishment and concern of Strap on hearing this piece of news »).
19. ↑  « thrust forward his eyes considerably beyond their station ».
20. ↑  « kicked half a dozen hungry whores ».
21. ↑  « [he advised me], if I intended to profit by my talents, to write something satirical or luscious, such as the Button Hole, Shockey and Towner, The Leaky Vessel, etc., and yet this was a man in years, who wore a reverend periwig, looked like a senator, and went regularly to church. Be that as it will, I scorned to prostitute my pen in the manner proposed, and carried my papers to a third, who assured me that poetry was entirely out of his way; and asked me if I had got never a piece of secret history, thrown into a series of letters, or a volume of adventures, such as those of Robinson Crusoe, and Colonel Jack, or a collection of Conundrums, wherewith to entertain the plantations. Being quite unfurnished for this dealer, I had recourse to another with as little success; and I verily believe, was rejected by the whole trade. ».
22. ↑  « I have made many a good meal upon a monster; a rape has often afforded me great satisfaction; but a murder, well-timed, was my never failing ressource. ».
23. ↑  « whether the inclination be absent or present ».
24. ↑  « as lank and streight as a pound of candles ».
25. ↑  « it could not be a great deal, for his tail was not yet cut ».
26. ↑  « That's a brave Scotch boy; you shall have faiy play, by G—d! ».
27. ↑  « never washed but in Castalia's streams ».
28. ↑  « […]  when I informed him that I served three years only, he fell into a violent passion; swore it was a shame and a scandal to send such raw boys into the world as surgeons; that it was a great presumption in me, and an affront upon the English, to pretend to sufficient skill in my business, having served so short a time, when every apprentice in England was bound seven years at least; that my friends would have done better if they had made me a weaver or shoemaker, but their pride would have me a gentleman, he supposed, at any rate, and their poverty could not afford the necessary education. ».
29. ↑  « good for hoarseness, lowness of spirits, and indigestion ».
30. ↑  « he being the most expert man at a succedaneum of any apothecary in London, so that I have been sometimes amaz'd to see him, without the least hesitation, make up a physician's prescription, though he had not in his shop one medicine mention'd in it ».

### Citations originales des commentateurs
1. ↑  « […] the noblest prospect which a Scotchman ever sees, is the high road that leads him to England ».
2. ↑  « This consitutes the diegetic etymon of the novel, encapsulationg proleptically Roderick's adventures ».
3. ↑  « The series of incidents and encounters on [Roderick's] journey to London is a succession of variations […] on the theme – certainly not an original one, but one to which the eighteenth century attributed great didactic value – of the perpetual dialectic of reality and appearance ».
4. ↑  « the novel does not passively reflect a reality that would be given once and for all, but it seeks to discover it ».
5. ↑  « I think we may be better known by our looks than by our words, and that a man's speech is much more easily disguised than his countenance ».
6. ↑  « it is a mistake to look for formal focus ».
7. ↑  « The Adventures of Roderick Random is as it were held, as by a pair of pliers, between the two opposed poles of romance and novel ».
8. ↑  « They may be weak at describing scenery, but they are extra-ordinarily good at describing scoundrelism […] it is much truer of Smollett whose outstanding intellectual honesty may have been connected with the fact that he was not an Englishman ».
9. ↑  « By beginning his episode in darkness, he calls attention to and thus enhances its singular pictorial effects ».
10. ↑  « like a piece of language meat he tosses to the reader ».
11. ↑  « I consider literature and the arts as advanced forms of knowledge, as cognitive instruments that anticipate and contribute to institutional formation ».
12. ↑  « he talks about the load of slaves as one talks about a temporary constipation – something one needs to get rid of quickly ».
13. ↑  « the fleshy, rythmic and alliterative style of the former description ».
14. ↑  « From around 1660 to 1740, the British passion for gambling was almost unrestrained. ».
15. ↑  « When a ma, begins to play he knows not when to leave off; and having since accustomed himself to play at hazard he hardly after minds anything else ».
16. ↑  « the rest wasted ».
17. ↑  « with great cheerfulness suffered myself to be cheated of ten guineas more ».
18. ↑  « Even before Roderick discovers his patrimony, scenes of sympathy do punctuate the novel, but they are frequently accompanied by the flow of money ».
19. ↑  « a man of small understanding and much ostentation; a man fond of show, dress and flutter ».
20. ↑  « distract the reader from the subject and compel his attention to the play of the writer's mind itself […] a kind of intellectual free style, a celebration of the voluntary powers of the imagination ».
21. ↑  « almost a new created language ».
22. ↑  « indeed poetry, poesis the making of a new thing in words ».